# Lista rappresentativa del patrimonio culturale immateriale dell'umanità
La lista rappresentativa del patrimonio culturale immateriale dell'umanità viene stilata dall'UNESCO e include usanze del patrimonio intangibile e sensibilizza la popolazione alla loro salvaguardia.
L'effettivo inserimento di un bene nella lista deve soddisfare i seguenti criteri:
- L'elemento deve essere un bene immateriale.
- L'iscrizione alla lista deve contribuire a dare risalto all'elemento, a sensibilizzarne il significato e a promuovere la diversità culturale nel mondo.
- La candidatura dell'elemento deve allegare un documento che attesti la salvaguardia del bene stesso, i metodi con cui essa viene svolta, i costi e gli enti interessati.
- Deve esserci un impegno comunitario nel sostenere la candidatura dell'elemento.
- L'elemento deve essere registrato in un inventario nazionale.

A dicembre 2024 gli elementi registrati sono 667 divisi in 146 paesi del mondo.

## Elenco
| Stato | Voce | Descrizione | Anno di proclamazione | Anno di iscrizione | Rif.  | Immagine |  |
| --- | --- | --- | --------------------- | ------------------ | ----- | -------- |  |
| Belize, Guatemala, Honduras, Nicaragua | Lingua, danza e la musica del Garifuna | I Garifuna sono una popolazione che discende da schiavi nigeriani naufragati su Saint Vincent che si sono mescolati con gli indigeni delle isole caraibiche. Successivamente, i Garifuna si trasferirono in America Centrale, ed oggi sono particolarmente numerosi nel Belize. La musica e la danza dei Garifuna combinano elementi africani ed indigeni mesoamericani, e comprendono una quantità di danze in girotondo, di canti di lavoro, satirici ed a cappella, con la musica popolare paranda e punta. La lingua garifuna fa parte della famiglia Arawak. | 2001                  | 2008               | Link  |          |  |
| Benin, Nigeria, Togo | La tradizione orale del Gelede | Il Gẹlẹdẹ è una festività annuale che celebra la saggezza delle madri e delle donne anziane del popolo yoruba. Nel corso della festa gli uomini indossano copricapi da donna e si mascherano da donne per placare le donne anziane della tribù. la danza e la musica sono parte integrante della cerimonia, che fa uso dito. Il Geledé viene preceduto da una cerimonia chiamata Efe, che si svolge la sera precedente. | 2001                  | 2008               | Link  |          |  |
| Bolivia | Il Carnevale di Oruro | Oruro era un luogo consacrato alle cerimonie in epoca precolombiana e venne rifondato dagli spagnoli nel 1606. Era il sito della festività Ito, che venne proibita dagli spagnoli nel XVII secolo ma continuò in maniera evidente come celebrazione cristiana, in cui le antiche divinità andine ricomparivano personificate nei santi. Essa venne poi associata al Natale e venne celebrata il 2 febbraio, giorno della Candelora. Oggi è una festività che precede la Quaresima e dura dieci giorni. L'evento più importante è l'entrada, una processione di oltre 28.000 danzatori e 10.000 suonatori, che marciano su di un percorso di quattro chilometri per venti ore ininterrotte come parte della cerimonia. | 2001                  | 2008               | Link  |          |  |
| Cina | L'opera Kun Qu | L'opera Kunqu è probabilmente la forma più antica di opera cinese, risalente alla dinastia Ming tra il XIV e il XVII secolo. Il Kunqu usa un cast fisso con due prime parti, un uomo e una donna, più un anziano e un certo numero di personaggi comici. Le rappresentazioni comprendono canto e danza, accompagnati da una varietà di strumenti a corde, ad aria e a percussione. | 2001                  | 2008               | Link  |          |  |
| Costa d'Avorio | I Gbofe di Afounkaha, la musica dei corni della comunità Tagbana | Il Gbofe designa sia una sorta di tromba traversa sia le musiche, i canti e le danze che con tale strumento vengono eseguite presso i Tagbana. In queste esibizioni si usano sei trombe di varia lunghezza. Oltre alle trombe e ai canti, vi sono anche delle percussioni che conferiscono una struttura alla musica, eseguita in occasione di diversi riti e cerimonie. | 2001                  | 2008               | Link  |          |  |
| Repubblica Dominicana | Cultura della Confraternita dello Spirito Santo dei Congos di Villa Mella | La Fratellanza del Santo Spirito del Congo di Villa Mella è un'organizzazione composta da musicisti che si specializzano nei tamburi conga. La fratellanza risale al XVI secolo, ed è diventata una parte essenziale della cultura dominicana. Questi musicisti suonano alle feste religiose, ai funerali ed in altre occasioni come il Festival dello Spirito Santo e la cerimonia Banko, quando ricorrono tre anni dalla morte di un individuo. | 2001                  | 2008               | Link  |          |  |
| Ecuador, Perù | Patrimonio orale e cultura del popolo Zápara | Gli Zápara sono persone che vivono nella Foresta Amazzonica, e si crede siano i più antichi abitanti di quest'area. La loro cultura orale include una grande conoscenza della vita naturale della foresta, come una complessa mitologico e pratiche artistiche. | 2001                  | 2008               | Link  |          |  |
| Georgia | Il canto polifonico georgiano | Il canto polifonico è un'antica tradizione in Georgia, consistente in quattro tipi principali (quella a drone, quella contrappuntistica, quella parallela (o a "chordal unit"), e quella "ostinata"). Nella regione a nord-ovest della Georgia, la montuosa Svanetia, si pratica la polifonia a "chordal unit", mentre la Georgia occidentale è conosciuta per quella contrappuntistica con lo yodel, e la zona orientale, la Khaketia, è la patria del dialogo delle melodie melismatiche di due solisti con l'accompagnamento del pedal drone. La polifonia "ostinata" è presente in tutte le regioni. Le tradizioni kakhetiane includono l'unica canzone Chakrulo, della categoria chiamata "long table song". Le tradizioni polifoniche nella Georgia sono presenti circa dal IV secolo (col tempo il Cristianesimo è stato adottato come religione di Stato). | 2001                  | 2008               | Link  |          |  |
| Guinea | Cultura Sosso-Bala | Il Sosso-Bala è uno strumento sacro della popolazione dei Mandingue, ed è stato un importante simbolo della loro cultura fin dall'antico Impero Malian nel XIII secolo. Il Sossa-Bala è un tipo di balafon molto più associato al Dökala della Nyagassola. Il patriarca della famiglia, il Balatigui, suona il Sosso-Bala nelle occasioni speciali e ne insegna l'utilizzo ai ragazzi. Lo strumento accompagna antichi poemi epici dedicati agli antichi eroi Malian come Soundiata Keita e Soumaoro Kantè. Soumaoro Kantè non è un "eroe", è il re stregone sconfitto da Sundiata generalmente disprezzato da tutta Mali. | 2001                  | 2008               | Link  |          |  |
| India | Kutiyattam, teatro sanscrito | Il kutiyattam è la più antica tradizione teatrale dell'India. la sua origine è Sanscrita e circoscritta a Kerala, e le sue rappresentazioni messe in scena nei Kuttampalam, teatri fondati nei templi Indu. La tradizione risale almeno a duemila anni or sono. Originariamente di carattere sacro e strettamente controllato, il kutiyattam è ora più accessibile, benché permagano elementi spirituali: gli attori vengono purificati, e una lampada ad olio brucia senza sosta durante le rappresentazioni come simbolo della presenza divina. Le tecniche, altamente stilizzate e governate da regole severe, erano codificate fino a tempi molto recenti in manuali tenuti segreti da certe famiglie. | 2001                  | 2008               | Link  |          |  |
| Italia | L'Opera dei pupi (Sicilia) | L'opera dei pupi è una forma di teatro con marionette che fece la sua comparsa al principio del XIX secolo in Sicilia. Nelle sue rappresentazioni, saghe cavalleresche, poemi siciliani e storie della vita di santi e di briganti erano raccontate e parzialmente improvvisate dai pupari. Le due scuole principali dell'opera dei pupi, quelle di Catania e Palermo, si differenziano per le caratteristiche dei "pupi" così come per le tecniche per manovrarli e per gli scenarii. I metodi di rappresentazione si tramandavano solitamente di padre in figlio, mentre la realizzazione delle marionette era curata da artigiani specializzati. | 2001                  | 2008               | Link  |          |  |
| Giappone | Teatro Nōgaku | Risalente all'VIII secolo, quando le rappresentazioni del "sangaku" (più tardi divenuto "sarugaku") furono importate dalla Cina, il nōgaku si sviluppò nelle sue forme moderne nel XIV secolo. È la forma primaria del Teatro giapponese di oggi, ed è basato su storie tradizionali. Ne esistono due tipi differenti, il nō ed il kyōgen: il primo è un racconto stilizzato di un narratore eroico soprannaturale, con le altre parti recitate da attori mascherati; il secondo è una forma di teatro comico strettamente legata alla tradizione del "sangaku". La lingua dei testi di un "nōgaku" proviene da quella parlata tra il XII secolo e il XVI secolo. | 2001                  | 2008               | Link  |          |  |
| Lituania | L'intaglio di croci ed il simbolismo ad esse connesso in Lituania | Alte da uno a cinque metri, e abbellite da motivi floreali e geometrici nonché da piccole statue, le croci di legno sono una parte importante della cultura della Lituania. Tradizionalmente in legno di quercia, le croci tradizionali lituane fanno parte del simbolismo religioso cattolico, ma si ricollegano anche all'antica cultura dei paesi baltici precedente la conversione al Cristianesimo. A partire dall'annessione della Lituania all'Impero russo (XIX secolo), le croci sono divenute un simbolo del popolo lituano. | 2001                  | 2008               | Link  |          |  |
| Marocco | Cultura di piazza Jamaa el Fna | Jamaa el Fna si trova a Marrakesh, ed è stata un simbolo di questa città fin dalla sua nascita nell'XI secolo. La piazza è lo spazio di diversi gruppi di artisti quali musicisti, ballerini, fachiri, incantatori di serpenti, cantastorie ed altri, come ristoranti, tatuatori, medici tradizionali, predicatori eccetera. | 2001                  | 2008               | Link  |          |  |
| Filippine | I canti hudhud degli Ifugao | La comunità Ifugao è conosciuta per gli antichi canti hudhud che risalgono circa al VII secolo. Ci sono più di 200 canti in tutto, ognuno composto da 40 episodi; c'è solo una melodia per tutti i versi hudhud. Il primo esecutore è una donna, il cui fratello riveste un ruolo più importante di quello del marito. Questi canti impiegano una complessa tecnica letteraria inclusa quella onomatopeica, le metafore e la metonimia. | 2001                  | 2008               | Link  |          |  |
| Corea del Sud | Il rito reale degli antenati e musica rituale del tempio di Jongmyo | Jongmyo è un tempio confuciano di Seul, in cui si svolge un rito annuale tenuto la prima domenica di maggio dai discendenti della famiglia reale coreana. Il rito è di origine cinese e comprende una preghiera per gli antenati, musica e danze. La forma moderna del rituale risale al XV secolo. Esso comincia con offerte di cibo e libagioni da parte di sacerdoti, seguite dalla musica di flauti, cetre, campane, piatti e liuti, e danze eseguite da sessantaquattro danzatori, che rappresentano l'alternanza di yin e yang. | 2001                  | 2008               | Link  |          |  |
| Russia | Lo spazio culturale e la cultura orale dei Semeiskie | I Semeiskie sono un'etnia che vive nella regione del Transbaikal; sono "vecchi credenti" nel culto ortodosso del XVI secolo. Si stanziarono nella loro odierna patria sotto Caterina la Grande, ed hanno mantenuto molti elementi arcaici della loro civiltà, tra i quali il loro dialetto russo meridionale. I cori dei Semeiskie derivano dalla musica liturgica medievale russa e comprendono canti polifonici. | 2001                  | 2008               | Link  |          |  |
| Spagna | La rappresentazione del Mistero di Elche | Il Mistero di Elche è una rappresentazione teatrale che mette in scena la Dormizione, l'Assunzione in cielo e l'Incoronazione della Vergine Maria. È stata rappresentata senza interruzioni nella Basilica di Santa Maria di Elche fin dalla metà del XV secolo. L'opera è interamente cantata e si compone di due atti messi in scena il 14 e il 15 di agosto. Il testo è principalmente in valenciano, con alcuni segmenti in Latino. La musica è composta da sezioni medievali a solo alternate a sezioni polifoniche barocche e rinascimentali. | 2001                  | 2008               | Link  |          |  |
| Uzbekistan | Lo spazio culturale del distretto Boysun | Il Boysun è una regione dell'Uzbekistan, una delle più antiche aree abitate nel mondo. Essendo stata a lungo parte di un crocevia culturale, il patrimonio di Boysun comprende una grande varietà di religioni, tra cui l'Islam, il Buddismo e lo Zoroastrismo, ma anche antiche credenze sciamaniche. In più, ci sono antichi rituali unici nel loro genere, come la festa della primavera di Navruz, che invoca gli dèi della pioggia, e il rito della famiglia, che si svolge 40 giorni dopo la nascita di un bambino per allontanare gli spiriti maligni. I canti tradizionali sono comuni, e in essi vengono usati temi epici nazionali accompagnati da strumenti a corda e a fiato. | 2001                  | 2008               | Link  |          |  |
| Belgio | Carnevale di Binche | Binche è una città belga a sud di Bruxelles, conosciuta per la sua annuale celebrazione del carnevale che si svolge tre giorni prima della Quaresima | 2003                  | 2008               | Link  |          |  |
| Turchia | L'arte dei Meddah, cantastorie pubblici | Meddahlik era una forma di teatro turco svolto da un unico narratore chiamato meddah e praticata in tutta la Turchia. Attraverso i secoli, generi narrativi simili hanno prosperato grazie alla interazione tra i popoli dell'Asia, del Caucaso e del Medio Oriente all'interno di questa vasta area geografica. | 2003                  | 2008               | Link  |          |  |
| Azerbaigian | Il Mugham dell'Azerbaigian | Il mugham è una forma di musica classica caratterizzata da alti livelli di struttura e improvvisazione. È tipicamente suonata da strumenti quali il daf (un largo tamburello), il kamancha (un violino a spillo con quattro corde) ed il tar (un liuto a undici corde dal collo allungato). Il mugham è connesso con la musica dell'Asia centrale e dell'Armenia, col radif persiano, il makam turco ed il maqam iracheno. Nell'Azerbaigian, il mugham è tradizionalmente usato nelle feste di matrimonio e in riunioni di intimi chiamate majles, ed è anche parte delle tradizioni drammatiche sufiche ta'zie e shabih. | 2003                  | 2008               | Link  |          |  |
| Estonia | Cultura Kihnu | Le piccole isole Kihnu e Manilaid ospitano una comunità di 600 persone le cui espressioni e tradizioni agricole sono state mantenute in vita nel corso dei secoli in gran parte attraverso la popolazione femminile dell'isola. | 2003                  | 2008               | Link  |          |  |
| Bolivia | Cosmovisione andina dei Kallawaya | L'attività principale dei Kallawaya consiste nella pratica di tecniche mediche ancestrali. La cosmovisione andina della cultura Kallawaya è costituita da un corpo coerente di miti, riti, valori ed espressioni artistiche. | 2003                  | 2008               | Link  |          |  |
| Brasile | Espressioni orali e grafiche dei Wajãpi | I Wajãpi sono una popolazione indigena della regione amazzonica del nord e hanno una lunga storia di utilizzo di tinture vegetali per ornare i loro corpi e oggetti con motivi geometrici. | 2003                  | 2008               | Link  |          |  |
| Colombia | Carnevale di Barranquilla | Ha una tradizione di oltre cento anni e si svolge nell'omonima città colombiana. Si celebra durante i quattro giorni dal sabato al martedì prima del mercoledì delle ceneri. | 2003                  | 2008               | Link  |          |  |
| Cuba | La Tumba francesa | Lo stile di danza, canto e percussioni noto come Tumba francesa è stato portato a Cuba dagli schiavi di Haiti che sono stati reinsediati nelle regioni orientali dell'isola in seguito ai disordini ad Haiti durante il 1790. | 2003                  | 2008               | Link  |          |  |
| Giamaica | L'eredità maroon di Moore Town | Situata negli altopiani della Giamaica orientale Moore Town ospita i discendenti delle comunità autonome di ex schiavi in fuga noti come Maroons che hanno conservato tradizioni spirituali e danze. | 2003                  | 2008               | Link  |          |  |
| Messico | Le festività indigene dedicate ai morti | El Día de los Muertos è una celebrazione tradizionale messicana per commemorare il ritorno dei defunti alla fine di ottobre e all'inizio di novembre, come la fine della stagione estiva della crescita. El Día de los Muertos è celebrato posizionando offerte incluso cibo, fiori e candele su un altare detto ofrenda. Si dice che eseguire il rituale non correttamente porti sfortuna, al contrario farlo bene porta grande fortuna. Il rituale avviene in un giorno specifico tra il 1 e il 3 novembre, che varia a seconda degli anni della persona defunta, del sesso, della professione e della causa della morte. | 2003                  | 2008               | Link  |          |  |
| Cambogia | Il ballo reale della Cambogia | Il Ballo reale della Cambogia è stato parte delle tradizioni della Cambogia per più di un millennio, ed è stato usato per celebrare funerali reali, matrimoni e incoronazioni. Il ballo utilizza quattro principali personaggi: Sva la scimmia, Yeak il gigante, Neang la donna e l'uomo Neayrong, ognuno distinguibile dalla maschera, dai gesti e dal costume. | 2003                  | 2008               | Link  |          |  |
| Cina | Il guqin e la sua musica tradizionale | La cetra cinese, chiamato Guqin, esiste da oltre 3.000 anni e rappresenta la Cina soprattutto nella tradizione musicale. | 2003                  | 2008               | Link  |          |  |
| India | La tradizione del canto Veda | I Veda comprendono un vasto corpus di poesia sanscrita, dialogo filosofico, mito e incantesimi rituali elaborati e composti da ariani oltre 3.500 anni fa. | 2003                  | 2008               | Link  |          |  |
| Indonesia | Teatro di marionette Wayang | Rinomato per le sue elaborate marionette e gli stili musicali complessi, questa antica forma di narrazione è nata sull'isola indonesiana di Giava. Il teatro Wayang si è diffuso ad altre isole (Lombok, Madura, Sumatra e Borneo), dove si sono sviluppati vari stili locali e accompagnamenti musicali diversi. | 2003                  | 2008               | Link  |          |  |
| Giappone | Il teatro di marionette Ningyo Johruri Bunraku | Il teatro delle marionette Ningyo Johruri Bunraku è una miscela di narrazione cantata, accompagnata con strumenti e marionette. Questa forma teatrale è emersa nel corso del primo periodo Edo (XVI secolo circa), quando il teatro di figura è stato accoppiato con lo Johruri, un genere narrativo popolare del XV secolo. | 2003                  | 2008               | Link  |          |  |
| Kirghizistan | L'arte degli Akyn, narratori delle epiche del Kirghizistan | Gli akyn sono i cantastorie che in Kirghizistan suonano canzoni e poesie epiche antichissime, alcune risalenti a più di un millennio fa come la trilogia di Manas (Manas, Semetey e Seitek). Le vicende che gli akyn cantano, accompagnandole con il komuz (un liuto a tre corde), hanno spesso radici storiche. Le tecniche degli akyn vengono tuttora tramandate oralmente. | 2003                  | 2008               | Link  |          |  |
| Mongolia | Musica tradizionale del morin khuur | Il morin khuur è uno strumento musicale originario della Mongolia, la sua importanza si estende oltre la mera funzione di strumento musicale perché era tradizionalmente parte integrante dei rituali e delle attività quotidiane dei nomadi mongoli. | 2003                  | 2008               | Link  |          |  |
| Corea del Sud | I canti epici Pansori | Il pansori è un genere di narrazione musicale sudcoreano, eseguito da una sorikkun e un gosu. | 2003                  | 2008               | Link  |          |  |
| Tonga | Lakalaka, balli e discorsi cantati di Tonga | Spesso considerato ballo nazionale del Tonga, Lakalaka è una miscela di coreografia, oratoria, e polifonia vocale e strumentale. | 2003                  | 2008               | Link  |          |  |
| Vanuatu | I disegni su sabbia a Vanuatu | Situato nel sud del Pacifico, l'arcipelago di Vanuatu ha conservato una tradizione unica e complessa del disegno su sabbia. | 2003                  | 2008               | Link  |          |  |
| Vietnam | Nha Nhac, la musica di corte vietnamita | Il Nha Nhac, che significa "musica elegante", si riferisce a una vasta gamma di stili musicali e di danza eseguiti presso la corte reale vietnamita dal XV alla metà del XX secolo. | 2003                  | 2008               | Link  |          |  |
| Egitto | L'epica Al-Sirah Al-Hilaliyyah | La poesia orale Sīra Banī Hilāl racconta la saga della tribù beduina Banu Hilal e la sua migrazione da Najd nella penisola arabica al Nord Africa avvenuta nel X secolo. | 2003                  | 2008               | Link  |          |  |
| Iraq | Il Maqam iracheno (tradizione musicale) | Ampiamente riconosciuto come predominante tradizione musicale classica dell'Iraq, il Maqam comprende un vasto repertorio di canzoni, accompagnati da strumenti tradizionali. | 2003                  | 2008               | Link  |          |  |
| Yemen | I canti di Sana'a | I canti di Sana'a, anche conosciuti come al-Ghina al-San'ani, sono un gruppo di canti che appartiene a una ricca tradizione musicale praticata in tutto lo Yemen. | 2003                  | 2008               | Link  |          |  |
| Madagascar | La conoscenza della lavorazione del legno dei Zafimaniry | La lavorazione del legno è una tradizione artigianale della comunità Zafimaniry. | 2003                  | 2008               | Link  |          |  |
| Repubblica Centrafricana | Canto polifonico dei pigmei Aka dell'Africa Centrale | I Pigmei Aka che vivono nella regione sud-occidentale della Repubblica Centrafricana hanno sviluppato una peculiare tradizione musicale vocale che prevede un tipo complesso di polifonia contrappuntistica basata su quattro voci. | 2003                  | 2008               | Link  |          |  |
| Estonia, Lettonia, Lituania | Festival di canto baltico e danza popolare | I tre paesi baltici condividono la tradizione delle feste musicali, nate nel XVIII secolo e che si tengono tuttora regolarmente, ogni quattro anni in Lituania e ogni cinque ed Estonia e Lettonia. Le feste durano diversi giorni e vi si esibiscono moltissimi musicisti, suonando sia musica popolare sia i generi più moderni. Queste feste diventarono un forte simbolo di identità nazionale dopo l'indipendenza dall'Impero russo, e continuarono anche durante l'occupazione straniera sovietica. | 2003                  | 2008               | Link  |          |  |
| Tagikistan, Uzbekistan | Lo shashmaqam | Da più di dieci secoli, la tradizione della musica classica dello shashmaqam è evoluta nei centri urbani dell'Asia centrale precedentemente nota come Mâwarâ al-Nahr, una zona che ora comprende il Tagikistan e l'Uzbekistan. | 2003                  | 2008               | Link  |          |  |
| Romania | Il rituale del căluș | La danza rituale del căluș viene eseguita nella regione Olt del sud della Romania, è anche parte del patrimonio culturale del Valacchi della Bulgaria e Serbia. | 2005                  | 2008               | Link  |          |  |
| Armenia | Il duduk e la sua musica | Il duduk, l'oboe armeno, è uno strumento musicale a fiato ad ancia doppia caratterizzata da un suono morbido. Le radici della musica duduk armeno risalgono ai tempi del re armeno Tigrane II detto il Grande (I secolo a.C.). | 2005                  | 2008               | Link  |          |  |
| Bulgaria | Bistritsa Babi, la polifonia arcaica, danze e rituali della regione Shoplouk | I Bistritsa Babi sono danze tradizionali e canti polifonici eseguiti da cori femminili nella regione Shoplouk in Bulgaria. | 2005                  | 2008               | Link  |          |  |
| Slovacchia | La Fujara e la sua musica | La Fujara è un lunghissimo flauto a tre fori per le dita, è considerato come parte integrante della cultura tradizionale della Slovacchia centrale. Non è solo uno strumento musicale, ma anche un manufatto di grande valore artistico grazie alla sua elevata elaborazione di ornamenti. | 2005                  | 2008               | Link  |          |  |
| Turchia | La cerimonia Sama dei Mevlevi | Il Mevleviye è un ordine Sufi ascetico fondata nel 1273 a Konya, da dove si diffuse gradualmente durante l'Impero ottomano. Oggi, il Mevleviye può essere trovato in molte comunità turche in tutto il mondo ed è soprattutto famoso per i dervisci rotanti. | 2005                  | 2008               | Link  |          |  |
| Brasile | La Samba de roda del Recôncavo di Bahia | La Samba de Roda, che coinvolge musica, danza e poesia, è un evento popolare di festa che si è sviluppato nello Stato di Bahia, nella regione del Recôncavo (Baia di Ognissanti) in Brasile nel corso del XVII secolo. | 2005                  | 2008               | Link  |          |  |
| Colombia | Cultura del palenque di San Basilio | La cultura del palenque di San Basilio comprende pratiche sociali, mediche e religiose, nonché le tradizioni musicali e orali, molte delle quali hanno radici africane. | 2005                  | 2008               | Link  |          |  |
| Costa Rica | Le tradizioni della pastorizia e dei carri trainati da buoi | I carri trainati da buoi (carretas) erano utilizzati per trasportare i chicchi di caffè dall'interno del paese attraverso le montagne fino a Puntarenas, sulla costa del Pacifico. | 2005                  | 2008               | Link  |          |  |
| Repubblica Dominicana | Tradizione della danza Cocolo | La tradizione della danza Cocolo si è sviluppata tra i discendenti degli schiavi dei Caraibi britannici giunti nella Repubblica Dominicana (e chiamati Cocolo) a metà del XIX secolo per lavorare nelle coltivazioni di zucchero. | 2005                  | 2008               | Link  |          |  |
| Bangladesh | I canti dei Baul | I Baul sono menestrelli mistici che vivono nelle zone rurali del Bangladesh e Bengala Occidentale e India. | 2005                  | 2008               | Link  |          |  |
| Cambogia | Sbek Thom, teatro Khmer delle ombre | Il Sbek Thom è il teatro delle ombre Khmer con pupazzi alti non articolati in pelle traforata risalente prima del periodo di Angkor. Il Sbek Thom, insieme con il Royal Ballet e la maschera del teatro, è considerato sacro. | 2005                  | 2008               | Link  |          |  |
| Cina | Il muqam degli uiguri dello Xinjiang | Il muqam uiguro dello Xinjiang è l'espressione generica per una varietà di muqam diffusa tra le comunità uigure, una delle più grandi minoranze etniche della Repubblica popolare cinese. | 2005                  | 2008               | Link  |          |  |
| India | Ramlila, la tradizionale performance del Rāmāyaṇa | Ramlila, letteralmente "gioco di Rama", è uno spettacolo del Rāmāyaṇa epico in una serie di scene che comprendono canto, la narrazione, recita e dialogo. Essa viene eseguita attraverso l'India del Nord durante il festival di Dussehra. | 2005                  | 2008               | Link  |          |  |
| Nicaragua | El Güegüense | El Güegüense è un dramma satirico ben conosciuta in tutto il Nicaragua. Esso viene eseguito durante la festa di San Sebastián, patrono della città di Diriamba in provincia di Carazo, Nicaragua. | 2005                  | 2008               | Link  |          |  |
| Indonesia | Kriss (pugnale indonesiano) | Il kriss o keris è un pugnale tradizionale dell'Indonesia, è usato sia come arma che oggetto spirituale, il kriss è considerato dotato di poteri magici. I primi kriss noti risalgono al X secolo e probabilmente si sono diffusi dall'isola di Giava in tutto il Sud-Est asiatico. | 2005                  | 2008               | Link  |          |  |
| Corea del Sud | Il festival Gangneung Danoje | L'annuale festival Gangneung Danoje si svolge nella città di Gangneung e comprende musica tradizionale e canzoni popolari Odokddegi, la maschera drammatica Gwanno, poesia narrativa orale e vari passatempi popolari. | 2005                  | 2008               | Link  |          |  |
| Cina, Mongolia | Urtiin Duu, la canzone popolare tradizionale | Essa viene eseguita in occasione di matrimoni, l'inaugurazione di una nuova casa, la nascita di un bambino, il marchio di puledri e di altri eventi sociali. | 2005                  | 2008               | Link  |          |  |
| Vietnam | La cultura dei gong | L'area culturale dei gong negli altopiani centrali del Vietnam copre diverse province e le diciassette comunità etno-linguistiche austro-asiatiche e Austronesiane | 2005                  | 2008               | Link  |          |  |
| Algeria | L'Ahellil di Gourara | La Ahellil è un genere musicale della popolazione Zenete di Gourara, viene eseguita durante le cerimonie collettive. | 2005                  | 2008               | Link  |          |  |
| Giordania | Cultura dei beduini a Petra e Uadi Rum | Le comunità beduine mantengono viva una cultura tradizionale pastorale e le competenze relative. | 2005                  | 2008               | Link  |          |  |
| Stato di Palestina | Lo Hikaye palestinese | Lo Hikaye palestinese è un'espressione narrativa praticata da donne con racconti fittizi durante le serate invernali da piccoli gruppi di donne e bambini, che si sono evoluti nel corso dei secoli. | 2005                  | 2008               | Link  |          |  |
| Mali | Cultura dello Yaaral e del Degal | Lo Yaaral e il Degal sono le due festività legate all'attraversamento, che avviene due volte l'anno, della terra arida del Sahel e delle pianure alluvionali del fiume Niger compiuto dalle mandrie di bestiame delle terre pastorali dei Fulani nel delta del Niger. | 2005                  | 2008               | Link  |          |  |
| Mozambico | La Timbila dei Chopi | Le comunità Chopi vivono principalmente nella parte meridionale della provincia di Inhambane nel sud del Mozambico e sono famosi per la loro musica popolare per cui usano uno strumento, simile allo xilofono, chiamato Timbila. | 2005                  | 2008               | Link  |          |  |
| Uganda | La realizzazione del tessuto di corteccia in Uganda | La realizzazione del tessuto di corteccia è un'antica tecnica che trasforma in tessuto la corteccia degli alberi delle Moraceae ed è utilizzata dai Baganda che vivono nel regno di Buganda, nel sud dell'Uganda. | 2005                  | 2008               | Link  |          |  |
| Zambia | Makishi (mascherata tradizionale) | Il travestimento Makishi viene effettuata alla fine del mukanda, l'annuale rito di iniziazione annuale per i ragazzi di età compresa tra gli otto e i dodici anni. | 2005                  | 2008               | Link  |          |  |
| Malawi, Mozambico, Zambia | Gule Wamkulu | Il culto Gule Wamkulu è danza rituale che viene eseguita nella stagione successiva alla vendemmia di luglio ma anche nei matrimoni, funerali o alla morte di un capo. I ballerini Nyau indossano costumi e maschere in legno e paglia, che rappresentano una grande varietà di personaggi. | 2005                  | 2008               | Link  |          |  |
| Gambia, Senegal | Kankurang, rito iniziatico mandingo | Il Kankurang è un rito iniziatico praticato in tutte le aree mandingo di Senegal e Gambia, corrispondente principalmente alla Casamance e nella città di M'bour. | 2005                  | 2008               | Link  |          |  |
| Guatemala | La tradizione di teatro e danza Rabinal Achí | Il Rabinal Achí è un dramma Maya dinastico in lingua k'iche', che si è sviluppato nel XV secolo ed è un raro esempio di tradizioni pre-ispaniche. Viene rappresentato tutti gli anni a Rabinal. | 2005                  | 2008               | Link  |          |  |
| Russia | L'epica degli Jakuti chiamata Olonkho | Il termine Olonkho si riferisce sia ai singoli poemi sia a tutta la tradizione epica degli Jacuti tramandata oralmente. Alcuni poemi risalgono a prima della migrazione degli Jakuti e fanno quindi parte delle forme poetiche più antiche dei popoli turchi. | 2005                  | 2008               | Link  |          |  |
| Nigeria | Le divinità Ifá | Il sistema di divinazione Ifá, che si avvale di un ampio corpus di testi e formule matematiche, è praticata tra le comunità Yoruba e della diaspora africana in America e nei Caraibi. | 2005                  | 2008               | Link  |          |  |
| Repubblica Ceca | Slovácko Verbunk, danza della recluta | Il Slovácko Verbunk è una danza improvvisata eseguita da ragazzi e uomini che vivono nei distretti Moravia Meridionale e Zlín della Repubblica Ceca. | 2005                  | 2008               | Link  |          |  |
| Belgio, Francia | Giganti e draghi processionali di Belgio e Francia | Processioni tradizionali di enormi effigi di giganti, animali o draghi comprendono un insieme originale di manifestazioni popolari di festa e rappresentazioni rituali. | 2005                  | 2008               | Link  |          |  |
| Albania | Iso-polifonia albanese | Musica polifonica tradizionale albanese | 2005                  | 2008               | Link  |          |  |
| Spagna | La Patum di Berga | La Patum di Berga è una festa popolare la cui origine può risalire alle feste medievali e sfilate che accompagnano la celebrazione del Corpus Christi. La celebrazione si svolge ogni anno durante la settimana del Corpus Domini, tra la fine di maggio e la fine di giugno. | 2005                  | 2008               | Link  |          |  |
| Malawi | Ballo di guarigione Vimbuza | Vimbuza è una danza di guarigione popolare tra la popolazione tumbuka che vive nel nord del Malawi. | 2005                  | 2008               | Link  |          |  |
| Filippine | Canto epico Darangen del popolo Maranao del lago Lanao | Il Darangen è un antico canto epico che racchiude un patrimonio di conoscenze delle persone Maranao che vive nella regione del lago Lanao di Mindanao. | 2005                  | 2008               | Link  |          |  |
| Bhutan | Danza in maschera con tamburi a Drametse | La danza in maschera della comunità Drametse è una danza sacra eseguita durante il festival Drametse in onore di Padmasambhava, un guru buddista. | 2005                  | 2008               | Link  |          |  |
| Giappone | Il teatro Kabuki | Il teatro Kabuki è una forma giapponese di teatro tradizionale, che ha avuto origine nel periodo Edo, all'inizio del XVII secolo ed era particolarmente popolare tra i cittadini. | 2005                  | 2008               | Link  |          |  |
| Italia | Canto a tenore | È uno stile di canto corale sardo di grande importanza nella tradizione locale | 2005                  | 2008               | Link  |          |  |
| Perù | Taquile e la sua arte tessile | L'isola di Taquile si trova sul lago Titicaca in Perù sugli altopiani andini, è noto per la sua arte tessile che è prodotta come attività quotidiana da uomini e donne. La tradizione sull'isola risale alle antiche civiltà Inca, Pukara e Colla. | 2005                  | 2008               | Link  |          |  |
| Malaysia | Il teatro Mak Yong | Quest'antica forma di teatro cretra dalla comunità malese unisce recitazione, musica vocale e strumentale, gesti ed elaborati costumi. Viene eseguito principalmente come intrattenimento o per scopi rituali legati alle pratiche di guarigione. | 2005                  | 2008               | Link  |          |  |
| Marocco | Il Moussem di Tan-Tan | Il Moussem di Tan-Tan nel sud-ovest del Marocco è un incontro annuale dei popoli nomadi del Sahara, che riunisce più di trenta tribù del sud del Marocco e in altre parti del nord-ovest dell'Africa per scambiare i prodotti alimentari e altri prodotti tipici, celebrare matrimoni e consultare erboristi. | 2005                  | 2008               | Link  |          |  |
| Zimbabwe | La danza Mbende Jerusarema | La danza Mbende Jerusarema è uno stile di ballo popolare praticato dagli Zezuru, un gruppo del popolo Shona che vive nello Zimbabwe orientale, in particolare nei distretti Murewa e Uzumba-Maramba-Pfungwe della provincia del Mashonaland Orientale. | 2005                  | 2008               | Link  |          |  |
| Cina | Khoomei, l'arte mongola del canto | Il canto Khoomei, o Hooliin Chor ("armonia della gola"), è eseguita da un solo esecutore che produce però diverse parti vocali tra le quali un suono basso e continuo prodotto dalla gola. |                       | 2009               | Link  |          |  |
| Cina | L’arte cinese del taglio della carta | Il taglio della carta è un'arte popolare prevalentemente femminile particolarmente diffusa nelle zone rurali. La carta, bianca o colorata, viene tagliata o incisa con una taglierina e vi vengono intagliati motivi spesso ideati dall'autore e che variano a seconda della regione di provenienza e dello scopo del prodotto finale, che può essere utilizzato per l'arredamento di interni, in occasione di festività o per le invocazioni religiose. |                       | 2009               | Link  |          |  |
| Argentina, Uruguay | Tango | La tradizione argentina e uruguaiana del tango, oggi conosciuta in tutto il mondo, è nata tra le classi popolari urbane di Buenos Aires e Montevideo composte da un mix di immigrati europei, discendenti di schiavi africani e nativi della regione noti come criollos. Viene praticato nelle sale da ballo tradizionali di Buenos Aires e Montevideo. |                       | 2009               | Link  |          |  |
| Cina | Usi e credenze legate a Mazu | Mazu è la dea del mare più influente della Cina ed è protagonista di una serie di credenze e usanze, tradizioni orali, cerimonie religiose e pratiche popolari diffuse in tutte le zone costiere del paese. |                       | 2009               | Link  |          |  |
| Francia | Maloya | La maloya è una forma di musica, canto e danza originaria dell'Isola della Riunione creata dagli schiavi malgasci e africani delle piantagioni di zucchero e poi diffusa a tutta la popolazione dell'isola. |                       | 2009               | Link  |          |  |
| Corea del Sud | Cheoyongmu | Il Cheoyongmu è una danza di corte utilizzata in passato per allontanare gli spiriti maligni e pregare per la tranquillità durante i banchetti reali o per promuovere la buona sorte durante i riti del Capodanno. |                       | 2009               | Link  |          |  |
| Corea del Sud | Namsadang Nori | Il Namsadang Nori, è una forma di teatro popolare originariamente praticata da intrattenitori itineranti, oggi è mantenuta viva da compagnie teatrali professionali. |                       | 2009               | Link  |          |  |
| Corea del Sud | Ganggangsullae | Il Ganggangsullae è un rituale che si svolge durante il Giorno del Ringraziamento per il raccolto e la fertilità. |                       | 2009               | Link  |          |  |
| Iran | I radif della musica iraniana | Il Radif è il repertorio tradizionale della musica classica iraniana, comprende oltre 250 unità melodiche, chiamate gushe, organizzate in cicli. |                       | 2009               | Link  |          |  |
| Cina | L'opera tibetana | Nell'opera tibetana si uniscono canto popolare, danza, narrazione, elementi acrobatici e rappresentazioni religiose. |                       | 2009               | Link  |          |  |
| Indonesia | Il batik indonesiano | La tecnica di colorazione dei tessuti di cotone e seta usati per indumenti, vengono raffigurati disegni e motivi simbolici. |                       | 2009               | Link  |          |  |
| Cina | Il poema epico Manas | L'epopea di Manas narra le gesta dell'eroe da cui si fanno discendere le origini della minoranza etnica dei Kirghisi in Cina, concentrata nella regione dello Xinjiang. |                       | 2009               | Link  |          |  |
| Cina | Lo stile musicale Nanyin | Lo stile musicale nanyin è tradizionela per l'area min nan situata nella provincia del Fujian. Le melodie sono eseguite con strumenti tipici come il flauto di bambù (dongxiao) e il liuto a collo storto suonato orizzontalmente chiamato pipa. |                       | 2009               | Link  |          |  |
| Giappone | Lo stile musicale Gagaku | Lo stile musicale Gagaku è una delle arti performative più antiche del Giappone ed è caratterizzato da movimenti lenti che accompagnano canti lunghi e lenti. Viene eseguito nel Palazzo Imperiale in occasione di banchetti e cerimonie e nei teatri. |                       | 2009               | Link  |          |  |
| Azerbaigian | L'arte degli Aşık azerbaigiani | Gli Ashiq azerbaigiani hanno un repertorio classico di 200 canzoni, 150 composizione letterarie e quasi 2000. Accompagnati dal saz prendono parte a matrimonio e feste. |                       | 2009               | Link  |          |  |
| Francia | Gli arazzi di Aubusson | La tradizionale manifattura degli arazzi tipica di Aubusson e della regione della Creuse. Vengono prodotti soprattutto arazzi ma anche tessuti usati per l'arredo. |                       | 2009               | Link  |          |  |
| Cina | L'arte del broccato Yunjin di Nanjing | Nella produzione del broccato Yunjin, due artigiani azionano ritmicamente la parte superiore e inferiore di un grande e complicato telaio col quale vengono prodotti tessuti di seta o filati di piume di pavone che un tempo erano usati per gli abiti reali. |                       | 2009               | Link  |          |  |
| Cina | L'epica di Gesar di Ling | Il ciclo epico narra le gesta di Gesar o Kesar, impavido signore del leggendario regno di Ling. I cantori e i narratori recitano episodi della vasta narrazione orale alternando prosa e poesia e versi con numerose varianti regionali. |                       | 2009               | Link  |          |  |
| Ungheria | Il festival Busójárás a Mohács | I festeggiamenti di Busójárás si svolgono alla fine di febbraio a Mohács, nel sud dell'Ungheria. Il carnevale dura sei giorni e prende il nome dai busó, che indossano costumi spaventosi e maschere di legno con ampi mantelli di lana. |                       | 2009               | Link  |          |  |
| Turchia | Karagöz | Il karagöz è una forma di teatro delle ombre, le figure, note come tasvirs, sono realizzate in pelle di cammello o di bue, hanno forme diverse e sono tenute tramite delle aste davanti ad una fonte di luce proiettando così l'ombra su uno schermo di tessuto. |                       | 2009               | Link  |          |  |
| Uruguay | Il Candombe e il suo spazio culturale | Le llamadas de tambores de candombe si svolgono ogni domenica e durante le festività nei quartieri di Montevideo abitati da popolazione di origine africana. La gente si raccoglie intorno a fuochi per poi cominciare la sfilata di tamburi. |                       | 2009               | Link  |          |  |
| Cina | L'arte cinese di intaglio dei sigilli | La Società degli incisori di sigilli di Xiling, nella provincia di Zhejiang, insieme ad altre organizzazioni dedicate, mantiene l'arte dell'incisione dei sigilli che erano usati in passato come firma o segno di autorità. |                       | 2009               | Link  |          |  |
| Cina | La tradizionale manifattura della carta Xuan | La carta Xuan viene prodotta a mano con la corteccia del Pteroceltis tatarinowii e con la paglia di riso, ha una superficie resistente e liscia. Era usata nella calligrafia, nella pittura e per la stampa di libri. |                       | 2009               | Link  |          |  |
| Messico | La cerimonia rituale dei Voladores | Il rituale dei Voladores ("uomini volanti") è caratteristico di alcuni gruppi etnici del Messico, tra i quali i Totonac nello stato di Veracruz. Quattro uomini si arrampicano in cima ad un palo di legno sul quale si trova una piattaforma dalla quale un quinto uomo suona degli strumenti musicali, i quattro, legati alla sommità del palo, si calano nel vuoto eseguendo rotazioni e piroette. |                       | 2009               | Link  |          |  |
| Cina | La festa delle barche drago | La festa di svolte a partire dal quinto giorno del quinto mese lunare in particolare lungo il corso del Fiume Azzurro, la forma dei festeggiamenti varia di zona in zona, in comune vi sono momenti commemorativi, eventi sportivi, banchetti e performance di folklore come canti, danze e opere. |                       | 2009               | Link  |          |  |
| Cina | Il tradizionale metodo di cottura della ceramica celadon di Longquan | Le ceramiche celadon sono originarie della città di Longquan, il metodo di cottura e la composizione dello smalto tipico si tramandano da generazioni e prevedono diverse fasi di cottura e raffreddamento nelle quali la precisione della temperatura è molto importante. |                       | 2009               | Link  |          |  |
| Giappone | La danza Kagura di Hayachine | La danza Kagura è un insieme di danze rituali mascherate con accompagnamento musicale, ha origine nella devozione degli abitanti della prefettura di Iwate per il monte Hayachine, considerato una divinità e si svolgono prevalentemente durante le festività del primo di agosto presso il Santuario Hayachine nella città di Hanamaki. |                       | 2009               | Link  |          |  |
| Colombia | Il carnevale dei neri e dei bianchi | Il Carnaval de negros y blancos si tiene dal 28 dicembre al 6 gennaio nella città di San Juan de Pasto, il momento clou della festività sono gli ultimi due giorni quando i partecipanti si mascherano in nero un giorno e in bianco il giorno successivo per simboleggiare uguaglianza e integrazione. |                       | 2009               | Link  |          |  |
| Croazia | I suonatori di campane Zvončari del carnevale della zona di Kastav | Nel mese di gennaio, durante il carnevale si tengono sfilate di campanari nei villaggi della regione di Kastav. Abbigliati con pelli e numerosi campanelli si muovo in gruppo urtandosi ritmicamente. Nelle piazze dei villaggi formano cerchi suonando fino a quando non viene offerto loro cibo e ristoro prima di proseguire il cammino. |                       | 2009               | Link  |          |  |
| Romania | Lo stile musicale Doina | La doina, che assume nomi diversi a seconda della regione della Romania, è un canto improvvisato e solenne eseguito individualmente con o senza l'accompagnamento di strumenti tradizionali come il flauto diritto o anche con strumenti improvvisati. |                       | 2009               | Link  |          |  |
| Giappone | Oku-noto no Aenokoto | Oku-noto no Aenokoto è una cerimonia che si svolge due volte l'anno, è un rituale agricolo dei coltivatori di riso che invitano la divinità della risaia nelle loro case comportandosi come se essa fosse fisicamente presente. |                       | 2009               | Link  |          |  |
| Cina | Le arti Regong | Le arti regong, diffuse nell'area del bacino del fiume Longwu comprendono diverse tipologie di arti plastiche, come tecniche di pittura, la creazione di piccoli fiori decorativi in tessuti di seta, la creazione di sculture in legno e altri materiali e il thangka, l'arte di dipingere i rotoli religiosi usati per venerare Buddha. |                       | 2009               | Link  |          |  |
| Uzbekistan | Katta Ashula | Katta Ashula (letteralmente "grande canzone") è un tipo di canto tradizionale della Valle di Fergana in Uzbekistan di alcune regioni del Kirghizistan, del Tagikistan e del Kazakistan. |                       | 2009               | Link  |          |  |
| Cina | I canti popolare Hua'er | La tradizione musicale Hua'er è dffusa nella Cina centro-settentrionale, vi è un vasto repertorio che prende il nome dall'etnia e da nomi di città o fiori (ed esempio "ling del popolo Tu", "ling della Peonia Bianca"), il canto è improvvisato su temi vari, anche attuali, ma vi sono regole rigorose per la metrica dei versi. |                       | 2009               | Link  |          |  |
| Messico | Luoghi della memoria e tradizioni della popolazione Otomí-Chichimecas di Tolimán: il monte Peña de Bernal, guardiano dei territori sacri                                                         | La popolazione Otomí-Chichimeca vive nello stato di Querétaro in una zona semi-desertica dominata da dei rilievi che formano un triangolo, le colline sono considerate sacre e sono meta di pellegrinaggi e al centro di un calendario di rituali incentrati sull'acqua. |                       | 2009               | Link  |          |  |
| Cina | Il genere musicale rituale Xi'an guyue | I gruppi musicali di fiati e percussioni dell'antica capitale cinese Xi'an integrano musica e cori maschili cantando versi legati alla vita sociale e religiosa. |                       | 2009               | Link  |          |  |
| Cina | L'opera Yueju | L'opera Yueju, diffusa nelle province del Guangdong e del Guangxi comprende acrobazie e combattimenti utilizzando armi vere e attingendo alle arti marziali Shaolin e prevede l'uso di elaborati costumi e pittura facciale, è accompagnata da strumenti a corda e percussione. |                       | 2009               | Link  |          |  |
| Giappone | Akiu no Taue Odori | In questo rituale, tipico della città di Akiu si invoca la ricchezza del raccolto di riso con danze che simulano i gesti del trapianto del riso chiamato taue. |                       | 2009               | Link  |          |  |
| Francia | La tradizionale scrittura nella tecnica delle costruzioni a graticcio francesi | Questa tecnica permette la descrizione precisa, tramite il disegno, dei volumi, dei vari componenti e delle tecniche di incastro di un edificio in legno. Permette quindi al carpentiere di definire con precisione tutti i componenti dell'edificio e il loro assemblaggio prima della loro realizzazione, la competenza è mantenuta dalle corporazioni di falegnami e carpentieri. |                       | 2009               | Link  |          |  |
| Croazia | L'arte dei merletti in Croazia | Comprende tre tecniche di produzione del merletto, il merletto ad ago dell'isola di Pag, il merletto a tombolo di Lepoglava e i merletto di aloe di Hvar. |                       | 2009               | Link  |          |  |
| Belgio | La processione del Sacro Sangue a Bruges | La processione si svolge tutti gli anni il giorno dell'Ascensione, cioè 40 giorni dopo la Pasqua e risale al XIII secolo quando, secondo la leggenda, è stata portata a Bruges una reliquia dalla Seconda crociata. |                       | 2009               | Link  |          |  |
| Estonia | Leelo il canto tradizionale polifonico in seto | Il leelo, un'antica forma di canto polifonico, fa parte dell'identità della comunità Seto, è eseguito da cori e guidato da un cantante solista. |                       | 2009               | Link  |          |  |
| Colombia | Le processioni della settimana santa a Popayán | La tradizione delle processioni della Settimana Santa risale al periodo coloniale. Si svolgono dal martedì al sabato prima di Pasqua e sono cinque, i carri reliquiari, riccamente decorati seguono un percorso di due chilometri attraverso il centro della città. |                       | 2009               | Link  |          |  |
| Croazia | La processione Za Krizen sull'isola di Hvar | Il Giovedì Santo da ognuno dei sei villaggi dell'isola dalmata di Hvar parte una processione che segue un portatore di croce e che visita gli altri villaggi. |                       | 2009               | Link  |          |  |
| Cina | La sericoltura e la creazione della seta in Cina | La tradizionale produzione della seta comprende la coltivazione del gelso, l'allevamento dei bachi da seta, la trattura della seta, la produzione di filo, la progettazione e la tessitura di tessuti. |                       | 2009               | Link  |          |  |
| Vietnam | Le canzoni popolari Quan Họ della regione Bắc Ninh | I canti popolari Quan Họ vengono eseguiti nelle province di Bắc Ninh e Bắc Giang. I canti sono eseguiti da due donne di un villaggio e due uomini di un altro villaggio e servivano per rafforzare i rapporti fra villaggi diversi. |                       | 2009               | Link  |          |  |
| Cina | La tecnica cinese della stampa con i blocchi incisi | La stampa su blocchi incisi viene effettuata tramite la collaborazione di diversi artigiani che usano blocchi ricavati da legno e lavorati che sono utilizzati per applicare l'inchiostro sulla carta. |                       | 2009               | Link  |          |  |
| Cina | La carpenteria tradizionale cinese delle strutture in legno degli edifici | Le strutture a graticcio sono composte da parti diverse su un telaio prodotto in precedenza, dell'arte fanno parte anche i decori, la lavorazione della pietra, delle tegole e la pittura. |                       | 2009               | Link  |          |  |
| Nigeria | La mascherata Ijele | L'esibizione della maschera di Ijele viene effettuata in occasione di diverse celebrazioni legate all'agricoltura ma anche durante le sepolture. La maschera è alta 4 metri e fatta di tessuti su una struttura di bambù. |                       | 2009               | Link  |          |  |
| Cina | La danza dei contadini dell'etnia coreana in Cina | I membri del gruppo etnico coreano di Jilin e del nord-est della Cina iniziano la danza dei contadini con sacrificio al Dio. I danzatori mascherati e non sono accompagnati da strumenti simili all'oboe, gong e vari tamburi. |                       | 2009               | Link  |          |  |
| Mali | La cerimonia settennale di rifacimento del tetto del Kamablon, l'edificio sacro di Kangaba | Nella regione di Manden, in Mali, ogni sette anni viene festeggiato il rifacimento del tetto della casa comune, chiamata Kamablon, del villaggio di Kangaba. |                       | 2009               | Link  |          |  |
| Cina | La calligrafia cinese | La calligrafia cinese incorpora elementi artistici ed era in passato usata da intellettuali e funzionari. Con pennelli vengono realizzati cinque stili diversi di scrittura. |                       | 2009               | Link  |          |  |
| Cipro | Lefkaritika, i merletti di Lefkara | La tradizione della creazione di pizzi nel villaggio di Lefkara, risale al XIV secolo ed ha subito influenze veneziane e greco bizantine nei temi e motivi nella combinazione dei suoi elementi. |                       | 2009               | Link  |          |  |
| Corea del Sud | Yeongsanjae | Lo Yeongsanjae è un momento centrale del buddismo coreana e rievoca la consegna del Sutra del Loto, la cerimonia inizia con rito dedicato a tutti gli spiriti del cielo e della terra e prevede canti, addobbi cerimoniali e danze rituali come la danza dei cimbali, la danza del tamburo e la danza della veste cerimoniale. |                       | 2009               | Link  |          |  |
| Turchia | La tradizione dei menestrelli Âşıklık | La tradizione dei Âşıklık (menestrelli) diffusa in Turchia è simile a quella di altri paesi del Caucaso. I cantanti-poeti, accompagnati dal saz, strumento a corde, intervengono nei matrimoni e nelle feste pubbliche. |                       | 2009               | Link  |          |  |
| India | Ramman, festival religioso e teatro rituale del Garhwal (Uttarakhand) | La festa religiosa in onore del dio tutelare Bhumiyal Devta si svolge anualmente nei villaggi di Saloor-Dungra, nello stato dell'Uttarakhand. Il rituale è molto complesso e prevede momenti di recitazione, canti e danze in maschera. |                       | 2009               | Link  |          |  |
| Corea del Sud | Jeju Chilmeoridang Yeongdeunggut | Il Chilmeoridang Yeongdeunggut di Jeju è un rituale che prevede dei momenti di intrattenimento per le divinità, cerimonie e preghiere per invocare pesca abbondante e mari calmi. Riti simili si svolgono in tutta l'isola di Jeju. |                       | 2009               | Link  |          |  |
| Giappone | Dainichido Bugaku | Dainichido Bugaku è una danza rituale la cui origine, secondo la leggenda, risale all'VIII secolo nella città di Hachimantai. Da allora si è evoluta, il rito si svolge il 2 gennaio quando gli abitanti delle comunità di Osato, Azukisawa, Nagamine e Taniuchi si recando in siti dedicati e eseguono delle danze rituali in orari prestabiliti. |                       | 2009               | Link  |          |  |
| Giappone | Ojiya-chijimi, Echigo-jofu: techniche per creare tessuto di ramiè della regione di Uonuma, prefettura di Niigata                                                                                 | La creazione dei tessuti di ramia viene effettuata nella regione di Uonuma, prefettura di Niigata e prevede diversi passaggi manuali dal metodo in cui il filato è ritorto alla schiaritura dopo la tintura. |                       | 2009               | Link  |          |  |
| Giappone | Daimokutate | Il Daimokutate era in origine un rito di passaggio, viene eseguito a metà ottobre nel santuario di Yahashira, a Kamifukawa nei pressi della città di Nara, dai giovani del villaggio e prevede la recitazione a memoria della parte di un personaggio del racconto di un'antica faida. |                       | 2009               | Link  |          |  |
| Croazia | La tradizionale manifattura di giochi di legno per bambini a Hrvatsko Zagorje | Nei villaggi situati lungo la via dei pellegrinaggi al santuario mariano della Madonna della Neve a Marija Bistrica, nell'Hrvatsko Zagorje, nel nord della Croazia, si è sviluppata la tecnica di produzione di giocattoli in legno per bambini. |                       | 2009               | Link  |          |  |
| Croazia | La festa di San Biagio, patrono di Dubrovnik | Le festività di San Biagio si svolgono il 3 febbraio e in parte la sera prima, prevedono tra l'altro cerimonie di guarigione, una processione, canti popolari e lo sparo con armi storiche. Il rituale risale almeno al 1190. |                       | 2009               | Link  |          |  |
| Croazia | La processione di primavera di Ljelje/Kraljice (regine) a Gorjani | Ogni primavera si svolge a Gorjani la processione delle ragazze divise tra re hce indossano abiti maschili e sciabole e regine con ghirlande bianche. |                       | 2009               | Link  |          |  |
| Croazia | Il canto e la musica a due voci secondo la scala istriana | In Istria si sono conservate diverse varietà di canto a due voci nella scala istriana. Il canto, in parte nasale prevede un certo livello di improvvisazione ma termina sempre coi due esecutori che cantano all'unisono o ad un'ottava di distanza. Il canto è accompagnato da alcuni strumenti tradizionali. |                       | 2009               | Link  |          |  |
| Bulgaria | Nestinarstvo, messaggi dal passato: le festività dei santi Costantino ed Elena nel villaggio di Bulgari                                                                                          | La danza sulle braci Nestinarstvo è il momento clou delle festività annuali dedicate a San Costantino e santa Elena che si svolgono ad inizio giugno. |                       | 2009               | Link  |          |  |
| Cina | Il Gran canto dell'etnia Dong | I Dong vivono nella provincia di Guizhou, nel sud della Cina. Il Gran canto, un canto polifonico eseguito senza accompagnamento musicale comprende diversi generi come ballate, canzoni per bambini, canti di saluto e canti imitativi dei versi degli animali. |                       | 2009               | Link  |          |  |
| Mali | La Carta Manden, o di Kurukan Fuga | All'inizio del XIII secolo, dopo la vittoria Mandinka nella battaglia di Kirina venne proclamata la Carta Manden (o di Kurukan Fuga), uno dei più antichi esempi di costituzione che nel preambolo stabilisce un insieme, per l'epoca molto innovativo, di diritti umani. |                       | 2009               | Link  |          |  |
| Giappone | La danza tradizionale Ainu | Gli Ainu vivono soprattutto sull'isola di Hokkaidō, nel nord del Giappone. Durante le cerimonie o nelle festività viene eseguita la danza tradizionale Ainu che consiste in un cerchio di danzatori accompagnati dal solo canto. |                       | 2009               | Link  |          |  |
| Spagna | Linguaggio silbo gomero di La Gomera (Isole Canarie) | Linguaggio costituito interamente da fischi, che veniva utilizzato in passato dai pastori per comunicare a grandi distanze. |                       | 2009               | Link  |          |  |
| Spagna | Il canto della Sibilla a Maiorca | Il canto della Sibilla viene eseguito il 24 dicembre nelle chiese di tutta Maiorca, è cantato da un ragazzo o una ragazza accompagnati da due o più chierichetti o ragazze. Il canto è eseguito camminando per la chiesa con accompagnamento dell'organo. |                       | 2010               | Link  |          |  |
| Azerbaigian | La tradizionale arte azerbaigiana di tessitura dei tappeti in Azerbaigian | I motivi della tradizionale tessitura dei tappeti variano a seconda dell'area dell'Azerbaigian. |                       | 2010               | Link  |          |  |
| Messico | La cucina tradizionale messicana, la cultura ancestrale di Michoacán | La cucina tradizionale parte dalle tecniche agricole per la produzione degli ingredienti tipici con attrezzi artigianali e prevede la partecipazione collettiva lungo tutta la filiera, gli ingredienti base sono il mais, i fagioli e il peperoncino ai quali si aggiungono altri prodotti autoctoni come pomodori, zucca, cacao, vaniglia e avocado. |                       | 2010               | Link  |          |  |
| Cina | L'opera di Pechino | Nell'opera di Pechino si mescolano canto, recitazione in dialetto pechinese e arti marziali. Si trova prevalentemente nelle grandi città di Pechino, Tientsin e Shanghai. Il ritmo delle esecuzioni è dato dalla musica eseguita da strumenti diversi a seconda del contenuto delle storie. |                       | 2010               | Link  |          |  |
| Indonesia | L'Angklung (strumento musicale) | Lo strumento musicale è composto da canne di bambù legate con corde di rattan e produce una sola nota, per produrre composizioni musicale sono quindi necessari più suonatori che collaborano . |                       | 2010               | Link  |          |  |
| Perù | La Huaconada, danza rituale del villaggio di Mito | Nei primi tre giorni di gennaio nel centro del paese gli huacones, cioè uomini mascherati che rappresentano il consiglio degli anziani, eseguono delle danze nel centro del paese. |                       | 2010               | Link  |          |  |
| Messico | Pirekua, il canto tradizionale dei P'urhépecha | Il Pirekua è una musica tradizionale cantata da uomini e donne. La musica mescola influenze africane, europee e indigene americane con diverse variazioni a seconda della comunità. È cantata da singoli, coppie o terzetti. |                       | 2010               | Link  |          |  |
| Armenia | Khachkar, l'arte armena delle croci di pietra e il loro simbolismo | I khachkar sono stele scolpite in pietra che raggiungono 1,5 metri di altezza, al loro centro è scolpita una croce decorata appoggiata sul simbolo del sole o della ruota dell'eternità, una volta terminate sono erette durante un'apposita cerimonia religiosa. |                       | 2010               | Link  |          |  |
| Mongolia | Naadam, la festività tradizionale della Mongolia | Il Naadam si celebra dall'11 al 13 luglio in tutta la Mongolia e prevede in particolare tre giochi tradizionali: l'ippica, la lotta e il tiro con l'arco. Vi trovano spazio anche altre tradizioni legate alla pastorizia come forme di artigianato, piatti tipici e il canto Khöömei, danze e musica con strumenti tipici. |                       | 2010               | Link  |          |  |
| Corea del Sud | Il genere musicale Gagok con accompagnamento dell'orchestra | Il gagok è un canto eseguito da uomini o donne con accompagnamento di una piccola orchestra, comprende un repertorio definito di pezzi per donne e per uomini. |                       | 2010               | Link  |          |  |
| Spagna | Le torri umane | Le torri umane chiamate castell sono costruite nella piazza del municipio durante le feste delle città catalane. I componenti, chiamati casteller creano diversi livelli salendo l'uno sulle spalle dell'altro, la sommità è formata da bambini. Il tutto avviene al ritmo di uno strumento tipico chiamato gralla. |                       | 2010               | Link  |          |  |
| Lituania | Sutartinės, canto polifonico lituano | Il sutartinės è una forma di canto polifonico eseguito da donne e tipico del nord-est della Lituania. Le canzoni hanno un testo principale significativo e un ritornello e sono eseguite in modo sfalsato il cantante principale di ogni coppia canta il testo principale, mentre il partner canta il ritornello, segue poi la seconda coppia. |                       | 2010               | Link  |          |  |
| Lussemburgo | La processione danzante di Echternach | La processione si svolte il martedì di Pentecoste nel centro storico medievale di Echternach. Documentata fin dal 1100, la processione è legata al culto di San Villibrordo, fondatore della locale abbazia. Alla processione prendono parte circa 8.000 danzatori, divisi in 45 gruppi. |                       | 2010               | Link  |          |  |
| Turchia | Semah, le danze durante il Cem, rituale dei Bektashi e dell'Alevismo | I movimenti Semah fanno parte dei rituali Cem e sono eseguiti dai semahçı (danzatori di Semah) con l'accompagnamento del saz, un liuto dal collo lungo. Ne esistono diverse forme accomunate dallo svolgimento di uomini e donne insieme, affiancati. |                       | 2010               | Link  |          |  |
| Iran | L'arte rituale del Ta'zieh | Ogni rappresentazione del Ta'zīye (o Ta'azyeh) è composta da quattro elementi: poesia, musica, canto e movimento e alcune prevedono fino a cento ruoli tra personaggi storici, religiosi, reali e soprannaturali. Viene recitato da uomini che interpretano anche i ruoli femminili. |                       | 2010               | Link  |          |  |
| Francia | L'arte del merletto di Alençon | Il punto d'Alençon è una tecnica di merletto ad ago che richiede tempi molto lunghi, i merletti sono poi usati a scopo decorativo nella vita civile e religiosa. |                       | 2010               | Link  |          |  |
| Francia | La gastronomia francese | Il pasto festivo francese è usato per celebrare nascite, matrimoni, compleanni, anniversari ecc e rispetta una struttura fissa così come un repertorio di ricette definito. |                       | 2010               | Link  |          |  |
| Croazia | Sinjska Alka, il torneo cavalleresco di Signo | Il torneo cavalleresco si svolge annualmente lungo la strada principale di Signo, secondo regole codificate nel 1833. |                       | 2010               | Link  |          |  |
| Giappone | Kumiodori, il tradizionale teatro musicale di Okinawa | Il kumiodori è diffuso nelle isole di Okinawa, i drammi raccontano eventi locali, talvolta leggendari con versi in poesia accompagnati da uno strumento a tre corde tradizionale. |                       | 2010               | Link  |          |  |
| Oman | Al-Bar'ah, musica e danza delle valli omanite di Dhofar | L'Al-Bar'ah è una musica tradizionale beduina delle montagne del Dhofar. È una danza accompagnata da tamburi e canto di versi di poesia eseguita da due uomini che impugnano un pugnale all'interno di un semicerchio di uomini e donne. |                       | 2010               | Link  |          |  |
| Croazia | Licitar, i biscotti a base di miele della Croazia settentrionale | I biscotti di pane speziato sono prodotti da artigiani che producevano anche miele e candele, sono fatti in stampi e poi dipinti con colori alimentari, sono preparati spesso per i matrimoni. |                       | 2010               | Link  |          |  |
| Iran | La tradizionale tessitura dei tappeti di Fars | La tessitura di tappeti in lana dell'area di Fars è tra le più tradizionali dell'Iran, utilizza colori naturali e nei motivi si trovano scene della vita nomade. |                       | 2010               | Link  |          |  |
| Iran | La tradizionale tessitura di tappeti di Kashan | I materiali usati nella tessitura di tappeti a Kashan sono cotone o seta per trama e ordito su cui vengono annodati i fili di lana con una tecnica particolare, i disegni riportano motivi naturali o scene storiche. |                       | 2010               | Link  |          |  |
| Messico | I Parachico nella tradizionale festa di gennaio a Chiapa de Corzo | Il termine parachico si usa sia per danzatori sia per la tradizionale danza che ha luogo durante la festa che si svolge dal 4 al 23 gennaio di ogni anno a Chiapa de Corzo, in Messico. Le danze durano tutto il giorno, la sera i danzatori che indossano maschere e costumi colorati portano le statue dei santi in tutti i luoghi di culto della città. |                       | 2010               | Link  |          |  |
| Colombia | Il sistema di norme dei Wayuu applicato dai Pütchipü’üi | I Wayuu abitano nella penisola di Guajira, tra Colombia e Venezuela hanno un sistema di norme ispirato ai principi di compensazione e riparazione che regolano la condotta della comunità. Le norme sono applicate dai Pütchipü'üi o palabreros che sono le autorità morali della comunità e esperti di soluzione dei conflitti. |                       | 2010               | Link  |          |  |
| Corea del Sud | Daemokjang, la tradizionale architettura in legno | Daemokjang è l'architettura tradizionale coreana in legno, la parola è usata anche per definire i falegnami che usano e trasmettono le tecniche tradizionali e che si occupano di tutta la progettazione e costruzione degli edifici. |                       | 2010               | Link  |          |  |
| Mongolia | Khöömei, il canto tradizionale della Mongolia | Il khöömei è canto originario delle montagne dell'Altai, nella Mongolia occidentale. Nel canto vengono imitati i suoni della natura e vengono emettessi simultaneamente due suoni vocali distinti. Vi sono due diversi stili che comprendono diverse tecniche. |                       | 2010               | Link  |          |  |
| Turchia | Gli incontri tradizionali di Sohbet | Le riunioni tradizionali di Sohbet sono aperte ai soli uomini e comprendono musica, danze e rappresentazioni teatrali, il tutto accompagnato da piatti locali, sono però principalmente occasioni di discussione di questioni locali e sociali. |                       | 2010               | Link  |          |  |
| Repubblica Ceca | Shrovetide la processione mascherata nei villaggi della regione di Hlinecko | Le processioni di Shrovetide si svolgono alla fine dell'inverno nella città di Hlinsko e in sei villaggi della Boemia orientale. Gli uomini e i ragazzi mascherati vanno di porta in porta eseguendo danze e ricevendo in cambio cibi e offerte. |                       | 2010               | Link  |          |  |
| Belgio | Houtem Jaarmarkt, l'annuale fiera invernale e mercato del bestiame a Sint-Lievens-Houtem | L'11 e il 12 novembre si svolge tutti gli anni il grande mercato all'aperto di bovini e cavalli di razza. L'evento attrae migliaia di agricoltori, commercianti e visitatori. |                       | 2010               | Link  |          |  |
| Iran | I rituali Pahlevani e Zoorkhanei | Pahlevani è il nome di un'arte marziale iraniana eseguita da dieci o venti uomini, il rituale, eseguito dentro una struttura chiamata Zoorkhane, prevede l'uso di strumenti che simboleggiano le antiche armi. Vengono recitati poemi epici e gnostici e tenuto il tempo usando un tamburo. |                       | 2010               | Link  |          |  |
| Turchia | Il torneo di lotta nell'olio Kırkpınar | Il torneo di lotta nell'olio Kırkpınar si svolge a Edirne. I lottatori, chiamati pehlivan si contendono la Cintura d'Oro Kırkpınar e il titolo di Capo Pehlivan. Il torneo è accompagnato da processioni, preghiere e rituali tradizionali. |                       | 2010               | Link  |          |  |
| Perù | La danza delle forbici | La danza delle forbici è un evento rituale ma anche competitivo eseguito nei mesi secchi, si fronteggiano quadriglie di villaggi diversi e vengono valutati le capacità ma anche il valore dell'accompagnamento musicale. |                       | 2010               | Link  |          |  |
| Vietnam | La festa di Gióng dei templi Phù Đổng e Sóc | Il festival si svolge annualmente nei quartieri periferici di Hanoi. Vi viene onorato il dio e figura leggendario Thánh Gióng, protettore del raccolto e della pace nazionale. |                       | 2010               | Link  |          |  |
| Iran | La musica dei Bakhshis del Khorasan | I Bakhshis suonano il dotār, un liuto a due corde e dal collo lungo, la musica comprende parti strumentali e vocali eseguiti in lingue diverse. |                       | 2010               | Link  |          |  |
| Francia | Compagnonnage il network di trasmissione on-the-job di conoscenza e identità | Il sistema francese del Compagnonnage è usato per trasmettere le tecniche di lavorazione del legno, del metallo, cuoio, tessuti e cibo. Mescola apprendimento scolastico con viaggi di formazione e apprendistato. |                       | 2010               | Link  |          |  |
| India | Kalbelia canzoni popolari e danze del Rajasthan | La comunità Kalbelia comprendeva in origine i maneggiatori professionisti di serpenti, le danze sono eseguite con l'accompagnamento di strumenti tradizionali quali il khanjari a percussione e il poongi tradizionalmente suonato per catturare i serpenti. |                       | 2010               | Link  |          |  |
| Giappone | Yuki-tsumugi la tecnica di produzione di tessuto in seta | Yuki-tsumugi è una tecnica di tessitura della seta grezza utilizzata per realizzre i kimono ed è tipica delle città di Yūki e Oyama. Vengono usati i bozzoli di bachi da seta vuoti o deformati inutilizzati nella produzione classica. |                       | 2010               | Link  |          |  |
| Cina | Agopuntura e moxibustione della medicina tradizionale cinese | L'agopuntura e la moxibustione fanno parte della medicina tradizionale cinese e si basano sulla convinzione che il corpo umano sia formato da diversi canali, e che stimolandoli si attivi l'autoregolazione e si migliori la salute. |                       | 2010               | Link  |          |  |
| Spagna | Flamenco | Il flamenco mescola canto, danza e musica ed è tipico dell'Andalusi. Il canto è eseguita da uomini e donne, preferibilmente seduti, la danza simboleggia il corteggiamento e l'accompagnamento è fatto con la chitarra. |                       | 2010               | Link  |          |  |
| Portogallo | Il fado, un canto popolare portoghese | Il fado è un genere musicale poetico eclettico che riflette gli stili di tutte le comunità che abitano Lisbona, come quella africana e brasiliana. |                       | 2011               | Link  |          |  |
| Messico | I mariachi, dei gruppi musicali con voci, archi e trombe | I mariachi sono dei gruppi musicali fatti da due o più membri con indosso abiti regionali che suonano degli strumenti a corda. |                       | 2011               | Link  |          |  |
| Corea del Sud | Taekkyeon, arte marziale coreana | Il taekkyeon è un'arte marziale fatta di movimenti fluidi e aggraziati simili a quelli di una danza. |                       | 2011               | Link  |          |  |
| Croazia | Il bećarac, un genere musicale della Croazia orientale | Il bećarac è un genere musicale legato alla Slavonia, alla Baranja e alla Sirmia, nel quale gli interpreti intonano delle melodie cercando di superarsi l'un l'altro ed emulando versi decasillabici. |                       | 2011               | Link  |          |  |
| Belgio | Ritrovo delle classi annuali a Lovanio | Questi rituali segnano un rito di passaggio per il decennio che precede il compimento dei 50 anni. I quarantenni iniziano così un ciclo di rituali che culmina dopo 10 anni durante il Giorno di Abramo. Attorno alla statua del patriarca biblico sita nel parco centrale cittadino si tiene dunque una cerimonia. |                       | 2011               | Link  |          |  |
| Perù | Pellegrinaggio al santuario del Signore di Quyllurit'i | Questo pellegrinaggio ricorre 58 giorni dopo la Pasqua e mescola elementi cristiani con usanze preispaniche. Circa 90.000 persone dell'area intorno a Cusco si recano al santuario sul monte Cinajara poetando le immagini della Vergine Addolorata e del signore di Tayancani. |                       | 2011               | Link  |          |  |
| Francia | Equitazione in Francia | L'equitazione si basa sui principi della non violenza e della non costrizione, rispettando sempre il fisico e l'umore del cavallo. Praticata in tutto il paese, questa attività è maggiormente rappresentata dal Cadre Noir di Saumur, che ha sede presso la Scuola nazionale di equitazione. |                       | 2011               | Link  |          |  |
| Spagna | Festa della Madre di Dio della Salute di Algemesí | Questa festa si tiene il 7 e l'8 settembre e vede partecipare quasi 1400 persone in spettacoli musicali, teatrali e di danza nei quartieri storici della città (Valencia, La Muntanya, Santa Barbara e La Capella). |                       | 2011               | Link  |          |  |
| Giappone | Mibu no hana taue, rituale della piantaggione di riso a Mibu, Hiroshima | Questa usanza viene praticata il primo sabato di giugno dalla gente di Mibu e Kawahigashi della città di Kitahiroshima per celebrare la divinità del riso affinché propizi un buon raccolto. |                       | 2011               | Link  |          |  |
| Cina | Le ombre cinesi | Questa forma di teatro impiega delle figure fatte di pelle o carta che si muovono a ritmo di musica creando delle illusioni di immagini in movimento su uno schermo di stoffa traslucido. |                       | 2011               | Link  |          |  |
| Turchia | La cerimonia del keşkek | Il keşkek è piatto cerimoniale a base di grano e carne cotti in un calderone. |                       | 2011               | Link  |          |  |
| Corea del Sud | Tessitura del mosi (ramia) nella regione dell'Hansan | Questo tipo di tessitura diffusa nel Chungcheong Meridionale impiega l'uso della ramia (mosi) per produrre abiti freschi, come divise militari, vestiti eleganti o capi per funerali. |                       | 2011               | Link  |          |  |
| Giappone | Il sada shin nō, una danza sacra che si tiene nel Sada-jinja, nella prefettura di Shimane | Il sada shin nō è un insieme di danze purificatorie che si tengono il 24 e il 25 settembre di ogni anno nel Sada-jinja di Matsue. Tutto questo avviene all'interno del gozakae, termine che fa riferimento al ricambio dei tappeti di giunco. |                       | 2011               | Link  |          |  |
| Corea del Sud | Jultagi, funambolismo coreano | Il jultagi è un'esibizione fatta su una fune, durante la quale i funamboli tengono un dialogo ironico con la fune stessa. Vi sono anche un accompagnamento strumentale e un clown che stuzzica il funambolo con delle battute. |                       | 2011               | Link  |          |  |
| Colombia | Tradizione degli sciamani-giaguaro di Yuruparí | Questa tradizione è diffusa tra gli abitanti dell'area attorno al fiume Pirá Paraná, nel sudest della Colombia, ritenuto il cuore del territorio dei giaguari di Yuruparí, i cui siti sacri contengono una energia spirituale vitale che nutre tutti gli esseri viventi. Seguendo un calendario specifico, gli sciamani-giaguaro compiono dei rituali per proteggere la popolazione e per rivitalizzare la natura. |                       | 2011               | Link  |          |  |
| Croazia | Il nijemo kolo, una danza silenziosa circolare dalmata | Il nijemo kolo è una danza dalmata in cui i partecipanti formano un cerchio chiuso, con gli uomini che guidano le loro partner donne con movimenti vigorosi e decisi. |                       | 2011               | Link  |          |  |
| Cipro | Il duello poetico della tsiattista | La tsiattista è una poesia orale accompagnata dal suono del violino. Si tengono delle competizioni in cui i poeti si sfidano con dei versi brillanti. Questo genere poetico è popolare nei matrimoni, nelle fiere o in altri eventi pubblici. |                       | 2011               | Link  |          |  |
| Repubblica Ceca | La cavalcata dei re nel sudest della Repubblica Ceca | La cavalcata dei re si tiene durante la Pentecoste nei comuni di Hluk, Kunovice, Skoronice e Vlčnov. La parata a cavallo vede la presenza di cantori e di paggi muniti di sciabola che proteggono il re, un ragazzo dal volto parzialmente coperto che tiene una rosa in bocca. |                       | 2011               | Link  |          |  |
| Azerbaigian | Produzione del tar, uno strumento a corde | Il tar è una sorta di liuto a collo lungo ed è considerato lo strumento musicale nazionale dell'Azerbaigian. |                       | 2012               | Link  |          |  |
| Corea del Sud | L'arirang, tipico canto della Corea del Sud | L'arirang è un canto popolare che intona una canzone semplice costituita da due versi e dal ritornello "Arirang, arirang, arariyo". Si contano oltre 3600 variazioni di questa canzone, che si adattano a ogni regione. |                       | 2012               | Link  |          |  |
| Ecuador | Cappello di Panama | La panama è un cappello fatto con canne di toquilla, una fibra estratta da una palma endemica delle coste ecuadoriane. |                       | 2012               | Link  |          |  |
| Austria | Schemenlaufen, il carnevale di Imst, in Austria | Lo Schemenlaufen ricorre con cadenza quadriennale nella città di Imst durante la domenica che precede la Quaresima. Si tratta di una parata mascherata, nella quale i partecipanti si esibiscono in una danza a coppia con indosso delle campane. |                       | 2012               | Link  |          |  |
| Romania | Ceramiche di Horezu | Le ceramiche di Horezu vengono prodotte nel distretto di Vâlcea con dell'argilla rossa e vengono modellate con una particolare tencnica delle dita che richiede agilità e forza. |                       | 2012               | Link  |          |  |
| Francia | Fest-noz, festa bretone | Il fest-noz è un momento conviviale della società bretone caratterizzato da danze e musica. Ogni anno si tengono un migliaio di fest-noz in Bretagna, a cui partecipano centinaia di persone. |                       | 2012               | Link  |          |  |
| Croazia | Il canto della klapa in Dalmazia | La klapa è un canto corale a cappella guidato da un leader (primo tenore), il quale è seguito da altri tenori, baritoni e bassi. |                       | 2012               | Link  |          |  |
| Brasile | Il frevo, arti performative del Carnevale di Recife | Il frevo è una danza ballata principalmente durante il carnevale di Recife. Il suo ritmo è piuttosto frenetico e concilia diversi stili musicali come tango brasiliano, musica da marce, danze da piazza, polka e parti del repertorio classico. |                       | 2012               | Link  |          |  |
| Belgio | Marce dell'Entre-Sambre-et-Meuse | Nella regione dell'Entre-Sambre-et-Meuse situata tra i fiumi Sambre e Mosa in Vallonia si tengono delle marce dedicate ai santi a cui sono state intitolate le chiese della zona. |                       | 2012               | Link  |          |  |
| Algeria | Riti e lavorazioni legate alla tradizione dell'abito nuziale di Tlemcen | Nella città di Tlemcen la celebrazione nunziale inizia a casa della sposa, la quale viene addobbata con un abito di seta dorata circondata dalle sue amiche e da donne sposate, che indossano il loro abito tradizionale. Le mani della sposa vengono tatuate con l'hennè, mentre una donna più anziana la aiuta a indossare un kaftan di velluto assieme a un cappello conico e a dei gioielli. |                       | 2012               | Link  |          |  |
| Armenia | Performance del poema epico armeno I temerari di Sassun | Il poema epico I temerari di Sassun racconta le gesta del giovane eroe Davide di Sassun che difese la sua patria in una sfida impari tra il bene e il male, per grazia di Dio. Questa epopea viene recitata oralmente ogni primo sabato di ottobre (giornata dell'epica) oppure durante matrimoni, compleanni, battesimi e altre ricorrenze nazionali. |                       | 2012               | Link  |          |  |
| Spagna | Festival dei cortili di Cordova | Il festival dei cortili (patios) di Cordova si tiene agli inizi di maggio e dura 12 giorni. I visitatori si recano nel centro storico cittadino per visitare le tipiche case dotate di un cortile comune. Qui si tengono esibizioni musicali, sia di canto che di flamenco. |                       | 2012               | Link  |          |  |
| Vietnam | Hung Kings' Festival della provincia di Phú Thọ | Il Hung Kings' Festival si tiene annualmente nel tempio Hùng situato sul monte Nghĩa Lĩnh. Milioni di fedeli si riuniscono per commemorare i loro antenati e per pregare affinché ci sia bel tempo, raccolto abbondante, fortuna e salute. |                       | 2012               | Link  |          |  |
| Oman | Il taghrooda, una poesia cantata beduina degli Emirati Arabi Uniti e dell'Oman | Il taghrooda è un canto composto dai beduini che viaggiano con i cammelli attraverso il deserto. Si tratta di una poesia cantata fatta di 7 versi che viene eseguita come forma di intrattenimento e per motivare ulteriormente i cammelli a camminare. |                       | 2012               | Link  |          |  |
| India | Canto buddista del Ladakh: declamazione di testi sacri buddisti nella regione trans-himalaiana del Ladakh e del Jammu e Kashmir, in India                                                        | I canti buddhisti della regione del Ladakh vengono eseguiti dai lama e sono incentrati sui testi sacri del Buddhismo Mahayana e Vajrayana. Questa regione è abitata da 4 sette (Nyngma, Kagyud, Shakya e Geluk), ognuna delle quali ha una serie di canti intonati durante le varie ricorrenze. |                       | 2012               | Link  |          |  |
| Venezuela | La danza dei diavoli del Corpus Domini | Tra le comunità che abitano la parte costiera centrale del Venezuela è diffuso un particolare rito del Corpus Domini: la gente si traveste da diavolo e danza all'indietro in segno di penitenza, mentre un parroco trasporta il Santissimo Sacramento. Il tutto viene accompagnato da musica e spettatori che suonano le maracas per scacciare il demonio. |                       | 2012               | Link  |          |  |
| Ungheria | Arte popolare dei matyó, ricamo di una comunità tradizionale | Nella città ungherese di Mezőkövesd abitata dal popolo matyó è diffuso un tipo di ricamo a punto piatto caratterizzato da motivi floreali. Questi ornamenti decorano gli abiti tradizionali delle regione, nonché interni domestici e elementi architettonici. |                       | 2012               | Link  |          |  |
| Colombia | Festa di San Francesco d'Assisi, Quibdó | La festa di San Francesco d'Assisi (San Pacho) si tiene dal 3 settembre al 5 ottobre nel 12º distretto francescano di Quibdó ed è partecipata dalla comunità afroamericana di lingua choco. |                       | 2012               | Link  |          |  |
| Marocco | Festa delle ciliegie a Sefrou | La ciliegia è il simbolo della regione di Sefrou ed è protagonista di una festa che ricorre per tre giorni nel mese di giugno. Vi si tiene un concorso che elegge la "regina della ciliegia", una donna che offre ciliegie agli spettatori di una parata musicale che si tiene attorno a lei. |                       | 2012               | Link  |          |  |
| Italia | Liuteria tradizionale cremonese | Cremona è nota per la sua produzione artigianale di viole, violini, violoncelli e contrabbassi. La città pullula di scuole specializzate e artigiani, ognuno dei quali costruisce dai 3 ai 6 strumenti all'anno. |                       | 2012               | Link  |          |  |
| Bolivia | Ichapekene Piesta, la festa più grande di San Ignacio de Moxos | La Ichapekene Piesta si tiene da maggio a luglio e rievoca il mito moxeño della vittoria di sant'Ignazio di Loyola. Questa festa mescola usanze indigene e ispaniche. |                       | 2012               | Link  |          |  |
| Oman | Al ‘azi, elegie, processioni e poesia | Al ‘azi è una forma di poesia cantata diffusa nell'Oman settentrionale. Si tengono delle competizioni tra i vari poeti, che si scambiano le rime con un coro maneggiando delle spade. I temi trattati sono degli elogi all'appartenenza a una determinata tribù. |                       | 2012               | Link  |          |  |
| Mali, Burkina Faso, Costa d'Avorio, Indonesia | Pratiche culturali legate al balafon e al kolintang delle comunità senufo del Mali, del Burkina Faso, della Costa d'Avorio e dell'Indonesi                                                       | Il balafon (in lingua locale ncegele) è uno xilofono pentatonico fatto di legno o di bambù. Il kolintang è l'analogo indonesiano del balafon. |                       | 2012               | Link  |          |  |
| Iran | Rituali del Qālišuyān di Mašhad-e Ardehāl, nello shahrestān di Kashan | Il rituali del Qālišuyān si tengono in memoria di Soltān Ali, un martire leggendario il cui cadavere sarebbe stato trasportato con un tappeto verso un ruscello, dove gli abitanti di Fin e Xāve lo avrebbero lavato e sepolto. |                       | 2012               | Link  |          |  |
| Giappone | Il nachi no dengaku, una performance religiosa che si tiene durante il Festival dei fuochi di Nachi                                                                                              | Il nachi no dengaku è una danza accompagnata da flauti e percussioni strettamente connessa al Kumano Nachi Taisha di Nachikatsuura. Si tiene il 14 luglio durante il Festival dei fuochi di Nachi e augura un abbondante raccolto di riso.. |                       | 2012               | Link  |          |  |
| Turchia | Festival del mesir macunu | Il festival del mesir macunu si svolge dal 21 al 24 marzo a Magnesia per celebrare l'omonima pasta a cui viene attribuita la guarigione di Hafsa Sultan, madre di Solimano il Magnifico. |                       | 2012               | Link  |          |  |
| Giappone | Washoku, culture alimentari tradizionali dei giapponesi, in particolare per la celebrazione del nuovo anno                                                                                       | Il termine washoku fa riferimento alla cucina giapponese, la quale si basa sul rispetto della natura e sull'impiego sostenibile delle materie prime. |                       | 2013               | Link  |          |  |
| Belgio | Pesca di gamberetti a cavallo a Oostduinkerke | Nel villaggio di Oostduinkerke vi sono 12 famiglie impegnate nella pesca di gamberetti. Ognuna di queste possiede conoscenze specifiche riguardo all'attività peschereccia eseguita dai cavalli di razza belga da tiro. Questi cavalli sono addestrati per tirare delle reti a forma di imbuto tenute aperte da due assi di legno. I gamberetti saltano fuori per via della vibrazione emessa da una catena sulla sabbia, e vengono poi raccolte in ceste appese ai cavalli. |                       | 2013               | Link  |          |  |
| Algeria | Pellegrinaggio annuale al mausoleo di Sidi ‘Abd el-Qader Ben Mohammed (Sidi Cheikh) | Questo pellegrinaggio di tre giorni viene effettuato ogni anno dai fedeli sufi al mausoleo del mistico Sidi ‘Abd el-Qader Ben Mohammed, fondatore della confraternita, che si trova a El Abiodh Sidi Cheikh. |                       | 2013               | Link  |          |  |
| Georgia | Antica produzione del vino georgiano nel kwevri | Il kwevri è un vaso di terracotta di forma ovale impiegato nella produzione, nell'invecchiamento e nella conservazione del vino. Il succo dell'uva viene inserito in questo recipiente assieme alle bucce, ai raspi e ai vinaccioli. Il tutto viene sigillato e posto sottoterra, in modo che il vino possa fermentare per un periodo di 5 o 6 mesi. |                       | 2013               | Link  |          |  |
| Italia | Feste delle grandi macchine a spalla | In Italia si tengono molte importanti processioni cattoliche, come quella di Nola in onore del ritorno di san Paolino (Festa dei Gigli), quella di Palmi in onore della Madonna della Lettera (Varia di Palmi), quella della Discesa dei Candelieri di Sassari e quella della Macchina di Santa Rosa a Viterbo. |                       | 2013               | Link  |          |  |
| Cina | Lo zhusuan cinese, conoscenze e pratiche di calcolo matematico per mezzo dell'abaco | Lo zhusuan è un metodo di calcolo matematico effettuato con l'abaco che si è rivelato fondamentale per lo sviluppo della matematica e degli algoritmi. |                       | 2013               | Link  |          |  |
| Corea del Sud | Kimjang, preparazione e condivisione del kimchi in Corea del Sud | Il kimjang consiste nella preparazione del kimchi, un piatto a base di verdure e pesce fermentati conditi con spezie. Questa pratica è un vero e proprio momento aggregante per le famiglie ed è caratterizzata da diversi processi e rituali. |                       | 2013               | Link  |          |  |
| Perù | Conoscenze, abilità e rituali legati al rinnovo annuale del ponte Q’eswachaka | Il ponte Q’eswachaka è un ponte sospeso che sormonta la gola del fiume Apurímac e che viene restaurato ogni anno con tecniche tradizionali inca. Secondo la popolazione quechua di Huinchiri, Chaupibanda, Choccayhua e Ccollana Quehue, il ponte rafforzerebbe i loro legami sociali e simboleggerebbe il legame sacro tra uomo e natura. |                       | 2013               | Link  |          |  |
| Etiopia | Festa commemorativa del ritrovamento della Vera Santa Croce di Cristo | Questa festa prende il nome di Meskel e si celebra il 26 settembre per commemorare il rinvenimento della Vera Santa Croce di Cristo. In piazza Meskel ad Addis Abeba viene preparato un falò decorato con erba verde e margherite abissine che simboleggiano il nuovo anno. Attorno alla pira si riuniscono comunità di tutto il paese assieme ai sacerdoti che intonano canti e preghiere. La pira viene accesa dal patriarca della Chiesa ortodossa etiope. |                       | 2013               | Link  |          |  |
| Macedonia del Nord | Festa dei Santi quaranta martiri di Štip | Questa festa ricorre il 22 marzo e commemora i Quaranta martiri di Sebaste, nonché l'inizio della primavera. I partecipanti si riuniscono nelle strade di Štip e risalgono lungo la collina Isar fino alla chiesa, dove rendono omaggio ai quaranta martiri. Durante la salita, i fedeli devono raccogliere 40 oggetti prestabiliti e salutare 40 persone. |                       | 2013               | Link  |          |  |
| Francia | Le ostensioni settennali del Limosino | Queste ostensioni si tengono ogni sette anni. Vengono organizzate delle grandi processioni, durante le quali vengono esposte le reliquie dei santi che sono conservate nelle chiese del Limosino. |                       | 2013               | Link  |          |  |
| Kirghizistan | Trilogia epica khirghisa: Manas, Semetey, Seytek | Questa trilogia descrive la riunificazione delle tribù kirghise in un'unica nazione. I narratori tramandano questi racconti epici oralmente, e durante le loro esibizioni cadono in uno stato di trance sperimentando una sorta di sogno profetico. |                       | 2013               | Link  |          |  |
| Algeria, Mali, Niger | L'imzad delle comunità tuareg in Algeria, Mali e Niger | L'imzad è uno strumento musicale a una corda suonato dalle donne tuareg con un arco di legno. Questo strumento accompagna delle canzoni composte e cantate da uomini che glorificano gli eroi del passato. |                       | 2013               | Link  |          |  |
| Senegal | Lo xooy, un rito divinatorio dei sérèr del Senegal | Lo xooy è un rituale che si tiene nelle piazze dei villaggi sérèr del Senegal centro occidentale prima della stagione delle piogge. Dei sacerdoti chiamati saltigue entrano uno ad uno in un cerchio designato, nel quale annunciano delle predizioni alla folla circostante. Queste risposte cercano di risolvere i problemi della comunità riguardo a pestilenze o piogge. |                       | 2013               | Link  |          |  |
| India | Il sankirtana, un rituale di canto, percussioni e danza di Manipur | Il sankirtana è un genere musicale praticato dai visnuisti delle pianure di Manipur. Attraverso un'esibizione di danze e musiche, gli artisti raccontano le gesta del dio Krishna all'interno di un tempio. |                       | 2013               | Link  |          |  |
| Bangladesh | Arte del ricamo jamdani | Il jamdani è un tessuto di cotone trasparente prodotto a mano dagli artigiani e apprendisti di Dacca. I suoi colori sono particolarmente vivaci e gli indumenti che lo impiegano sono particolarmente traspiranti. Uno di questi è il tradizionale sari bengalese. |                       | 2013               | Link  |          |  |
| Vietnam | Arte del Đờn ca tài tử, musica e canto del Vietnam meridionale | Il Đờn ca tài tử è un genere musicale praticato nell'ambito delle attività spirituali dei popoli che abitano il Vietnam meridionale.Si tratta di un canto incentrato sulla vita quotidiana e lavorativa del Delta del Mekong. Gli strumenti impiegati possono essere il liuto a forma di luna, il violino a due corde, la cetra a sedici corde, il liuto a forma di pera, le percussioni, il monocordo e il flauto di bambù. |                       | 2013               | Link  |          |  |
| Ucraina | Pittura di Petrykivka, fenomeno dell'arte ornamentale ucraina | Nel villaggio di Petrykivka è diffuso un tipo di pittura ornamentale impiegata per decorare abitazioni, utensili e strumenti musicali. I temi più ricorrenti sono fiori e elementi faunistici della zona. Questi dipinti sono ritenuti in grado di proteggere dal male. Ogni animale ha un proprio significato: ad esempio il gallo rappresenta il fuoco e il risveglio spirituale, mentre gli uccelli rappresentano la luce, l'armonia e la felicità. |                       | 2013               | Link  |          |  |
| Moldavia, Romania | Il colindat, un rituale natalizio | Il colindat è un rito che si tiene durante la veglia del Natale. Gruppi di giovani uomini si recano di casa in casa per esibirsi in canti di festa in cambio di doni o denaro. Tra il repertorio vi è anche una canzone dedicata alle giovani nubili. Si ritiene infatti che questo rituale aiuti le ragazze a trovare marito entro un anno. |                       | 2013               | Link  |          |  |
| Mongolia | Costruzione della ger mongola | La ger è una iurta mongola dalla struttura rotonda e sormontata da un tetto a punta ricoperto di tela e feltro, che viene teso con delle funi. La sua flessibilità le permette di essere montata e smontata agevolmente. |                       | 2013               | Link  |          |  |
| Turchia | Cultura e tradizione del caffè turco | La preparazione del caffè turco prevede la liofilizzazione dei semi del caffè precedentemente tostati, che vengono poi mescolati ad acqua fredda e zucchero. Il tutto viene fatto bollire a fiamma bassa fino a ottenere la quantità di schiuma desiderata. Viene bevuto nelle tradizionali coffee house. |                       | 2013               | Link  |          |  |
| Cipro, Croazia, Grecia, Italia, Marocco, Portogallo, Spagna | Dieta mediterranea | La dieta mediterranea comprende le pratiche dei processi di semina, raccolto, pesca, allevamento, conservazione e preparazione dei cibi che sono comuni ai paesi del Mar Mediterraneo. |                       | 2013               | Link  |          |  |
| Slovacchia | Musica di Terchová | Il villaggio di Terchová si trova nel nord della Slovacchia ed è noto per un tipo di canto collettivo accompagnato da un ensemble di archi. Viene eseguito in occasione di diverse ricorrenze, come il festival internazionale Jánošíkove dni. |                       | 2013               | Link  |          |  |
| Libano | Lo zéjel, una poesia cantata o recitata | Lo zéjel è una forma di poesia che può essere sia recitata che cantata durante le feste in famiglia o nella vita quotidiana. I temi principali sono la vita, l'amore, la nostalgia, la morte, la politica oppure gli affari di famiglia. I poeti si esibiscono attorno a una tavola imbandita con meze e arak. Le loro esibizioni sono accompagnate dal suono del tamburello o della darabouka. |                       | 2014               | Link  |          |  |
| Brasile | Capoeira | La capoeira è una danza simile a una lotta che può essere eseguita sia come sport che come forma d'arte. Due partecipanti si sfidano all'interno di un cerchio formato dagli altri, i quali cantano e ballano a ritmo di percussioni. |                       | 2014               | Link  |          |  |
| Armenia | Il lavash, la preparazione, il significato e l'aspetto del pane tradizionale come espressione della cultura in Armenia                                                                           | Il lavash è il tradizionale pane basso armeno. Viene arrotolato e servito con formaggi, verdure o carne e può essere conservato fino a sei mesi. Durante i matrimoni viene poggiato sulle spalle degli sposi per augurare prosperità e fertilità. |                       | 2014               | Link  |          |  |
| Serbia | Slava, celebrazione del santo patrono delle famiglie | Nel culto della chiesa ortodossa serba si festeggia lo Slava, ritenuto il santo protettore delle famiglie. In questa occasione viene offerto un sacrificio e si tiene una festa con parenti e amici. |                       | 2014               | Link  |          |  |
| Mauritius | Tradizionale sega di Mauritius | Il sega è un ballo della comunità creola mauriziana che si tiene in luoghi pubblici oppure durante le feste di famiglia. Si intonano dei canti improvvisati in lingua creola accompagnati da percussioni, triangoli e raganelle. |                       | 2014               | Link  |          |  |
| Algeria | Rituale e cerimonie del sebiba nell'oasi di Djanet, Algeria | Il sebiba è una festa che dura 10 giorni e si tiene nel primo mese del calendario lunare islamico. Si tiene una gara chiamata timoulawine nella quale danzatori uomini e cantanti donne si sfidano per rappresentare la loro comunità. I vincitori partecipano quindi al rito del sebiba in un luogo chiamato Loghya. Le donne intonano canti tradizionali, mentre gli uomini formano una parata esibendo le loro armi. |                       | 2014               | Link  |          |  |
| Francia | La gwoka: musica, canto e danza di Guadalupa | La gwoka è un genere musicale di Guadalupa che prevede dei canti in lingua creola e delle danze accompagnate dal suono dei tamburi ka. |                       | 2014               | Link  |          |  |
| Kazakistan, Kirghizistan | Costruzione delle yurte kirghise e kazake | La yurta è un tipo di abitazione dei popoli nomadi del Kirghizistan e del Kazakistan. La sua forma è circolare ed è fatta di legno ricoperta di feltro. Poiché è intrecciata con delle corde, può essere montata e smontata agevolmente. |                       | 2014               | Link  |          |  |
| Malawi | La tchopa, una danza sacrificale del popolo lhomwe del Malawi meridionale | La tchopa è una danza tipica delle celebrazioni che si tengono dopo un buon raccolto, dopo una efficace battuta di caccia oppure in occasione di riti sacrificali a seguito di catastrofi naturali o malattie. La musica viene eseguita con 3 tamburi di dimensione diversa, mentre i danzatori formano un cerchio e si incrociano l'un l'altro. |                       | 2014               | Link  |          |  |
| Estonia | Savusauna a Võrumaa | La savusauna è popolare tra i popoli di lingua võro dell'Estonia e viene praticata dalle famiglie il sabato oppure durante i giorni di festa. |                       | 2014               | Link  |          |  |
| Bulgaria | L'arte del tappeto a Čiprovci | Nella città di Čiprovci vengono tradizionalmente prodotti i kilim, dei tappeti fatti con un telaio a mano verticale. |                       | 2014               | Link  |          |  |
| Niger | Pratiche ed espressioni delle relazioni scherzose in Niger | L'usanza delle relazioni scherzose avviene tra i cugini di una coppia sposata ed è basata su dei patti ancestrali volti a evitare i conflitti tra le comunità. I membri della famiglia hanno il dovere di dirsi la verità, di scherzare insieme, di condividere i rispettivi beni e di risolvere ogni questione in maniera pacifica. A questi rituali è dedicato il primo mese lunare. |                       | 2014               | Link  |          |  |
| Mongolia | Tiro alle nocche in Mongolia | In Mongolia alcune parti delle ossa del bestiame sono particolarmente venerate e impiegate nei giochi o nei riti religiosi. Il gioco del tiro alle nocche prevede la partecipazione di squadre dai 6 agli 8 giocatori ciascuna che lanciano delle tavolette di marmo simili al domino attorno a un bersaglio di ossa di pecora. |                       | 2014               | Link  |          |  |
| Bolivia | Pujllay e Ayarichi, musica e danze della cultura Yampara | Questi due generi musicali sono complementari. Di fatti il pujllay è legato alla stagione delle piogge, mentre l'ayarichi a quella della siccità. Entrambi sono i principali generi musicali e coreografici della cultura Yampara. |                       | 2014               | Link  |          |  |
| Grecia | Coltivazione del mastice di Chios | Il mastice viene coltivato dalla resina del lentisco (mastiha). La sua lavorazione è un momento aggregante per la popolazione di Chio. |                       | 2014               | Link  |          |  |
| Corea del Sud | Il nongak, musica, danza e rituali delle bande comunitarie nella Repubblica di Corea | Il nongak è un genere musicale proveniente dalla società rurale che prevede l'uso di percussioni e strumenti a fiato, danze e parate, nonché spettacoli teatrali e acrobatici. I partecipanti indossano abiti tradizionali colorati. Si distinguono 5 tipi di nongak a seconda della regione. |                       | 2014               | Link  |          |  |
| Corea del Nord | L'arirang, una canzone popolare della Corea del nord | L'arirang è una sorta di canto lirico trasmesso oralmente che si può trovare sia in forma tradizionale, sia in forma sinfonica e moderna. I temi centrali sono il dolore, la gioia, la felicità, l'abbandono e il ritrovo. Si attestano 36 versioni conosciute. |                       | 2014               | Link  |          |  |
| Mali | L'apparizione delle maschere e dei burattini di Markala | Questa tradizione viene praticata dalle comunità bambara, bozo, marka e somono del comune di Markala e consiste in una esibizione in maschera con balli, percussioni e burattini. Ogni marionetta o maschera simboleggia il legame sacro tra uomo e natura, rappresentando un animale dotato di particolari virtù. |                       | 2014               | Link  |          |  |
| Cile | Baile chino | Il baile chino è un tipo di confraternita fatta da musicisti che esprimono la loro fede per mezzo della musica. Questo fenomeno è ricorrente tra la zona del Norte Chico e il Cile centrale e si distingue in 5 stili diversi a seconda della valle dove sono più prominenti. |                       | 2014               | Link  |          |  |
| Portogallo | Cante alentejano, un canto polifonico dell'Alentejo, nel Portogallo meridionale | Il canto alentejano viene eseguito senza accompagnamento musicale da 30 cantanti divisi in due gruppi: Il ponto (l'intervallo più basso) e il contralto (quello più alto, che riprende la melodia del primo). I versi finali vengono cantati simultaneamente. |                       | 2014               | Link  |          |  |
| Bosnia ed Erzegovina | Tecnica di ricamo dello Zmijanje | Questo ricamo viene effettuato dalle donne dei villaggi situati nell'area dello Zmijanje. È impiegato nella decorazione di abiti femminili e oggetti casalinghi, come sciarpe, lenzuola o abiti da sposa. |                       | 2014               | Link  |          |  |
| Burundi | Danza rituale dei tamburi reali | Questo tipo di genere musicale vede dei suonatori di tamburi disporsi a semicerchio attorno a un tamburo principale. Vengono intonate canzoni tradizionali e poesie eroiche. Questi rituali sono ritenuti in grado di scacciare le forze maligne. |                       | 2014               | Link  |          |  |
| Turchia | L'ebru, l'arte della marmorizzazione in Turchia | L'ebru è un tipo di arte che consiste nel realizzare dei motivi colorati spruzzando e spazzolando dei pigmenti su una tavolozza di acqua oleosa, per poi trasporli sulla carta. |                       | 2014               | Link  |          |  |
| Marocco | Pratiche e conoscenze dell'albero di argan | L'albero di argan è una specie endemica della riserva della biosfera dell'arganeto del Marocco sudoccidentale. L'estrazione dell'olio di argan viene effettuata prevalentemente dalla popolazione femminile. |                       | 2014               | Link  |          |  |
| Vietnam | I canti popolari ví e giặm della provincia di Nghệ Tĩnh | Questi canti non hanno un accompagnamento strumentale e vengono intonati dai coltivatori di riso, dai vogatori, dai produttori di cappelli, oppure possono fungere da ninna nanna per i bambini. |                       | 2014               | Link  |          |  |
| Giappone | Washi, tradizione artigianale giapponese della carta | Il washi è l'arte manifatturiera della carta giapponese praticata dalle comunità Misumi-cho di Hamada, Mino e Ogawa. La carta viene prodotta dalle fibre di gelso ed è usata sia per i libri e per le lettere, sia per le decorazioni di interni. |                       | 2014               | Link  |          |  |
| Azerbaigian | Arte tradizionale e simbolismo del kelaghayi, i foulard di seta da donna | L'arte del kelaghayi si colloca nel contesto della via della seta nella città di Şəki e nell'insediamento di Basqal. Questi foulard sono caratterizzati da colori con diversi significati legati a varie ricorrenze. |                       | 2014               | Link  |          |  |
| Italia | Vite ad alberello di Pantelleria | L'isola di Pantelleria conta 5 000 abitanti che sussistono di un tipo di agricoltura sostenibile. La tecnica della vite ad alberello è costituita da più fasi: il suolo viene livellato e scavato per piantare la vigna, quindi il fusto principale viene potato per produrre sei tralci, formando così un cespuglio di forma radiale. Le vigne vengono poi raccolte a mano nel mese di luglio. |                       | 2014               | Link  |          |  |
| India | Artigianato tradizionale in ottone e rame per la produzione di utensili della casta dei thatheras di Jandiala Guru, Punjab, India                                                                | Il rame, l'ottone e alcune leghe sono ritenuti forieri di benefici salutistici nel Punjab. I principali artefatti prodotti con questi materiali son pentole, ciotole, piatti bordati e recipienti da cucina. |                       | 2014               | Link  |          |  |
| Kazakistan | Arte kazaka del dombra kui | Il kui è un assolo musicale eseguito con uno strumento a corde chiamato dombra. |                       | 2014               | Link  |          |  |
| Perù | Festa della Vergine della Candelaria di Puno | Questa festa si tiene a febbraio tra le comunità quechua e aymara e unisce elementi del culto cattolico con altri tipicamente andini. A inizio mese si tiene la messa dell'alba, seguita da un rituale purificativo. Il giorno seguente si tiene quindi una processione che trasporta la statua della Vergine. |                       | 2014               | Link  |          |  |
| Macedonia del Nord | La kopačka, una danza sociale del villaggio di Dramče, Pijanec | La kopačka è una danza del villaggio di Dramče praticata durante i matrimoni, le festività religiose o nei vari momenti di aggregazione sociale. I migliori ballerini del villaggio di sesso maschile formano un semicerchio e si esibiscono a suon di tamburi, violino o talvolta cornamuse e tambouras. |                       | 2014               | Link  |          |  |
| Emirati Arabi Uniti, Oman | Al-Ayyala, un'arte performativa tradizionale del Sultanato dell'Oman e degli Emirati Arabi Uniti                                                                                                 | La Al-Ayyala è una danza accompagnata da percussioni che simula una scena di guerra. I partecipanti si dispongono in due file da 20 persone ciascuna, e armeggiano un bastone di bambù che simboleggia una spada. |                       | 2014               | Link  |          |  |
| Uzbekistan | Askiya, l'arte dell'ironia | L'askiya è una sorta di dialogo tra più partecipanti, i quali dimostrano la loro eloquenza con uno scambio di battute ironiche incentrate su un dato argomento. |                       | 2014               | Link  |          |  |
| Indonesia | Tre generi di danza tradizionale a Bali | La danza balinese consiste in tre generi: sacro, semi sacro e quello a scopo ludico. I partecipanti indossano abiti tradizionali colorati e decorati con motivi floreali o faunistici. Il tutto viene accompagnato dal gamelan. |                       | 2015               | Link  |          |  |
| Arabia Saudita, Emirati Arabi Uniti, Oman, Qatar, Giordania | Caffè arabo, un simbolo di generosità | Il caffè arabo è simbolo di ospitalità e generosità nella società araba. I semi di caffè vengono selezionati e tostati in una padella poco profonda sul fuoco, per poi essere pestati in un mortaio. Il caffè viene quindi messo in un contenitore di rame con dell'acqua e viene fatto bollire. Una volta pronto, viene servito in piccole tazze. L'ospite più anziano o il più importante è il primo a essere servito. |                       | 2015               | Link  |          |  |
| Argentina | Fileteado di Buenos Aires | Il fileteado (filete porteño) è una tecnica di pittura di tipo ornamentale. Viene usata per decorare autobus, camion, insegne di attività commerciali e case. |                       | 2015               | Link  |          |  |
| Perù | La danza wititi della valle del Colca | La wititi è una danza popolare che segna il passaggio alla vita adulta. Viene praticata dai giovani in occasione dei rituali relativi alla stagione delle piogge. |                       | 2015               | Link  |          |  |
| Andorra, Francia, Spagna | Le fiaccolate del solstizio d'estate nei Pirenei | Queste celebrazioni si tengono la notte del solstizio d'estate, quando il sole è al suo zenit. La gente si munisce di fiaccole per illuminare dei fari costruiti in maniera tradizionale. Questo momento segna un rito di passaggio dall'adolescenza all'et adulta. |                       | 2015               | Link  |          |  |
| Azerbaigian | Artigianato in rame di Lahıc | La produzione in rame della comunità di Lahıc è motivo di orgoglio e identità. Gli azeri provenienti da tutto il paese giungono a Lahıc per acquistare questi manufatti, ritenuti forieri di benefici salutistici e alimentari. |                       | 2015               | Link  |          |  |
| Grecia | Arte del marmo a Tino | L'artigianato del marmo a Tino è in grado di produrre motivi ornamentali come cipressi, fiori, uccelli e barche, che vanno a decorare palazzi, segnali stradali, cimiteri e chiese al fine di scacciare le influenze maligne. |                       | 2015               | Link  |          |  |
| Emirati Arabi Uniti, Oman | Al-Razfa, un'arte performativa tradizionale | Questa arte viene praticata dagli uomini di ogni età o classe sociale in occasione di matrimoni o altre celebrazioni. I partecipanti si dispongono in due file una di fronte all'altra intonando un canto e diretti dai due leader di ciascuna fila, il tutto accompagnato da percussioni. La maggior parte dei canti consiste in poesie nabati. |                       | 2015               | Link  |          |  |
| Kazakistan, Kirghizistan | Aitysh/Aitys, l'arte dell'improvvisazione | L'aitiysh è una forma di improvvisazione teatrale che vede protagonista la poesia. Il cantore accompagna la sua esibizione con la dombra (in Kazakistan) o il komuz (in Kirghizistan). Le competizioni di aitiysh vedono due interpreti sfidarsi a colpi di versi satirici dal contenuto filosofico e morale. |                       | 2015               | Link  |          |  |
| Arabia Saudita | Alardah Alnajdiyah, danza, percussioni e poesia in Arabia Saudita | L'ardah è un ballo tradizionale accompagnato da musica e poesie e cantato, popolare soprattutto durante le occasioni speciali. I partecipanti, di sesso maschile, si sistemano in due file una di fronte all'altra, vestiti in abiti tradizionali e muniti di una spada, con il leader di ogni fila che tiene una bandiera. |                       | 2015               | Link  |          |  |
| Colombia, Ecuador | La marimba, canti e danze tradizionali della regione del Pacifico meridionale della Colombia e della provincia di Esmeraldas dell'Ecuador                                                        | La marimba è un genere musicale che include musica, danza e canti tradizionali. Vengono intonate delle storie o poesie cantate in occasione di riti religiosi e feste, Gli strumenti musicali impiegati sono tamburi, maracas e xilofoni fatti di legno di palma con una cassa risonante di bambù. |                       | 2015               | Link  |          |  |
| Romania | La danza del lad in Romania | Il lad è una danza popolare romena praticata dagli uomini durante le feste. Questa danza unisce le comunità romena, ungherese e romanì. |                       | 2015               | Link  |          |  |
| Namibia | Oshituthi shomagongo, il festival della morula | Ogni anno tra marzo e aprile, le otto comunità ovambo della Namibia settentrionale si riuniscono per il festival della morula, un frutto che viene impiegato nella preparazione della bevanda nazionale omagongo. |                       | 2015               | Link  |          |  |
| Algeria | Sbuâ, il pellegrinaggio annuale alla zawiya di Sidi El Hadj Belkacem a Gourara | Lo sbuâ è un pellegrinaggio intrapreso dalla comunità zanata verso i mausolei dei santi in occasione del compleanno del Profeta Maometto. Il pellegrinaggio si conclude in una piazza antistante la zawiya (la sede istituzionale della comunità) del comune di Gourara, dove è sito il mausoleo di Sidi El Hadj Belkacem. |                       | 2015               | Link  |          |  |
| Corea del Nord | Tradizione del kimchi in Corea del Nord | Il kimchi è un piatto fermentato a base di verdure condite con spezie, frutta, carne, pesce o frutti di mare fermentati. Se ne attestano centinaia di varianti e viene preparato durante le feste, le commemorazioni o i banchetti di Stato. La preparazione di grandi quantità di kimchi in vista dell'inverno viene chiamata kimjang. |                       | 2015               | Link  |          |  |
| Venezuela | Conoscenze e tecnologie tradizionali relative alla coltivazione e alla lavorazione del curagua                                                                                                   | Il curagua è una pianta dalla quale vengono estratte delle fibre bianche che risultano soffici e resistenti. Queste fibre vengono poi tessute per produrre oggetti artigianali, come l'amaca. |                       | 2015               | Link  |          |  |
| Cambogia, Corea del Sud, Filippine, Vietnam | Rituali e gare di tiro alla fune | Questi rituali sono ritenuti forieri di abbondanza e prosperità dai popoli che abitano le zone delle risaie del Sud-est asiatico, nonché segnano l'inizio di una nuova stagione agreste. |                       | 2015               | Link  |          |  |
| Austria | L'equitazione classica e il Liceo della Scuola di Equitazione Spagnola di Vienna | La Scuola di Equitazione Spagnola di Vienna si occupa dell'attività equestre in riferimento al cavallo Lipizzano. |                       | 2015               | Link  |          |  |
| Slovacchia | Cultura della cornamusa | La cornamusa è uno strumento musicale che in Slovacchia accompagna diverse ricorrenze. Per ogni regione si distinguono numerose varianti, ornamenti, tonalità e repertori. |                       | 2015               | Link  |          |  |
| Turkmenistan | Epopea di Köroğlu | L'epos dell'eroe Köroğlu e dei suoi 40 cavalieri raccoglie narrativa, composizioni musicali e poetiche e descrizione delle tradizioni e degli usi locali. Per i turkmeni è simbolo di voglia di giustizia e felicità, nonché trasmette valori importanti come il coraggio, l'amicizia, l'onestà e la tolleranza. |                       | 2015               | Link  |          |  |
| Etiopia | Fichee-Chambalaalla, il capodanno del popolo sidama | Il Fichee-Chambalaalla commemora una donna di etnia sidama che, una volta sposatasi, ogni anno tornava a far visita alla sua famiglia per portare il buurisame, un pasto a base di falso banano, latte e burro. L'inizio del nuovo anno viene determinato dagli astrologi, che lo riferiscono ai vari clan. Le famiglie si riuniscono tra loro, preparano il buurisame e festeggiano cantando e ballando. |                       | 2015               | Link  |          |  |
| Arabia Saudita, Emirati Arabi Uniti, Oman, Qatar | Majlis, uno spazio culturale e sociale | Il majiis è un luogo dotato di tappeti e cuscini dove la gente locale si riunisce per parlare di diverse tematiche comunitarie, come problemi, eventi e notizie varie, oppure per socializzare o per ospitare qualcuno. |                       | 2015               | Link  |          |  |
| Georgia | Cultura vivente dei tre sistemi di scrittura dell'alfabeto georgiano | La lingua georgiana prevede l'uso di tre alfabeti, il mrgvlovani (il più antico), il nuskhuri e il mkhedruli (originatisi dal primo). |                       | 2016               | Link  |          |  |
| Egitto | Taḥṭīb, un gioco coi bastoni | Il termine taḥṭīb si riferiva a un'arte marziale dell'antico Egitto, tuttavia col tempo ha assunto un significato relativo a un gioco di festa, per quanto alcuni elementi della vecchia tradizione siano rimasti. Questo gioco prevede un contatto fisico non violento di due avversari che brandiscono dei bastoni. |                       | 2016               | Link  |          |  |
| Repubblica Dominicana | Musica e danza del merengue nella Repubblica Dominicana | Il merengue è simbolo dell'identità nazionale dominicana. Nel 2005 è stata istituita per decreto presidenziale la Giornata nazionale del merengue, che ricorre il 26 novembre. |                       | 2016               | Link  |          |  |
| Cuba | Rumba a Cuba, una festosa combinazione di musica e danze e tutte le pratiche associate | La rumba è una danza che fonde sia elementi africani, sia antillani, sia ispanici. Nata nelle aree più povere delle grandi città come L'Avana e Matanzas, si è sviluppata nelle aree rurali abitate principalmente dagli schiavi. Oggi è simbolo di una identità culturale appartenente alle classi meno abbienti ed è espressione di resistenza e sensibilizzazione. |                       | 2016               | Link  |          |  |
| Afghanistan, Azerbaigian, India, Iran, Iraq, Kazakistan, Kirghizistan, Pakistan, Tagikistan, Turchia, Turkmenistan, Uzbekistan, Mongolia | Nawrouz, Novruz, Nowrouz, Nowrouz, Nawrouz, Nauryz, Nooruz, Nowruz, Navruz, Nevruz, Nowruz, Navruz                                                                                               | Il Nawruz è l'antico capodanno persiano che si tiene il 21 marzo ed è festeggiato in tutti i paesi che in passato hanno avuto contatti con l'impero persiano. |                       | 2016               | Link  |          |  |
| Corea del Sud | Cultura delle Haenyeo di Jeju | Le haenyeo sono delle sommozzatrici dell'Isola di Jeju che si tuffano a 10 m di profondità senza maschere per l'ossigeno, al fine di raccogliere molluschi, come ad esempio abalone o ricci di mare. |                       | 2016               | Link  |          |  |
| Svizzera | Festa dei vignaioli a Vevey | La festa dei vignaioli di Vevey dura 3 settimane ed è articolata in 15 eventi, ognuno dei quali cerca di rievocare una tradizione specifica, come il lavoro della vigna, il ciclo stagionale e la fratellanza. |                       | 2016               | Link  |          |  |
| Spagna | Le Fallas di Valencia | Le Fallas valenziane festeggiano l'arrivo della primavera e consistono in monumenti eretti nelle piazze dei paesi e fatti di ninot, delle statue caricaturali che commentano alcuni problemi sociali ricorrenti. |                       | 2016               | Link  |          |  |
| Cina | I ventiquattro termini solari, conoscenza in Cina del tempo e pratiche sviluppate attraverso l'osservazione del moto annuale del sole                                                            | L'antico calendario cinese si divide in 24 termini solari, l'ultimo dei quali si sarebbe originato nelle distese del fiume Giallo. Questo calendario inizia con la primavera e finisce con il "grande inverno". |                       | 2016               | Link  |          |  |
| Belgio | Cultura della Birra in Belgio | La cultura birraia in Belgio rende possibile la produzione di oltre 1500 tipi di birra per mezzo di varie tecniche di fermentazione. Popolari a partire dagli anni '80, le birre artigianali si distinguono da regione a regione. Uno degli esempi più noti è la birra trappista. |                       | 2016               | Link  |          |  |
| Turchia | Ceramica di İznik | Le ceramiche di İznik sono dette Çini e possono essere decorate con una gran varietà di motivi, come piante, animali e figure geometriche. |                       | 2016               | Link  |          |  |
| Francia | Carnevale di Granville | Il carnevale di Granville si tiene in quattro giorni e vede la sfilata di carri mascherati inaugurata dalla consegna delle chiavi da parte del sindaco al Re Carnevale, una figura di cartapesta. |                       | 2016               | Link  |          |  |
| Messico | Charrería, tradizione equestre in Messico | La charrerìa messicana comprende le tecniche di addestramento e allevamento dei cavalli che si sono trasmesse nel corso delle generazioni tra i charros (i pastori). |                       | 2016               | Link  |          |  |
| Etiopia | Il gadaa, un sistema sociopolitico democratico indigeno degli oromo | Il gadaa è un sistema del popolo oromo che governa la società a livello politico, economico, religioso e sociale, cercando di porre fine ai conflitti o ai soprusi perpetrati ai danni delle donne. |                       | 2016               | Link  |          |  |
| Vietnam | Pratiche legate alle credenze viet nelle Dee Madri dei Tre reami | I vietnamiti venerano le Dee Madri dei Tre reami (cielo, acqua e montagne e foreste) affinché queste esaudiscano i loro desideri. Una di queste figure mitologiche è Liễu Hạnh (una ninfa che una volta scesa in terra divenne una monaca buddhista). |                       | 2016               | Link  |          |  |
| Kazakistan | Il kuresi in Kazakistan | Il kuresi è un tipo di lotta kazaka che è anche uno sport nazionale. |                       | 2016               | Link  |          |  |
| Venezuela | Carnevale di El Callao | Il carnevale di El Callao si tiene da gennaio a marzo e vede sfilare gruppi mascherati che ballano il calypso. Questa festa è associata all'emancipazione dei "cannes brulées" delle isole francofone dei Caraibi. |                       | 2016               | Link  |          |  |
| Mauritius | Geet-Gawai, il canto tradizionale bhojpuri a Mauritius | Il Geet-Gawai viene praticato dai madrelingua bhojpuri di origine indiana. Prima di un matrimonio il familiari e gli amici si recano a casa dello sposo o della sposa. Cinque donne sposate mescolano 5 oggetti in un panno (curcuma, riso, erba e soldi), mentre gli altri partecipanti intonano canzoni dedicate agli dei indù. Dopo la santificazione del sito e degli strumenti musicali, i partecipanti danzano a ritmo di dholak. |                       | 2016               | Link  |          |  |
| Giappone | Yama, Hoko, Yatai, sfilate dei carri in Giappone | Queste sfilate si tengono in onore degli dei affinché proteggano i fedeli dalle guerre e dalle catastrofi naturali. |                       | 2016               | Link  |          |  |
| Arabia Saudita | Il mezmar, una danza con tamburi e bacchette | Il mezmar è una danza praticata dagli abitanti dell'Hegiaz durante le feste. I partecipanti indossano degli abiti bianchi lunghi e formano due file. Al suono dei tamburi, i leader di ogni fila iniziano ad applaudire e a intonare una canzone incentrata sulla galanteria, sulla generosità o sull'amore. Gli altri partecipanti danzano con un bastone. |                       | 2016               | Link  |          |  |
| Nigeria | Festival internazionale della pesca di Argungu | Il festival internazionale della pesca si tiene presso il fiume Matan Fada, nel nordovest della NIgeria. In questi quattro giorni di festa si svolgono diverse competizioni acquatiche chiamate kabanci, come gare di canoa, gare di pesca, caccia di anatre selvatiche e lotte tradizionali. |                       | 2016               | Link  |          |  |
| Slovenia | Passione di Škofja Loka | La passione di Škofja Loka è un'esibizione quaresimale che rievoca una processione basata sugli scritti di un monaco cappuccino. Vengono rappresentate le 20 tappe della Via Crucis più altre scene bibliche. |                       | 2016               | Link  |          |  |
| Bangladesh | Mangal Shobhajatra durante il Pahela Baishakh | Il Mangal Shobhajatra è un festival organizzato dalla facoltà delle Belle Arti dell'università di Dacca in occasione del Pahela Baishakh (il capodanno). Nasce nel 1989 come momento aggregante e speranzoso in un contesto di insofferenza nei confronti della dittatura militare. |                       | 2016               | Link  |          |  |
| Grecia | Momoeria, le celebrazioni del nuovo anno in otto villaggi dell'area di Kozani, nella Macedonia Occidentale, in Grecia                                                                            | La momoeria è una festa che si tiene dal 25 dicembre al 5 gennaio nella regione di Kozani. Per le strade si tengono spettacoli di danza, musica e teatro satirico. I ballerini rappresentano i sacerdoti del dio della satira Momo oppure i condottieri di Alessandro Magno. |                       | 2016               | Link  |          |  |
| Germania | Idea e pratica di organizzare interessi comuni in cooperative | Una cooperativa è un'associazione di volontari che garantisce diversi tipi di servizi al fine di migliorare la qualità della vita della comunità in cui essa opera. |                       | 2016               | Link  |          |  |
| India | Yoga | Lo yoga ha influenzato lo stile di vita degli indiani in diversi aspetti, come la salute, l'istruzione, la medicina o le arti. La sua filosofia si basa sull'unire la mente con corpo e anima affinché si accresca il benessere psicofisico generale. Quest'arte viene trasmessa attraverso il guru–shishya, ovvero l'apprendimento dell'allievo dal maestro. |                       | 2016               | Link  |          |  |
| Azerbaigian, Iran, Kazakistan, Kirghizistan, Turchia | Cultura e preparazione del pane basso: lavash, katyrma, jupka e yufka | La preparazione del pane basso avviene sia nei forni, sia in ambiente domestico. L'impasto viene cotto in un forno chiamato tandyr, in una pentola chiamata sāj o in un calderone di nome kazan. |                       | 2016               | Link  |          |  |
| Iraq | Il banchetto di Khidr Elias e i suoi voti | In Iraq nel mese di febbraio si tiene un banchetto in onore di Alkhidr, una figura ritenuta in grado di esaudire i desideri dei più bisognosi. Nel nord del paese i commensali indossano abiti tradizionali e ballano la dabka, mentre nell'Iraq centrale e meridionale la gente compie un pellegrinaggio sulle sponde del Tigri, ritenuto il santuario di Alkhidr. |                       | 2016               | Link  |          |  |
| Uzbekistan | Cultura e tradizione del palov | Il palov è un piatto simbolo dell'Uzbekistan a base di riso, carne, spezie e verdure. Viene offerto agli ospiti e cucinato nelle occasioni speciali. |                       | 2016               | Link  |          |  |
| Tagikistan | L'oši palav, un pasto tradizionale e i suoi contesti sociali e culturali in Tagikistan | L'oši palav è il termine con il quale i tagiki si riferiscono al pilaf. Considerato il re dei piatti, richiede l'impiego di riso, verdure, carne e spezie. Se ne contano oltre 200 varianti. |                       | 2016               | Link  |          |  |
| Repubblica Ceca, Slovacchia | Arte dei burattini in Slovacchia e Repubblica Ceca | Il teatro delle marionette in Slovacchia e Repubblica Ceca svolge un ruolo importante dal punto di vista relazionale ed educativo. I burattini sono fatti di legno e si differenziano per tipo e indumento. |                       | 2016               | Link  |          |  |
| Moldavia, Romania | Artigianato tradizionale di tappeti murali in Romania e nella Repubblica della Moldavia | I tappeti murali di Romania e Moldavia sono sempre stati parte integrante delle cultura locale. Non erano usati solo a scopo decorativo, ma facevano parte anche del corredo nunziale di una sposa e venivano persino usati ai funerali per segnare il passaggio dell'anima nell'aldilà. Le decorazioni comprendono diverse trame, e alcune di esse rivelano la provenienza del manufatto.. |                       | 2016               | Link  |          |  |
| Grecia | Rebetiko | Il rebetiko è una danza collettiva nata nei primi anni del Novecento tra le classi meno abbienti. I testi delle canzoni sono incentrati su particolari usi e tradizioni della vita quotidiana. |                       | 2017               | Link  |          |  |
| Germania | Artigianato organistico e musica | La tradizione organistica ha sempre ricoperto un ruolo importante in Germania. L'organo viene suonato durante i riti religiosi, i concerti, gli eventi culturali e feste comunitarie. |                       | 2017               | Link  |          |  |
| Azerbaigian, Iran | Arte della produzione del kamantcheh/kamancha, uno strumento musicale a corde | Il kamantcheh è uno strumento a corde che risale a più di 1000 anni fa. Possiede 4 corde e viene suonato con un arco fatto con la criniera di un cavallo. |                       | 2017               | Link  |          |  |
| Bulgaria, Macedonia del Nord, Moldavia, Romania | Pratiche culturali associate al 1º marzo | In Europa orientale, il 1º marzo si celebra l'inizio della primavera. Il rito più importante è quello di fare un nodo con un filo bianco e uno rosso, che verrà poi sciolto non appena si nota un albero fiorito, una rondine o una cicogna. |                       | 2017               | Link  |          |  |
| Indonesia | Pinisi, arte delle barche nel Sulawesi Meridionale | Il pinisi è un tipo di barca a vela di Sulawesi. La sua costruzione fa parte della tradizione marittima millenaria degli austronesiani. I maggiori centri di produzione di questo tipo di barca sono Tana Beru, Bira e Batu Licin. |                       | 2017               | Link  |          |  |
| Irlanda | Uilleann pipes | Le uilleann pipes sono delle cornamuse tipiche della musica tradizionale irlandese. |                       | 2017               | Link  |          |  |
| Serbia | Kolo, tradizionale danza popolare | Il kolo è una danza collettiva in cui i partecipanti si tengono per mano e si muovono seguendo un percorso circolare. |                       | 2017               | Link  |          |  |
| Armenia | Kochari, tradizionale danza di gruppo | Il kochari è una danza collettiva armena, popolare soprattutto nelle cerimonie, che coinvolge persone di ogni età e sesso. |                       | 2017               | Link  |          |  |
| Panama | Processi artigianali e tecniche di fibre vegetali per la tessitura di talcos, crinejas e pintas del sombrero pintao                                                                              | Il pintao è un cappello panamense prodotto con fango e cinque tipi diversi di erbe. |                       | 2017               | Link  |          |  |
| Laos | Il khèn del popolo lao | Il khèn è un genere musicale che si suona con un'armonica a bocca fatta di canne di bambù di lunghezza variabile, ciascuna delle quali possiede un gancio di metallo. |                       | 2017               | Link  |          |  |
| Macedonia del Nord, Turchia | Festa della primavera Hıdırellez | L'Hidrellez si tiene il 6 maggio e celebra la primavera e il risveglio della natura. In questa occasione si tengono dei rituali che augurano prosperità, fertilità e benessere. |                       | 2017               | Link  |          |  |
| Cuba | Punto | Il punto è un genere musicale che accompagna una poesia (quest'ultima può essere sia improvvisata, sia basata su un preciso schema ritmico). |                       | 2017               | Link  |          |  |
| Mauritius | Sega tambour dell'isola di Rodrigues | Il sega tambour è un genere musicale nato tra gli schiavi. Lo strumento musicale dominante è il tamburo, che accompagna un canto e una danza. |                       | 2017               | Link  |          |  |
| Costa d'Avorio | Zaouli, danza popolare delle comunità guro in Costa d'Avorio | Lo zauli è un genere musicale del popolo guro che vive nel dipartimento di Zuénoula e in quello di Bouaflé. La danza è un omaggio alla bellezza femminile ed è basata sul mito delle maschere Blou e Djela. |                       | 2017               | Link  |          |  |
| Kirghizistan | Il kok boru, la tradizionale corsa coi cavalli | Il kok boru è una gara di cavalli alla quale partecipano due squadre. Ogni giocatore prova a segnare nella porta avversaria tramite l'"ulak", la carcassa di una capra. |                       | 2017               | Link  |          |  |
| Turkmenistan | Il rito del kushtdepdi | Il kushtdepdi è un genere musicale che prevede una canzone poeticizzata accompagnata da precisi movimenti che seguono la musica. |                       | 2017               | Link  |          |  |
| Bangladesh | La tessitura shital pati di Sylhet | Lo shital pati prevede la tessitura di tappeti fatta con strisce di canna verde chiamate "murta". |                       | 2017               | Link  |          |  |
| Vietnam | Il canto xoan della provincia di Phu Tho, in Vietnam | Lo xoan è un canto della provincia di Phu Tho ed è legato alla venerazione dei re Hung che governarono il Vietnam durante la dinastia Hồng Bàng. |                       | 2017               | Link  |          |  |
| Italia | L'arte del pizzaiolo napoletano | La figura del pizzaiolo nasce a Napoli e si distingue in "mastro pizzaiolo", "pizzaiolo" e "fornaio". La sua arte prevede la preparazione dell'impasto della pizza e la sua cottura nel forno a legna. |                       | 2017               | Link  |          |  |
| Paesi Bassi | L'arte del mugnaio, dei mulini a vento e dei mulini ad acqua | Il mugnaio si occupa di costruite e gestire i mulini. La sua figura mugnaio gioca un ruolo centrale nel salvaguardare l'artigianato locale, in un'epoca dove quest'ultimo è sempre più abbandonato dalla società. |                       | 2017               | Link  |          |  |
| Perù | Il sistema dei giudici dell'acqua di Corongo | Il sistema giuridico dell'acqua di Corongo risale all'epoca pre-inca e si occupa di fornire acqua in modo equo e sostenibile, preservando quindi il territorio e garantendo una sufficiente quantità di acqua per le generazioni successive. |                       | 2017               | Link  |          |  |
| Bosnia ed Erzegovina | Le sculture lignee di Konjic | I manufatti lignei di Konjic includono mobili, addobbi casalinghi e oggetti decorativi. |                       | 2017               | Link  |          |  |
| Arabia Saudita | Al-Qatt Al-Asiri, la tradizionale decorazione femminile degli interni nella provincia di 'Asir, Arabia Saudita                                                                                   | L'Al-Qatt Al-Asiri è un genere di arte praticata dalle donne che consiste nel creare delle decorazioni colorate per i muri interni di un edificio. |                       | 2017               | Link  |          |  |
| Azerbaigian, Iran | Chogān, una gara di equitazione accompagnata da musica e racconti | Il chogān è una sorta di polo in cui i giocatori montano dei cavalli Karabakh. Le gare si tengono a suon di janghi, un genere musicale tradizionale. |                       | 2017               | Link  |          |  |
| Malawi | Nsima, tradizione culinaria del Malawi | Lo nsima è un porridge fatto con farina di mais tipico del Malawi. |                       | 2017               | Link  |          |  |
| Slovenia | I giri porta a porta dei kurent | Questa tradizione si tiene durante il tempo di settuagesima, dalla Candelora al mercoledì delle ceneri, nella città di Ptuj e nei villaggi limitrofi. I kurent sono delle persone vestite con un costume fatto di pelle di pecora che passano di casa in casa a segnalare l'arrivo della primavera suonando un campanaccio con un bastone di legno. |                       | 2017               | Link  |          |  |
| Portogallo | Artigianato delle figure di argilla a Estremoz | Le figurine in argilla di Estremoz raffigurano dei personaggi vestiti in abiti tipici dell'Alentejo oppure in vesti dell'iconografia cristiana. |                       | 2017               | Link  |          |  |
| Vietnam | L'arte del bài chòi nel Vietnam centrale | Il bài chòi è un genere artistico che si divide in dure rami: i giochi bài chòi (delle partite a carte che si tengono in capanne di bambù durante il capodanno lunare) e le esibizioni bài chòi (degli artisti hieu si esibiscono su un tappeto di rattan). |                       | 2017               | Link  |          |  |
| Svizzera | Carnevale di Basilea | Il carnevale di Basilea è il più grande della Svizzera. Inizia il lunedì dopo il mercoledì delle ceneri e dura 72 ore, che vedono sfilare due grandi parate con 11.000 partecipanti mascherati. Vi sono anche concerti per bambini ed esibizioni con le lanterne. |                       | 2017               | Link  |          |  |
| Azerbaigian | La preparazione dei dolma, un simbolo di identità culturale | I dolma sono degli involtini di foglie o di verdure ripieni di vari ingredienti, come carne, cipolle, riso, piselli e spezie. |                       | 2017               | Link  |          |  |
| Kazakistan | Il tradizionale gioco dell'assyk in Kazakistan | L'assyk è un gioco che prende il nome dall'omonimo oggetto fatto di osso di capra, di cui dispongono i giocatori. Lo scopo del gioco è quello di usare il proprio assyk per spingere fuori dal campo quello degli avversari. |                       | 2017               | Link  |          |  |
| Slovacchia | Il canto dell'Horehronie | L'horehronie è un tipo di canto caratterizzato da una singola voce che riproduce la melodia principale, alla quale risponde un coro con battute piuttosto statiche. Questo genere musicale è legato alla vita agreste, al ciclo familiare e alle festività. |                       | 2017               | Link  |          |  |
| Bolivia | Viaggi rituali a La Paz durante l'Alasita | L'Alasita inizia il 24 gennaio e dura due settimane. In questa occasione i partecipanti si procurano delle miniature di Ekeko, il dio della fertilità di La Paz, considerati dei portafortuna. Questi amuleti vengono scambiati per pagare i debiti, oppure vengono venerati affinché esaudiscano i desideri di chi li possiede. |                       | 2017               | Link  |          |  |
| Irlanda | Hurling | L'hurling è uno sport su prato nato oltre 2000 anni fa basato sul mito del dio Cú Chulainn. Simile all'hockey su prato, due squadre si sfidano e i giocatori usano una mazza di legno (hurley) per trasportare una palla (sliotar) in modo da poterla colpire e centrare il palo dell'area avversaria. |                       | 2018               | Link  |          |  |
| Corea del Nord, Corea del Sud | Lotta tradizionale coreana (Ssirum/Ssireum) | Il ssirum è una lotta coreana. Gli sfidanti si spingono l'un l'altro usando una satpa, un cinturino in tessuto che collega la vita e la gamba. |                       | 2018               | Link  |          |  |
| Austria, Germania, Repubblica Ceca, Slovacchia, Ungheria | Blaudruck/Modrotisk/Kékfestés/Modrotlač, la stampa a blocchi e la tintura indaco in Europa | Questa pratica consiste nello stampare una pasta resistente ai coloranti su un tessuto prima di tingerlo con colorante indaco. I principali disegni raffigurano motivi legati alla religione cristiana. |                       | 2018               | Link  |          |  |
| Thailandia | Il khon, una danza teatrale in maschera della Thailandia | Il khon è una danza mascherata che celebra la gloria di Rama, l'incarnazione del dio Visnù venuto al mondo per portare giustizia e ordine. Si tratta di una danza drammatica che si è sviluppata alla corte thai nel corso dei secoli. |                       | 2018               | Link  |          |  |
| Polonia | La tradizione del presepe (szopka) a Cracovia | L'arte dei presepi di Cracovia è attestata dal XIX secolo. La loro particolarità è dovuta al fatto che la scena della Sacra Famiglia viene rappresentata nel mezzo di monumenti e palazzi della città polacca. Vengono impiegati anche dei meccanismi e giochi di luce che ritraggono eventi legati alla storia di Cracovia, della Polonia e del mondo. I presepi vengono esposti ogni primo giovedì di dicembre nella rynek Główny, la piazza principale della città. |                       | 2018               | Link  |          |  |
| Austria, Svizzera | Gestione del rischio di valanghe | A causa dell'alta densità delle regioni alpine, la prevenzione di valanghe è una responsabilità che tocca tutti i cittadini. Tutto questo racchiude una serie di conoscenze e tecniche che per secoli si sono sviluppate nella regione. |                       | 2018               | Link  |          |  |
| Giordania | L'As-Samer in Giordania | L's-Samer è un genere musicale che include musica e danza e viene eseguito in diverse occasioni speciali, soprattutto matrimoni. |                       | 2018               | Link  |          |  |
| Georgia | Chidaoba, un tipo di lotta in Georgia | Questa arte marziale viene praticata dagli uomini in quasi tutta la Georgia ed è caratterizzata da musica, danza e tipici indumenti chiamati "čocha". Vengono disputati diversi tornei nelle arene all'aperto, che vedono gli sfidanti lottare al suono di zurna e doli (un tamburo georgiano). |                       | 2018               | Link  |          |  |
| Cina | La balneoterapia lum del Sowa Rigpa, conoscenze e pratiche riguardanti la vita, la salute e la prevenzione e il trattamento delle malattie del popolo tibetano in Cina                           | La balneoterapia lum del Sowa Rigpa si basa sul principio tibetano di basare la medicina su tre elementi, il lung, il tripa e il pekan. Questo tipo di terapia viene effettuato nelle primavere calde in un'acqua trattata con erbe mediche e trae origine dall'antica religione bön e dal buddhismo tibetano. |                       | 2018               | Link  |          |  |
| Giappone | Raiho-shin, visite rituali di divinità in maschera e costume | Il raiho-shin è una festa diffusa in varie regioni del Giappone, in particolare Tohoku, Hokuriku, Kyushu e Okinawa, che celebra la venuta della divinità Raiho-shin, ritenuta in grado di inaugurare un nuovo anno o una nuova stagione in maniera propizia. |                       | 2018               | Link  |          |  |
| Malawi | Mwinoghe | Il mwinoghe è un termine del dialetto chisuwka che significa "lasciateci divertire" ed è una danza strumentale tipica dei popoli sukwa, ndali e bandya che abitano nel nord del Malawi. |                       | 2018               | Link  |          |  |
| Tagikistan | Chakan, l'arte del ricamo in Tagikistan | Il chakan è un tipo di ricamo tagiko che riproduce ornamenti floreali e colorati. Questi ricami vengono usato per decorare camicie da donna, foulard, tende, cuscini, copriletti e coperte per le culle. |                       | 2018               | Link  |          |  |
| Francia | Le competenze legate al profumo del Pays de Grasse: la coltivazione delle piante da profumo, la conoscenza e la lavorazione delle materie prime naturali e l'arte della composizione dei profumi | L'Association du Patrimoine Vivant du Pays de Grasse si occupa di preservare l'arte della produzione di profumi, sviluppatasi nel XVI secolo nella regione del Pays de Grasse. |                       | 2018               | Link  |          |  |
| Bielorussia | Celebrazione in onore dell'icona della Nostra Signora di Budslaŭ | La festa di Budslaŭ viene celebrata dal XVII secolo e festeggia l'icona della Vergine presente nell'omonimo villaggio, meta di pellegrinaggio per molti fedeli provenienti da tutta la Bielorussia e dagli Stati vicini. |                       | 2018               | Link  |          |  |
| Croazia | Međimurska popevka, un tipo di canzone popolare del Međimurje | Questo genere musicale nasce nella regione del Međimurje ed è storicamente cantato da una voce solista femminile, seppure oggi sia interpretato anche a più voci da ambo i sessi. I testi sono generalmente romantici, malinconici o religiosi. |                       | 2018               | Link  |          |  |
| Serbia | Il canto accompagnato dal gusle | Il gusle è uno strumento a corde che accompagna un canto incentrato su gesta eroiche, leggende del passato, o più raramente racconti umoristici. |                       | 2018               | Link  |          |  |
| Bosnia ed Erzegovina | Raccolta dell'iva sul monte Ozren | L'iva è una pianta usata a scopo medicinale che viene impiegata come tisana, diluita nel brandy o mischiata col miele. La sua raccolta viene effettuata nel comune di Gostilj ogni 11 settembre, giorno dedicato alla decapitazione di Giovanni Battista. L'evento si conclude con un momento conviviale di musica e danza in costumi tradizionali. |                       | 2018               | Link  |          |  |
| Malaysia | Dondang Sayang | Il Dondang Sayang è un'arte praticata dai quattro popoli che abitano la Malacca, ovvero i malesi, i peranakan, il chitty e la minoranza portoghese. Questo genere musicale è una ballata romantica che impiega strumenti come violini, gong e tamburelli. |                       | 2018               | Link  |          |  |
| Croazia, Cipro, Francia, Grecia, Italia, Slovenia, Spagna, Svizzera, Andorra, Austria, Belgio, Irlanda, Lussemburgo | Arte dei muretti a secco, saperi e tecniche | I muretti a secco vengono costruiti posizionando una pietra sull'altra usando semplicemente terra arida. Il modo in cui le pietre vengono poste definisce la stabilità della struttura. |                       | 2018               | Link  |          |  |
| Panama | Espressioni rituali e festive della cultura congo | I congo sono i discendenti degli schiavi neri che si ribellarono durante il periodo coloniale. L'espressione massima della loro cultura la si può notare durante la "stagione congo", che va dal 20 gennaio (giorno di San Sebastiano) fino al mercoledì delle ceneri. |                       | 2018               | Link  |          |  |
| Spagna | I rituali della tamborada | La tamborada è un evento della Settimana Santa che prevede un'orchestra di migliaia di percussioni che suona notte e giorno per le strade dei villaggi. |                       | 2018               | Link  |          |  |
| Cuba | Festa delle parrandas nel centro di Cuba | La festa delle parrandas si tenne per la prima volta nella città di Remedios nel 1820 e consiste in una gara tra i due quartieri cittadini che si sfidano in diverse arti, come musica, balli o realizzazione di sculture. All'interno dei due quartieri sono presenti anche delle "spie" che cercano di rivelare in anticipo ciò che l'avversario sta preparando. |                       | 2018               | Link  |          |  |
| Slovenia | Merletto a tombolo in Slovenia | Questa tecnica consiste nel realizzare dei merletti incrociando e torcendo il filo avvolto su appositi bastoncini di legno detti fuselli. Le trame seguono un disegno specifico, che viene posto su un cuscino cilindrico oppure su una base di legno. |                       | 2018               | Link  |          |  |
| Giamaica | Il reggae giamaicano | Nato tra le classi più emarginate della zona ovest di Kingston, il reggae è un genere musicale che include numerosi stili, come quello caraibico, latino, africano e nordamericano. |                       | 2018               | Link  |          |  |
| Oman | L'ardhah del cavallo e del cammello | Il termine ardhah significa "giorno della festa" e fa riferimento alla serie di spettacoli tenuti con cammelli e cavalli all'ippodromo, il ché rivela una grande tradizione dell'addomesticamento di questi animali nella regione. |                       | 2018               | Link  |          |  |
| Messico | La Romería (il pellegrinaggio): cerchio rituale de "La llevada" (il trasporto) della Vergine di Zapopan                                                                                          | La Romería ricorre il 12 ottobre e commemora la Vergine di Zapopan. Istituita nel 1734, questa data segna la fase finale del ciclo del trasporto della statua della Vergine, che viene riportata nella basilica cittadina |                       | 2018               | Link  |          |  |
| Zambia | La mooba, una danza del popolo lenje della Provincia Centrale dello Zambia | La mooba è la danza più importante dei lenje e risale ai tempi precoloniali. Nei momenti clou della performance, alcuni danzatori sembrano essere posseduti dagli spiriti ancestrali BaChooba. |                       | 2018               | Link  |          |  |
| Sri Lanka | Rūkada Nātya, tradizionale teatro delle marionette dello Sri Lanka | Il Rūkada Nātya è un teatro delle marionette fatto per divertire e per trasmettere una morale. Questa arte viene eseguita dalle famiglie appartenenti al lignaggio Gamwari, che vivono nelle città costiere di Ambalangoda, Balapitiya e Mirissa. |                       | 2018               | Link  |          |  |
| Kazakistan | I tradizionali riti di primavera degli allevatori di cavalli | Questa tradizione ha luogo nel villaggio di Terisaqqan, nel distretto di Ūlytau della regione di Karaganda, e segna l'inizio di un nuovo ciclo per l'allevamento dei cavalli. I principali 3 rituali sono il Biye baylau (la prima mungitura delle cavalle), l'Ayghyr kosu (il "matrimonio degli stalloni") e il Kymyz muryndyk (l'inizio della produzione del kymys). |                       | 2018               | Link  |          |  |
| Azerbaigian, Kazakistan, Turchia | Retaggio de Il libro di Dede Korkut, cultura epica, racconti e musica popolare | Il mito di Dede Korkut è descritto in 12 leggende e 13 componimenti musicali. In quest'opera appare il narratore Dede Korkut, un uomo saggio che descrive le gesta eroiche dei turchi oghuz. |                       | 2018               | Link  |          |  |
| Capo Verde | La morna, genere musicale di Capo Verde | La morna è un genere musicale capoverdiano che include musica, poesia e danza. |                       | 2019               | Link  |          |  |
| Etiopia | Timkat | Il timkat è l'epifania etiope e commemora il battesimo di Gesù eseguito da Giovanni il Battista. |                       | 2019               | Link  |          |  |
| Iran | Artigianato ed esecuzione del dutar | Il dutar è uno strumento a corde fatto con una cassa a forma di pera di legno essiccato o gelso, un manico fatto con legno di noce o albicocca e due corde, una "maschile" che funge da accordo e una "femminile" che serve per la melodia principale. |                       | 2019               | Link  |          |  |
| Irlanda | Arpa celtica | L'arpa celtica è il simbolo dell'Irlanda e viene suonata da oltre 1000 anni. Inizialmente veniva prodotta con del legno di salice e con delle corde di ferro, oggi invece si utilizzano vari tipi di legno duro con corde di nylon o altre fibre. |                       | 2019               | Link  |          |  |
| Marocco | Gnawa | Lo gnawa è un genere musicale sufi tramite il quale vengono invocati gli antenati e gli spiriti. Nato nel XVI secolo tra gli schiavi, esso unisce elementi culturali africani, arabi, berberi e islamici. |                       | 2019               | Link  |          |  |
| Indonesia | Pencak Silat | Il Pencak Silat è un'arte marziale basata sulla meditazione e sull'equilibrio con la natura. |                       | 2019               | Link  |          |  |
| Brasile | Il complesso culturale del Bumba-meu-boi di Maranhão | Il complesso culturale del Bumba-meu-boi è una pratica rituale pregna di simbolismo e misticismo che comprende esibizioni musicali, coreografiche e teatrali. |                       | 2019               | Link  |          |  |
| Belgio | Ommegang di Bruxelles, un corteo storico annuale e una festa popolare | L'ommegang è una processione annuale che si tiene nel mese di luglio nel centro storico di Bruxelles. Gli eventi iniziano con la cerimonia nella chiesa di Notre-Dame du Sablon, dove si tiene anche una gara di balestre, seguita da una processione che si conclude nella Grand-Place, |                       | 2019               | Link  |          |  |
| Turkmenistan | Arte tradizionale del tappeto turkmeno | Il tappeto turkmeno viene tessuto a mano e ornato con trame lineari e geometriche che raffigurano la flora, la fauna e l'ambiente locale in genere. |                       | 2019               | Link  |          |  |
| Turchia | L'arte dell'arco turco | In Turchia il tiro con l'arco prevede diverse discipline e tecniche di tiro, nonché archi prodotti con diversi materiali, come legno di alberi di alta quota, colle organiche, corna, tendini, seta e cuoio. |                       | 2019               | Link  |          |  |
| Italia | Celebrazione della Perdonanza Celestiniana | La Perdonanza Celestiniana celebra la storica bolla papale emanata da Celestino V come atto di collaborazione tra le popolazioni locali e si tiene nella città dell'Aquila. |                       | 2019               | Link  |          |  |
| Svizzera | Processioni della Settimana Santa a Mendrisio | Le processioni della Settimana Santa di Mendrisio si tengono le sere del Giovedì Santo e del Sabato Santo. Le luci cittadine vengono spente e le strade sono illuminate con delle "trasparenze", ovvero dei quadri traslucidi illuminati dall'interno che rappresentano delle scene della Bibbia. |                       | 2019               | Link  |          |  |
| Thailandia | Nuad Thai, il tradizionale massaggio thailandese | Il Nuad Thai è il tipico massaggio thailandese che consiste nella manipolazione delle parti del corpo in modo da riequilibrare l'energia e la struttura del paziente. |                       | 2019               | Link  |          |  |
| Cipro, Grecia | Canto bizantino | Il canto bizantino esiste da più di 2000 anni e si basa sui testi liturgici della Chiesa greco-ortodossa. |                       | 2019               | Link  |          |  |
| Samoa | 'Ie Samoa, il tappeto sottile e il suo valore culturale | Il 'le Samoa è una stuoia sottile fatta con la pianta del pandano e chiusa ai bordi con due piume verdi e rosse. |                       | 2019               | Link  |          |  |
| Vietnam | Pratica del then dei popoli tày, nùng e thái in Vietnam | Il then è una pratica spirituale che concilia l'uomo con la natura, col mondo e con l'universo. I riti descrivono un viaggio condotto dal maestro then che guida dei soldati fantastici in un percorso ultraterreno. |                       | 2019               | Link  |          |  |
| Francia, Italia, Svizzera | Alpinismo | L'alpinismo è la disciplina che prevede la scalata delle montagne. |                       | 2019               | Link  |          |  |
| Armenia | L'arte della lettera armena e le sue espressioni culturali | L'alfabeto armeno fu inventato nel 405 da Mesrop Mashtots. Le sue lettere contengono diversi elementi ornamentali e forme e sono usate in svariate forme d'arte. |                       | 2019               | Link  |          |  |
| Messico, Spagna | Talavera artigianale degli stati di Puebla e Tlaxcala (Messico) e le ceramiche di Talavera de la Reina e di El Puente del Arzobispo (Spagna)                                                     | Le ceramiche di Talavera sono comuni a due comunità che si trovano in Messico e a Talavera de la Reina, in Spagna. |                       | 2019               | Link  |          |  |
| Slovacchia | Drotárstvo, l'arte dell'artigianato a filo | Il termine drotárstvo fa riferimento all'arte manufatturiera che impiega il filo. Nato nel XVIII secolo, esso si basa sulla piegatura, legatura e intreccio manuale delle fibre metalliche senza saldatura o brasatura. |                       | 2019               | Link  |          |  |
| Malaysia | Silat | Il silat è una forma di autodifesa diffusa nell'arcipelago malese risalente al periodo del regno di Langkasuka. |                       | 2019               | Link  |          |  |
| Iraq | Servizi e ospitalità durante l'arba'een | L'arba'een è una festa che si tiene nelle province centro-meridionali dell'Iraq, dalle quali la gente compie un pellegrinaggio verso la città di Kerbela per far visita al sudario dell'imam Hussein. Durante il mese islamico del safar, la gente di Kerbela accoglie milioni di visitatori. |                       | 2019               | Link  |          |  |
| Kirghizistan | Artiginato dell'ak-kalpak, conoscenze e abilità tradizionali nel realizzare e indossare i copricapi maschili kirghisi                                                                            | L'ak-kalpak è un copricapo kirghiso fatto a mano costituito da feltro bianco pregno di significato sacro. |                       | 2019               | Link  |          |  |
| Portogallo | Carnevale di Podence | Il carnevale di Podence nasce come un rito di passaggio per gli uomini, ma nel tempo ha visto partecipare anche donne e bambini. Per le strade del villaggio i cosiddetti "caretos" danzano attorno alle donne con dei campanacci e muovendo le anche, un'usanza che viene associata a un modo per mantenere la fertilità. |                       | 2019               | Link  |          |  |
| Ucraina | Tradizione delle ceramiche dipinte di Kosiv | L'arte della ceramica di Kosiv risale al XVIII secolo e prevede la produzione di piatti, oggetti cerimoniali, piastrelle e giocattoli per mezzo dell'argilla grigia. |                       | 2019               | Link  |          |  |
| Nigeria | Il genere teatrale del Kwagh-Hir | Il Kwagh-Hir è un genere teatrale basato sull'arte di raccontare le storie del popolo tiv. |                       | 2019               | Link  |          |  |
| Perù | Hatajo de Negritos e Hatajo de Pallitas della costa centro-meridionale peruviana | Lo Hatajo de Negritos e lo Hatajo de Pallitas sono due tradizioni della regione di Ica che rievocano la visita dei pastori a Gesù bambino e la venuta dell'Uomo saggio. Queste usanze includono forme culturali di tipo preispanico, europeo e africano. |                       | 2019               | Link  |          |  |
| Bolivia | La festa della Santissima Trinità del Signore Gesù del Gran Poter della città di La Paz | La festa della Santissima Trinità di La Paz vede la partecipazione di 40.000 devoti a una processione che sfila per la città. Vi sono danze sacre eseguite da 69 confraternite. La statua della patrona cittadina viene trasportata sulle spalle. |                       | 2019               | Link  |          |  |
| Repubblica Dominicana | Musica e danza della bachata dominicana | La bachata è una danza dominicana risultante da un misto tra il bolero e altri generi afroantillani come il son, il merengue e il cha cha cha. |                       | 2019               | Link  |          |  |
| Mongolia | Produzione dell'airag nel khokhuur e le tradizioni a esso associate | L'airag è una bevanda fermentata a base di latte di giumenta. La sua preparazione richiede l'uso di alcuni strumenti come il khokhuur (un vaso di pelle di mucca), il buluur (una pala) e il khovoo. |                       | 2019               | Link  |          |  |
| Arabia Saudita, Bahrein, Egitto, Emirati Arabi Uniti, Giordania, Iraq, Kuwait, Marocco, Mauritania, Oman, Qatar, Stato di Palestina, Sudan, Tunisia, Yemen | Palma da datteri, conoscenze, abilità, tradizioni e pratiche | La palma da datteri è una pianta sempreverde che cresce nelle oasi del deserto e che da secoli è simbolo della cultura araba. |                       | 2019               | Link  |          |  |
| Uzbekistan | Il lazgi, una danza corasma | Il lazgi è una danza originaria della Corasmia e diffusasi poi in tutto l'Uzbekistan che prevede l'espressione della vita quotidiana. I testi musicali sono incentrati sull'amore e sulla gentilezza. |                       | 2019               | Link  |          |  |
| Siria | Pratiche e artigianalità legate alla rosa di Damasco ad Al-Mrah | La produzione della rosa di Damasco è tipica del villaggio di Al-Mrah, sito nell'area rurale attorno alla capitale siriana, dove ogni anno si tiene il Festival della rosa. |                       | 2019               | Link  |          |  |
| Norvegia | Musica e danze tradizionali in Setesdal | Nella regione del Setesdal si tiene una danza accompagnata da musica (suonata con l'hardingfele) e canto ("stev" o "stevjing") che può essere eseguita da una o più coppie oppure da una serie di danzatori che formano un cerchio. |                       | 2019               | Link  |          |  |
| Algeria, Mauritania, Tunisia | Conoscenze, saperi e pratiche relative alla produzione e al consumo del couscous | Il cuscus è un piatto a base dell'omonimo cereale che viene accompagnato dai più disparati ingredienti. La sua preparazione viene tramandata di generazione in generazione e ha assunto un importante significato sociale e culturale. |                       | 2020               | Link  |          |  |
| Cina | Taijiquan | Il taijiquan consiste in diversi esercizi fisici che mirano al rilassamento, al controllo del respiro e alla meditazione. Nacque nella contea di Wexian dell'Henan nel XVII secolo. |                       | 2020               | Link  |          |  |
| Corea del Sud | Yeondeunghoe, la festa delle lanterne in Corea del Sud | Lo yeondeunghoe ricorre in occasione del 4º mese lunare (il compleanno di Buddha). La gente sfila in grandi parate tenendo delle lanterne accese a forma di fiore di loto. |                       | 2020               | Link  |          |  |
| Azerbaigian, Iran, Turchia, Uzbekistan | Arte della miniatura | La miniatura è un tipo di pittura bidimensionale fatta su libri, cartapesta, tappeti, tessuti, muri e ceramiche. Nata durante l'impero partico, questa pratica è stata trasmessa oralmente e risulta un patrimonio prestigioso. |                       | 2020               | Link  |          |  |
| Emirati Arabi Uniti, Oman | Corsa dei cammelli | Le gare dei cammelli si svolgono in delle piste apposite. Queste competizioni sono caratterizzate da tradizioni, usi e principi comunitari riconosciuti che definiscono le razze dei cammelli e il regolamento delle gare. |                       | 2020               | Link  |          |  |
| Singapore | Cultura del venditore ambulante a Singapore, pranzi di comunità e pratiche culinarie in un contesto urbano multiculturale                                                                        | A Singapore è molto comune mangiare per strada. I venditori ambulanti preparano ogni tipo di pasto, ma si tengono anche partite di scacchi e performance artistiche e musicali. |                       | 2020               | Link  |          |  |
| Paraguay | Pratiche e conoscenze tradizionali del tereré nella cultura del Pohã Ñana, bevanda ancestrale guaraní, in Paraguay                                                                               | La Pohã Ñana è una pianta che viene pestata in una brocca con un mortaio e mescolata con acqua fredda. Il miscuglio viene servito in un bicchiere precedentemente riempito di yerba mate e viene bevuto per mezzo di una bombilla (cannuccia di metallo o di canna). |                       | 2020               | Link  |          |  |
| Indonesia | Pantun | Il pantun è una forma poetica malay che esprime idee ed emozioni e viene usato sia nella letteratura che nella musica. |                       | 2020               | Link  |          |  |
| Argentina | Chamamé | Il chamamé è una danza tipica della provincia di Corrientes nella quale i danzatori si abbracciano seguendo il ritmo della musica. |                       | 2020               | Link  |          |  |
| Malawi, Zimbabwe | Artigianato ed esecuzione con la m'bira/sansi, il tradizionale strumento a corde del Malawi e dello Zimbabwe                                                                                     | La m'bira è uno strumento musicale a corde fatto da una tavola di legno con chiavi di metallo appoggiata su un risonatore acustico di legno (calabash). |                       | 2020               | Link  |          |  |
| Finlandia | Cultura della sauna in Finlandia | La sauna è un momento sacro della vita dei finlandesi ed è incentrata sul principio del löyly, il vapore che viene emanato dal getto di acqua sulle pietre roventi. |                       | 2020               | Link  |          |  |
| Azerbaigian | Nar Bayrami, festa tradizionale del melograno e cultura | Il Nar Bayrami si tiene in autunno nel distretto di Göyçay e festeggia il frutto del melograno, simbolo di produttività a lungo termine, abbondanza ed energia. |                       | 2020               | Link  |          |  |
| Kazakistan, Kirghizistan, Turchia | Un tradizionale gioco di strategia e intelligenza: il toguz kumalak | Il toguz kumalak è un gioco che si tiene su una tavola e che prevede l'uso di biglie fatte di svariati materiali (pietra, legno, metallo, osso, oppure noci o semi). |                       | 2020               | Link  |          |  |
| Tunisia | Il metodo di pesca della charfia nelle Isole Kerkenna | La charfia è un metodo di pesca che prevede l'uso di foglie di palma incastonate nel fondale marino che bloccano il passaggio dei pesci. Questi vengono indirizzati quindi in una serie di condutture che portano a una rete o a una trappola. |                       | 2020               | Link  |          |  |
| Bielorussia, Polonia | Cultura dell'apicoltura ad albero | L'apicoltura ad albero si basa sul lavoro delle api selvatiche che nidificano in alveari di alberi o tronchi situati nelle foreste. |                       | 2020               | Link  |          |  |
| Emirati Arabi Uniti | Il falaj, un sistema di rete di irrigazione tradizionale degli Emirati Arabi Uniti, tradizioni orali, conoscenze e abilità di costruzione, manutenzione ed equa distribuzione dell'acqua         | Il falaj è un sistema di irrigazione basato su un tunnel sotterraneo che trasporta acqua fino a un bacino accessibile per gli utenti. |                       | 2020               | Link  |          |  |
| Malta | La ftira, arte culinaria e cultura del pane basso a lievitazione naturale a Malta | La ftira è un tipo di pane basso maltese fatto da una crosta spessa e da un impasto leggero che al suo interno presenta dei fori di forma irregolare. |                       | 2020               | Link  |          |  |
| Armenia, Iran | Pellegrinaggio al Monastero di San Taddeo Apostolo | Il Monastero di San Taddeo Apostolo si trova nel nordovest dell'Iran. A luglio vi si tiene un pellegrinaggio di 3 giorni volto a commemorare la sua figura assieme a quella di Santa Santukhd, la prima donna martire cristiana. |                       | 2020               | Link  |          |  |
| Cina, Malaysia | Ong Chun/Wangchuan/Wangkang, rituali e pratiche correlate per mantenere la connessione sostenibile tra l'uomo e l'oceano                                                                         | La festa di Ong Chun celebra la divinità Ong Yah, ritenuta in grado di proteggere l'umanità dai disastri naturali, e si tiene nella baie di Xiamen e Quanzhou. |                       | 2020               | Link  |          |  |
| Zambia | La budima | La budima è una danza guerriera del popolo wee che si tiene in svariate occasioni. |                       | 2020               | Link  |          |  |
| Francia, Italia | L'arte delle perle di vetro | La produzione delle perle in vetro prevede diverse tecniche. In Italia sono comuni le perle formate con una fiamma ossidrica e quelle realizzate sezionando, ammorbidendo e lucidando una canna cava, mentre in Francia il vetro caldo viene arrotondato per rotazione e gravità, oppure vengono formate delle perle cave soffiando con una canna o prodotte con un mandrino. |                       | 2020               | Link  |          |  |
| Francia, Svizzera | Artigianato dell'orologeria meccanica e della meccanica d'arte | La meccanica di precisione sviluppatasi nel massiccio del Giura ha permesso di sviluppare svariati tipi di orologi e altri tipi di artefatti meccanici, come carillon, figure e sculture animate. |                       | 2020               | Link  |          |  |
| Serbia | Arte della ceramica nel villaggio di Zlakusa | La ceramica di Zlakusa è diffusa in tutta la Serbia e include manufatti di argilla che vengono ornati con decorazioni geometriche di metallo o legno. |                       | 2020               | Link  |          |  |
| Bosnia ed Erzegovina | Competizioni della falcitura dell'erba a Kupres | Nella località Strljanica della città di Kupres si tiene nel mese di luglio una competizione di falciatura dell'erba. Gli sfidanti sono uomini maggiorenni che trasmettono la tradizione alle generazioni successive, mentre le donne rastrellano l'erba e preparano il cibo per gli spettatori. |                       | 2020               | Link  |          |  |
| Spagna | I cavalli del vino | La festa dei cavalli del vino si tiene ai primi di maggio a Caravaca de la Cruz in onore della Santísima y Vera Cruz in Caravaca. I cavalli vengono adornati con mantelli ricamati in seta e fil di oro e vengono fatti sfilare in una parata cittadina. La festa si conclude con una corsa che si tiene su per la collina fino al castello, con i cavalli guidati da 4 cavalieri. A fine gara vengono premiati i vincitori assieme ai mantelli. |                       | 2020               | Link  |          |  |
| Arabia Saudita, Emirati Arabi Uniti, Kuwait | Tessitura tradizionale del sadu | Il sadu è un tipo di tessitura tipico delle donne beduine che viene usato come ornamento per i cammelli e i cavalli. |                       | 2020               | Link  |          |  |
| Repubblica Ceca | Produzione artigianale di addobbi per l'albero di Natale con palle di vetro soffiato | Nelle regioni dei Monti dei Giganti e dei Monti Iser della Boemia settentrionale, gli addobbi natalizi vengono prodotti dalla fine del Settecento soffiando un tubo di vetro riscaldato inserito in uno stampo di ottone, che a sua volta è modellato in un filo di perline chiamato klaustschata. |                       | 2020               | Link  |          |  |
| Belgio, Francia, Italia, Lussemburgo | Arte musicale dei suonatori di corno, una tecnica strumentale legata al canto, al controllo del respiro, al vibrato, alla risonanza del luogo e alla convivialità                                | Il corno è uno strumento a 12 note che accompagna una melodia cantata assieme a una seconda voce. |                       | 2020               | Link  |          |  |
| Giappone | Competenze, tecniche e conoscenze tradizionali per la conservazione e la trasmissione dell'architettura in legno in Giappone                                                                     | Poiché il 70% del territorio giapponese è formato da boschi, il legno viene impiegato nell'edilizia sin dall'antichità, e ciò è testimoniato ad esempio dal tempio Hōryū-ji risalente al VII secolo. Questa tradizione include 17 arti, delle quali si citano a titolo di esempio l'intonacatura sakan, la raccolta della corteccia di cipresso giapponese, la pittura con la lacca e la produzione di tatami. |                       | 2020               | Link  |          |  |
| Indonesia | Gamelan | Il gamelan è un'orchestra di percussioni indonesiana che può includere xilofoni, gong, tamburi, cimbali, strumenti a corda e flauti di bambù. |                       | 2021               | Link  |          |  |
| Arabia Saudita, Austria, Belgio, Corea del Sud, Croazia, Emirati Arabi Uniti, Francia, Germania, Irlanda, Italia, Kazakistan, Kirghizistan, Marocco, Mongolia, Paesi Bassi, Pakistan, Polonia, Portogallo, Qatar, Repubblica Ceca, Siria, Slovacchia, Spagna, Ungheria | Falconeria, un retaggio umano vivente | La falconeria è l'arte dell'addestramento dei falchi. Viene praticata da oltre 4000 anni ed è stata documentata in numerose parti del mondo. |                       | 2021               | Link  |          |  |
| Danimarca, Finlandia, Islanda, Norvegia, Svezia | Tradizioni delle barche di clinker nordiche | Le barche di clinker venivano costruite già 2000 anni fa dalle comunità sami, kven, tornedaliane e finnici di madrelingua svedese, che le adoperavano per la pesca o per il trasporto di merci e persone. Oggi vengono rievocate in occasione di festività. |                       | 2021               | Link  |          |  |
| Iraq | Artigianato della noria | La noria ("al-noor") è una ruota di legno che ruota attorno al suo asse atta a sollevare il livello delle acque dell'Eufrate. A essa è dedicata una giornata di festa che include declamazione di poesie, balli e canti. |                       | 2021               | Link  |          |  |
| Malta | Għana, una tradizione di musica popolare maltese | Con il termine għana si fa riferimento a tre tipi di canto popolare maltese. Il "quick-wit", che è il più popolare, prevede un duello improvvisato tra due o più cantanti che si sfidano a colpi di rime e argomentazioni sarcastiche. Il "factual" consiste nella narrazione di un lungo poema cantato da un solista. Il "bormla", originariamente cantato da donne, consiste nell'esecuzione di semplici canzoni usando una grande varietà di toni. |                       | 2021               | Link  |          |  |
| Senegal | Ceebu Jën, un piatto del Senegal | Il Ceebu Jën è un piatto originario della comunità peschiera di Saint-Louis a base di riso, pesce e verdure. |                       | 2021               | Link  |          |  |
| Repubblica del Congo, Repubblica Democratica del Congo | La rumba congolese | La rumba congolese è un genere musicale danzato da una coppia che trae origine dall'antico ballo "nkumba". |                       | 2021               | Link  |          |  |
| Belgio | I trampolieri di Namur | La tradizione dei trampolieri di Namur risale al XV secolo. Due squadre di trampolieri (i mélans e gli avresses) si sfidano affinché facciano cadere i loro avversari. |                       | 2021               | Link  |          |  |
| Vietnam | Arte dello xòe del popolo tai in Vietnam | Lo xòe è una danza vietnamita che rievoca la vita quotidiana nei rituali, nel lavoro e nella società. |                       | 2021               | Link  |          |  |
| Bahrein | Fjiri | Il fijiri è un'arte performativa nata a fine Ottocento tra i cacciatori di perle, i quali si sedevano in cerchio e suonavano diversi strumenti che accompagnavano dei danzatori che si esibivano al centro. Il tutto esprimeva le avversità che potevano celarsi dietro alla caccia di perle. |                       | 2021               | Link  |          |  |
| Uzbekistan | Arte dei bakhshi | Il bakhshi è l'arte di raccontare i poemi epici tra gli uzbeki e i caracalpachi. |                       | 2021               | Link  |          |  |
| Paesi Bassi | Cultura dei corso, sfilate di fiori e frutta nei Paesi Bassi | Il corso è una parata annuale fatta di carri e barche decorate con fiori risalente al XIX secolo. Nata in Francia e in Italia, questa tradizione è giunta poi nei Paesi Bassi, dove si è diffusa tra la popolazione fino a diventare una sorta di competizione. |                       | 2021               | Link  |          |  |
| Algeria, Arabia Saudita, Bahrein, Egitto, Emirati Arabi Uniti, Giordania, Iraq, Kuwait, Libano, Marocco, Mauritania, Oman, Stato di Palestina, Sudan, Tunisia, Yemen                                                                                                   | Calligrafia araba: conoscenze, tecniche e pratiche | La calligrafia araba è l'arte di trascrizione delle lettere in maniera fluida, in modo che si possa unire armonia, grazia e bellezza. |                       | 2021               | Link  |          |  |
| Ucraina | Ornek, un ornamento dei tatari di Crimea | L'ornek è un ornamento ucraino basato su simboli specifici che viene usato per decorare ricami, tessuti, ceramiche, incisioni, gioielli, manufatti in vetro e in legno. |                       | 2021               | Link  |          |  |
| Tagikistan | Falak | Il termine falak può assumere il significato di "cielo", "fortuna" e "universo" ed è un genere musicale tipico delle aree montuose del Tagikistan. I principali temi trattati sono il dolore, la sofferenza, l'emigrazione e la voglia di ritornare nella propria terra di origine. |                       | 2021               | Link  |          |  |
| Panama | Danze ed espressioni legate alla Festa del Corpus Domini | La festa del Corpus Domini a Panama include sia elementi cristiani, sia usi popolari. Si tengono esibizioni teatrali in maschera, esibizioni musicali e danze burlesque. Il giorno prima si tiene una rievocazione della lotta tra il bene e il male (san Michele Arcangelo contro i demoni), poi durante la festa si tiene una processione che trasporta l'ostia in una teca. |                       | 2021               | Link  |          |  |
| Venezuela | Ciclo di feste relative alla devozione e all'adorazione di san Giovanni Battista | L'adorazione di San Giovanni Battista è una tradizione che nasce nel XVIII secolo tra le comunità afrovenezuelane. Per i fedeli, chiamati sanjuaneros, la festa non assume solo un significato religioso, ma anche sociale: rappresenta infatti la liberazione dalla schiavitù e la resistenza culturale. |                       | 2021               | Link  |          |  |
| Thailandia | Nora, danza drammatica della Thailandia meridionale | La nora è una forma di teatro che include danze acrobatiche e improvvisazione nel canto. I temi trattati riguardano le antiche forme di Buddha o lei vite di eroi leggendari. |                       | 2021               | Link  |          |  |
| Ecuador | Pasillo, musica e poesia | Il pasillo è un genere musicale nato in Ecuador nel XIX secolo che include poesia e canto. Spazia tra diversi generi musicali, dal valzer al minuetto o alla musica tribale, e viene ballato a coppie a piccoli passi. |                       | 2021               | Link  |          |  |
| Portogallo | Feste della comunità di Campo Maior | Durante le feste di Campo Maior, le vie cittadine vengono addobbate con fiori di carta di diversi colori e forme. |                       | 2021               | Link  |          |  |
| Seychelles | Moutya | La moutya è una danza importata nelle Seychelles dagli schiavi neri africani che approdarono nelle isole assieme ai colonizzatori francesi. Questa veniva praticata di notte nelle foreste, lontana dalle piantagioni in cui lavoravano, ed era un momento di stacco dalla condizione di schiavitù in cui versavano i lavoratori neri. |                       | 2021               | Link  |          |  |
| Siria | Al-Qudoud al-Halabiya | Al-Qudoud al-Halabiya è un genere musicale di Aleppo eseguito in varie occasioni religiose. |                       | 2021               | Link  |          |  |
| Montenegro | Retaggio culturale della Marina delle Bocche di Cattaro: una rappresentazione festiva di una memoria e di un'identità culturale                                                                  | La Marina delle Bocche di Cattaro è una organizzazione non governativa fondata nel 809 nel Montenegro. Si occupa di preservare la tradizione marittima del territorio ed è formata da marinai volontari. |                       | 2021               | Link  |          |  |
| Madagascar | Il kabary, l'arte oratoria dei malgasci | Il kabary è un discorso poeticizzato che consiste nell'uso di proverbi, massime, figure retoriche e giochi di parole. Viene eseguito in diverse occasioni, come festività, funerali, ricorrenze ufficiali o eventi popolari. |                       | 2021               | Link  |          |  |
| Turkmenistan | Produzione del dutar e arte musicale accompagnata alla danza | Il termine dutar si riferisce sia al genere musicale, sia allo strumento, entrambi tipici del Turkmenistan. |                       | 2021               | Link  |          |  |
| Bolivia | Grande festa di Tarija | La grande festa di Tarija si tiene nell'omonima città tra agosto e settembre. Si tengono processioni, esibizioni musicali, competizioni e fuochi d'artificio dedicati a san Rocco. |                       | 2021               | Link  |          |  |
| Polonia | Tradizione dei tappeti floreali per le processioni del Corpus Domini | In Polonia la festa del Corpus Domini prevede delle processioni lungo le vie cittadine. La gente del luogo esibisce dei tappeti fatti di fiori davanti alla loro casa in segno di devozione. |                       | 2021               | Link  |          |  |
| Turchia | Hüsn-i Hat, calligrafia tradizionale nell'arte islamica in Turchia | Lo Hüsn-i Hat è la secolare arte calligrafica usata per trascrivere le lettere di origine araba. Viene usata ancora oggi in Turchia nei testi sacri, nelle moschee o nei bagni turchi. |                       | 2021               | Link  |          |  |
| Finlandia | L'arte del violino e relative pratiche ed espressioni di Kaustinen | Nella città di Kaustinen il violino è parte centrale della musica popolare del luogo. Questa tradizione si tramanda da oltre due secoli e viene eseguita ad orecchio, accompagnando danze e feste. |                       | 2021               | Link  |          |  |
| Perù | Valori, conoscenze, tradizioni e pratiche relative alla ceramica del popolo awajún | Gli awajún vivono nel Perù meridionale. La loro sintonia con la natura viene espressa tramite la produzione delle ceramiche, che si differenziano per materiali, forme, colori e decorazioni. |                       | 2021               | Link  |          |  |
| Marocco | Tbourida | La tbourida è un'esibizione a cavallo risalente al XVI secolo che rievoca le parate militari degli amazigh. |                       | 2021               | Link  |          |  |
| Stato di Palestina | L'arte del ricamo in Palestina, pratiche, abilità, saperi e rituali | Nato nelle aree rurali, il ricamo palestinese si è poi diffuso in tutto il paese e tra i membri della diaspora. Con questa tecnica vengono prodotti vesti, pantaloni, giacche, copriveste e veli. A ogni colore o simbolo è associata la provenienza o lo status sociale o civile di chi indossa quello specifico abito. |                       | 2021               | Link  |          |  |
| Sri Lanka | Artigianato tradizionale della fabbricazione del Dumbara Ratā Kalāla | Il Dumbara Ratā Kalāla è un tappeto artigianale tipico dei villaggi di Kalasirigama e Alokagama, nella valle di Dumbara. Viene prodotto dai kinnara, una comunità che in passato produceva tappeti ornamentali per la corte imperiale. |                       | 2021               | Link  |          |  |
| Italia | Caccia ed estrazione del tartufo in Italia, saperi e pratiche tradizionali | La caccia e l'estrazione del tartufo sono una pratica molto antica che si attesta nelle aree rurali dell'Italia. La ricerca delle aree dove cresce il tartufo viene eseguita con l'aiuto di un cane addestrato. Una volta estratto con un'apposita pala, il tartufo viene mantenuto in un particolare microclima che ne preserva le caratteristiche. |                       | 2021               | Link  |          |  |
| Bulgaria | Il canto del visoko originario di Dolen e Satovča, Bulgaria sudoccidentale | Il visoko è un canto tradizionale dei villaggi di Dolen e Satovča situati nel distretto di Blagoevgrad. Viene eseguito da due interpreti che possono intonare entrambi la stessa tonalità bassa, due tonalità diverse distinte da un'ottava di differenza, oppure eseguire una combinazione dei precedenti due stili. |                       | 2021               | Link  |          |  |
| Oman | Il khanjar, artigianato e pratiche sociali | Il khanjar è un tradizionale accessorio maschile omanita che viene indossato durante le occasioni speciali. Esso viene apposto alla vita ed è costituito da una cintura, da un manico, da una lama e da una fodera, tutti realizzati con una varietà di materiali tra cui legno, pelle, stoffa e argento. |                       | 2022               | Link  |          |  |
| Iran, Siria | Artigianato ed esecuzione dell'oud | L'oud è una sorta di liuto tipico di Iran e Siria. La sua cassa armonica a forma di pera è fatta in legno di noce, rosa, pioppo, ebano o albicocco. Ve ne sono di diverse dimensioni e con diverse decorazioni. |                       | 2022               | Link  |          |  |
| Francia | Sapienza artigianale e cultura della baguette | La baguette è la variante di pane più diffusa in Francia. A differenza di altri impasti, quello della baguette richiede solo 4 ingredienti (farina, lievito, acqua e sale). Viene consumata in ogni contesto sociale. |                       | 2022               | Link  |          |  |
| Austria, Bosnia ed Erzegovina, Croazia, Italia, Romania, Slovacchia, Slovenia, Ungheria | Tradizioni di allevamento del lipizzano | Originariamente il cavallo lipizzano veniva allevato per la famiglia degli Asburgo, ma successivamente è diventato popolare anche nelle aree rurali, in particolare durante le feste. |                       | 2022               | Link  |          |  |
| Serbia | Pratiche sociali e conoscenze relative alla preparazione e all'uso della tradizionale acquavite di prugne slivovitz                                                                              | Lo slivovitz è un liquore fatto in casa a base di prugne. Attorno alla sua preparazione si attestano una serie di riti conviviali che coinvolgono le famiglie e le comunità. Viene consumato durante i brindisi nelle feste oppure impiegato nella medicina tradizionale. |                       | 2022               | Link  |          |  |
| Austria, Germania, Lettonia, Polonia, Repubblica Ceca, Spagna | Fluitazione | La fluitazione ha origine nel medioevo, quando le zattere trasportavano persone o merci. Coloro che ne facevano uso hanno acquisito conoscenze che si sono tramandate attraverso le generazioni successive. |                       | 2022               | Link  |          |  |
| Corea del Nord | Il raengmyon di Pyongyang | Il raengmyon è un piatto a base di noodle freddi di grano saraceno serviti in una ciotola di ottone e conditi con carne, kimchi, verdure e frutta. |                       | 2022               | Link  |          |  |
| Algeria | Raï, genere di musica popolare algerina | Il raï è un canto popolare algerino che tratta tematiche quali l'amore, la libertà, la disperazione e le pressioni sociali. Inizialmente veniva praticato nelle aree rurali dai decani che cantavano in dialetto arabo, ma a partire dal XX secolo ha acquisito sempre più popolarità grazie all'esibizione di donne che cantavano la libertà di amore e desiderio. |                       | 2022               | Link  |          |  |
| Germania | Danza moderna in Germania | La danza moderna si distingue dal balletto classico per la riproduzione di movimenti basati sulle emozioni e non predefinito. In Germania viene insegnata e praticata a ogni livello ed è simbolo di coesione e integrazione sociale. |                       | 2022               | Link  |          |  |
| Afghanistan, Azerbaigian, Iran, Tagikistan, Turchia, Turkmenistan, Uzbekistan | Bachicoltura e produzione tradizionale della seta | La sericoltura è fondamentale per i paesi toccati dall'antica via della seta ed è utile per la produzione di tessuti, tappeti, tende e altri manufatti, che vengono impiegati in ogni occasione e da ogni ceto sociale. |                       | 2022               | Link  |          |  |
| Corea del Sud | Talchum, maschera teatrale coreana | Il talchum è una forma d'arte performativa che include musica, danza e teatro. Gli attori mascherati riproducono una serie di movimenti ed espressioni accompagnati da 6 o 7 musicisti. |                       | 2022               | Link  |          |  |
| Tunisia | Harissa, conoscenze, abilità e pratiche culinarie e sociali | L'harissa è una sorta di pesto al peperoncino, ingrediente fondante della cucina tunisina. |                       | 2022               | Link  |          |  |
| Cina | Tecniche tradizionali di lavorazione del tè e pratiche sociali associate in Cina | La lavorazione del tè in Cina comprende 6 tipi di qualità (verde, giallo, scuro, bianco, oolong e nero) che possono essere processate in maniera differente, arrivando a ottenere oltre 2000 tipi di bevande, distinte tra loro per colore, aroma, forma e gusto. |                       | 2022               | Link  |          |  |
| Afghanistan, Iran | Yaldā/Chella | Lo Yaldā è un'antica festa del capodanno persiano che festeggia il solstizio d'inverno. |                       | 2022               | Link  |          |  |
| Cambogia | Kun Lbokator, arte marziale tradizionale della Cambogia | Il Kun Lbokator è un'arte marziale risalente al I secolo che unisce qualità psicofisiche e senso di disciplina. Esso è basato sull'autodifesa e sulla non violenza. |                       | 2022               | Link  |          |  |
| Zambia | Kalela | La kalela è una danza originaria della provincia di Luapula, nello Zambia. I danzatori si muovono formando due o tre righe a ritmo di percussioni. Nata originariamente tra i minatori, la kalela è stata poi eseguita in occasione di feste, funerali e rituali per il raccolto. |                       | 2022               | Link  |          |  |
| Giordania | Il mansaf in Giordania, un banchetto festivo e i suoi significati culturali | Il mansaf è un piatto festivo di origine beduina a base di carne di pecora o capra cotta in una salsa allo yogurt e servita su un piatto di riso o bulgur. |                       | 2022               | Link  |          |  |
| Arabia Saudita | Conoscenze e pratiche relative alla coltivazione di semi di caffè Khawlani | Il caffè Khawlani viene coltivato da oltre 300 anni sui monti Khawlan che comprendono la parte sudoccidentale dell'Arabia Saudita e il nordovest dello Yemen. I semi vengono piantati in sacchi a rete riempiti di terra, che vengono conservati all'ombra per tre o quattro mesi. Si procede quindi alla semina nei campi irrigati. Il frutto cresce dopo due o tre anni dalla semina. |                       | 2022               | Link  |          |  |
| Azerbaigian | Cultura pehlevanliq: tradizionale zorkhana, sport e lotte | La cultura pehlevanliq in Azerbaigian è basata su giochi e lotte intraprese con armi tradizionali. Le competizioni si tengono in presenza di arbitri e di musica eseguita con percussioni. |                       | 2022               | Link  |          |  |
| Andorra, Francia | Feste dell'orso nei Pirenei | Le feste dell'orso si tengono in inverno nei villaggi dei Pirenei. Gli uomini si travestono da orso e corrono per le vie dei villaggi provando ad agguantare i partecipanti. Il resto degli abitanti invece cerca di acchiappare gli orsi dando il benvenuto agli spettatori. |                       | 2022               | Link  |          |  |
| Guatemala | Settimana santa in Guatemala | La settimana santa commemora la passione, la morte e la risurrezione di Gesù e include processioni, veglie e marce funebri, nonché l'addobbo delle facciate degli edifici. Questa tradizione unisce i diversi gruppi sociali del Guatemala ed è simbolo di tolleranza, inclusione e unione. |                       | 2022               | Link  |          |  |
| Giappone | Furyu-odori, danze rituali intrise di speranze e preghiere | Il furyu-odori comprende delle danze giapponesi eseguite in abiti tradizionali affinché si abbia un periodo pacifico e prospero dopo l'avvento di calamità naturali o eventi spiacevoli. |                       | 2022               | Link  |          |  |
| Kazakistan | Orteke, arte performativa del Kazakistan: danza, marionette e musica | L'orteke è un genere artistico in cui dei burattini di legno vengono fatti danzare a ritmo di musica eseguita con un tradizionale strumento a corde chiamato dombra. |                       | 2022               | Link  |          |  |
| Arabia Saudita, Emirati Arabi Uniti, Oman | Alheda'a, la tradizione orale della chiamata dei greggi di cammelli | La heda'a è un tipo di tradizione orale accompagnata da specifici gesti e musica utile per la comunicazione con i cammelli. |                       | 2022               | Link  |          |  |
| Italia, Spagna | Il suono manuale delle campane | La tradizione delle campane in Spagna comprende una grande varietà di suoni determinata dalle tecniche combinate con le abilità dei campanari, oltre che alle caratteristiche fisiche e alle proprietà acustiche delle campane, delle torri e dei campanili. |                       | 2022               | Link  |          |  |
| Croazia | Festa di san Trifone e il kolo (danza in cerchio) a lui dedicata, tradizione croata delle Bocche di Cattaro                                                                                      | Il culto di san Trifone si tiene in due occasioni: il 3 febbraio (giorno dedicato al santo) e durante le Bokeljska noć ("Notti delle Bocche"). La Marina dell Bocche di Cattaro esegue il kolo in abiti tradizionali. |                       | 2022               | Link  |          |  |
| Slovenia | L'apicoltura in Slovenia, uno stile di vita | L'apicoltura in Slovenia si fonda sull'allevamento della sottospecie Apis mellifera carnica. Vi sono 200.000 colonie di api, dove queste vengono allevate in apiari di legno vicino alle case degli apicoltori. |                       | 2022               | Link  |          |  |
| Iran, Turkmenistan | Arte del cucito in stile turkmeno | Tramite l'arte del cucito turkmena vengono prodotti i principali costumi tradizionali della nazione, nonché dell'Iran. Sottili fili di seta vengono intrecciati in tre strati e ritorti in un unico filo, quindi raddrizzati con un grosso ago, il ché conferisce lucentezza al filo. Le diverse trame possono assumere diversi significati, come amicizia, amore, natura e forza, e possono essere applicate agli abiti a seconda della circostanza, come un matrimonio o una funzione funebre. |                       | 2022               | Link  |          |  |
| Bielorussia | Tessitura della paglia in Bielorussia, arte, artigianato e abilità | Per mezzo della paglia vengono prodotti scatole, cesti, copricapi, giocattoli e accessori vari, nonché ghirlande per il raccolto e i cosiddetti pavuk, delle strutture a forma di diamante che si ritiene proteggano la famiglia dal male e dalle malattie. |                       | 2022               | Link  |          |  |
| Cuba | Conoscenza dei maestri del rum leggero | Sin dalla sua nascita nel 1862 a Santiago di Cuba, il rum leggero è stato prodotto con svariate tecniche che i mastri distillatori hanno saputo tramandare attraverso le generazioni. |                       | 2022               | Link  |          |  |
| Moldavia, Romania | L'arte della camicetta tradizionale con ricamo sulla spalla (altiţă), un elemento di identità culturale in Romania e Moldavia                                                                    | L'altiță è un elemento di ricamo fatto con complesse trame ornamentali e cucito su una blausa che può essere di lino, cotone, canapa o filo di seta. |                       | 2022               | Link  |          |  |
| Azerbaigian, Kazakistan, Kirghizistan, Tagikistan, Turchia, Turkmenistan, Uzbekistan | Tradizione orale degli aneddoti di Nasreddin Khoja | Gli aneddoti che ruotano attorno al filosofo Nasreddin Khoja sono diffusi in tutta l'area turcofona dell'Asia centrale. Essi sono tramandati oralmente e sono caratterizzati da particolare sarcasmo e saggezza popolare. |                       | 2022               | Link  |          |  |
| Grecia | Festività del 15 agosto (Dekapentavgoustos) delle due comunità montane di Vlasti (Tranos Choros) e Sirako (Festa di Sirako), nella Grecia settentrionale                                         | Queste due feste celebrano la dormizione di Maria. In passato segnava il ritrovo dei pastori prima della partenza per i pascoli invernali, oggi invece segna il ritorno di coloro che sono emigrati nelle città. Durante il Tranos Choros a Vlasti la gente canta a cappella e balla formando un cerchio, mentre durante la Festa di Sirako le danze sono accompagnate da musicisti e cantanti. |                       | 2022               | Link  |          |  |
| Colombia | Il sistema ancestrale di conoscenza dei quattro popoli indigeni Arhuaco, Kankuamo, Cogui e Wiwa provenienti dalla Sierra Nevada de Santa Marta                                                   | Questo sistema di conoscenza è composto da sacri mandati che mantengono l'esistenza dei quattro popoli in armonia con l'universo fisico e spirituale. La gente del luogo cerca di comunicare con le cime innevate, connettersi con la conoscenza dei fiumi e decifrare i messaggi della natura. Esso è basato sulla Legge dell'Origine, una filosofia che governa le relazioni umane con la natura e l'universo, e richiede la cura dei luoghi sacri e l'adempimento delle funzioni religiose. Viene ritenuto fondamentale per il mantenimento dell'armonia della Sierra Nevada. |                       | 2022               | Link  |          |  |
| Ungheria | Tradizione della banda d'archi ungherese | Questo tradizionale ensemble ungherese comprende violino, viola e basso, ai quali vengono aggiunti altri strumenti a seconda della regione o dell'epoca. Popolarissimi nei villaggi e nelle feste fino alla metà del XX secolo, oggi le bande d'archi si esibiscono in spettacoli, feste locali o nelle táncház, le tradizionali case da ballo ungheresi. |                       | 2022               | Link  |          |  |
| Egitto | Festività inerenti al viaggio della Sacra Famiglia in Egitto | Queste feste commemorano il viaggio che la Sacra Famiglia dovette affrontare da Betlemmefino in Egitto a causa delle persecuzioni di Erode. Celebrate sia dai musulmani che dai cristiani copti, le due feste si tengono a giugno (Festa dell'Avvento) e tra maggio e agosto (Festa della Natività della Vergine). |                       | 2022               | Link  |          |  |
| Emirati Arabi Uniti | Al Talli, una tradizionale arte del ricamo negli Emirati Arabi Uniti | Noto anche come Alseen, il talli è un tradizionale ricamo emiratino popolare soprattutto durante le principali feste religiose o in occasione della stagione dei matrimoni, in estate. Vengono impiegati sei intrecci di colore diverso, più uno dal colore argentato posto al centro. Ogni combinazione di intrecci assume un significato particolare inerente alla vita nel deserto o in mare. |                       | 2022               | Link  |          |  |
| Azerbaigian, Turchia | Cultura del Çay (tè), un simbolo di identità, ospitalità e interazione sociale | La cerimonia del tè diffusa in Azerbaigian e Turchia prevede l'uso di diversi tipi della pianta (in particolare tè nero), nonché diverse tecniche di preparazione. Essa è parte della vita quotidiana ed è attestata in ogni classe sociale. |                       | 2022               | Link  |          |  |
| Filippine | La tessitura su telaio aklan piña | Questa tecnica di tessitura a mano impiega le fibre delle foglie di ananas. |                       | 2023               | Link  |          |  |
| Libano | Manaqish | La manaqish è un tipo di pane basso consumato a colazione dai libanesi. |                       | 2023               | Link  |          |  |
| Svizzera | Stagione dell'alpeggio | Questo periodo va da marzo a ottobre e il pascolo viene portato ad altitudini molto elevate per permettere un foraggio maggiore. |                       | 2023               | Link  |          |  |
| Turkmenistan | Allevamento dell'Akhal-Teke e tradizione della decorazione dei cavalli | L'Akhal-Teke è una razza equina turkmena che possiede particolare forza e agilità tanto da poter restare a lungo senza cibo o acqua. |                       | 2023               | Link  |          |  |
| Azerbaigian, Iran, Tagikistan, Turchia, Uzbekistan | L'arte del manoscritto miniato: Təzhib/Tazhib/Zarhalkori/Tezhip/Naqqoshlik | La miniatura è un'arte antica impiegata sui manoscritti e testi calligrafici che richiede conoscenze e tecniche specifiche. |                       | 2023               | Link  |          |  |
| Algeria, Arabia Saudita, Egitto, Iraq, Marocco, Mauritania, Stato di Palestina, Sudan, Tunisia, Yemen | Arti, abilità e pratiche legate all'incisione sui metalli (oro, argento e rame) | Le incisioni sui metalli si applicano da secoli su svariati oggetti, come utensili, simboli religiosi o artefatti cerimoniali. Le principali incisioni riguardano versi del Corano, nomi, simboli e figure geometriche. |                       | 2023               | Link  |          |  |
| Cuba, Messico | Il bolero | Il bolero è un canto sentimentale dal forte connotato lirico proveniente da Cuba e Messico. Combina stili europei, americani e africani. |                       | 2023               | Link  |          |  |
| Uzbekistan | Arte della ceramica in Uzbekistan | I manufatti di argilla dell'Uzbekistan includono grandi contenitori per conservare cibo e acqua, forni tandoor, brocche e giocattoli. |                       | 2023               | Link  |          |  |
| Bolivia | Ch'utillos, la festa di San Bartolomeo e Sant'Ignazio di Loyola, un incontro di culture a Potosí                                                                                                 | Questa festività ricorre ad agosto e include fiere gastronomiche, danze e processioni nella gola di Mullu Punku. |                       | 2023               | Link  |          |  |
| Azerbaigian, Turchia | Costruzione ed esecuzione del balaban/mey | Il balaban è uno strumento a fiato realizzato in legno di pruno o di albicocco e rivestito con semi di lino o olio d'oliva. |                       | 2023               | Link  |          |  |
| Azerbaigian, Turchia | Lavorazione artigianale dell'intarsio in madreperla | Questa tecnica consiste nell'inserire pezzi di madreperla in oggetti di legno come teche del Corano, scrivanie, cestini, sedie, specchi, portagioie e strumenti musicali. |                       | 2023               | Link  |          |  |
| Stato di Palestina | Dabka, danza tradizionale palestinese | La dabka è una danza di gruppo accompagnata da strumenti a fiato tradizionali e canti. |                       | 2023               | Link  |          |  |
| Kirghizistan | Elechek, un copricapo femminile kirghiso: conoscenze tradizionali e rituali | L'elechek è un copricapo femminile che consiste in un lungo tessuto bianco che viene avvolto a mo' di turbante. Viene indossato dalle spose kirghise e il suo rituale è considerato un rito di passaggio. |                       | 2023               | Link  |          |  |
| India | La garba del Gujarat | La garba è una danza tipica della festa induista del Navaratri dedicata all'energia femminile Śakti. |                       | 2023               | Link  |          |  |
| Arabia Saudita, Emirati Arabi Uniti, Oman | L'harees | L'harees è un porridge fatto con grano, carne e ghi. |                       | 2023               | 01744 |          |  |
| Madagascar | Hiragasy, un'esibizione dell'altopiano centrale del Madagascar | L'hiragasy comprende danze, musica, canti e discorsi e si tiene in spazi pubblici. Vi prendono parte due gruppi e dura all'incirca un'ora e mezza. |                       | 2023               | Link  |          |  |
| Azerbaigian, Iran, Turchia, Uzbekistan | Iftar/Eftari/Iftar/Iftor e le sue tradizioni socioculturali | L'Ifṭār è un pasto osservato all'alba durante il Ramadan e comprende diversi riti religiosi e cerimonie. |                       | 2023               | Link  |          |  |
| Indonesia | La cultura del benessere del jamu | Il jamu è un trattamento medico che prevede l'uso di erbe medicinali risalente al VIII secolo. |                       | 2023               | Link  |          |  |
| Bahamas | Junkanoo | Il junkanoo è la festa nazionale della cultura bahamense. Nacque nel XIX secolo e fu introdotta nel paese dagli schiavi africani, i quali durante i loro tre giorni di ferie tentavano di ricostruire il clima festivo dei loro paesi di origine. |                       | 2023               | Link  |          |  |
| Finlandia, Francia, Germania, Repubblica Ceca, Spagna, Ungheria | Conoscenza, artigianato e abilità della produzione dei manufatti in vetro | Questa arte consiste nel forgiare e decorare vetri caldi e freddi per produrre oggetti di ogni genere. |                       | 2023               | Link  |          |  |
| Mauritania | Mahadra, un sistema di comunità per la trasmissione della conoscenza tradizionale e delle espressioni orali                                                                                      | La mahadra viene chiamata "l'università del deserto" ed è un'antica rete comunitaria di istruzione e socializzazione. |                       | 2023               | Link  |          |  |
| Marocco | Malhun, una popolare arte poetica e musicale | Il malhun è una forma poetica che decanta versi in dialetto arabo o in ebraico. L'esibizione è accompagnata da strumenti musicali tradizionali. |                       | 2023               | Link  |          |  |
| Malta | La festa del villaggio maltese, una celebrazione comunitaria annuale | Questa festa ha origini religiose e si tiene nelle parrocchie dei villaggi di Malta e Gozo. Solitamente il periodo festivo va da aprile a ottobre e si tengono numerose attività. |                       | 2023               | Link  |          |  |
| Colombia, Cipro, Germania, Kirghizistan, Lussemburgo, Nigeria, Slovenia, Togo | L'ostetricia: conoscenze, pratiche e abilità | Le ostetriche provvedono al supporto delle partorienti e delle loro famiglie durante la gravidanza e anche durante e dopo il parto. |                       | 2023               | Link  |          |  |
| Camerun | Il nguon, un rituale di gestione e di espressioni associate del popolo bamum | Il nguon consiste in una serie di rituali della durata di tre giorni tra il Mfon (monarca) e la sua gente. Questa usanza è tipica del Camerun occidentale. |                       | 2023               | Link  |          |  |
| Polonia | La polonaise | La polonaise è una danza di gruppo polacca che vede la partecipazione di coppie che formano un corteo. |                       | 2023               | Link  |          |  |
| Perù | Pratiche e significati associati alla preparazione e al consumo del ceviche | Il ceviche è un piatto a base di pesce crudo marinato con limone e condito con peperoncini e sale. Viene accompagnato da verdure locali. |                       | 2023               | Link  |          |  |
| Sudan | Processione e celebrazioni del compleanno di Maometto | Il compleanno di Maometto viene definito mawlid e viene festeggiato in Sudan con una processione 12 giorni prima dell'evento, nel terzo mese del calendario lunare islamico. |                       | 2023               | Link  |          |  |
| Bangladesh | La decorazione dei risciò a Dacca | Il risciò è un piccolo veicolo a tre ruote che viene trainato da una persona. Viene costruito artigianalmente ed è decorato con tasselli, fiori di plastica e orpelli di ogni genere. |                       | 2023               | Link  |          |  |
| Paesi Bassi | Il carnevale estivo di Rotterdam | Questa festa unisce gli olandesi europei e caraibici, nonché le minoranze presenti in Africa meridionale e in America centrale. Si tengono parate e viene servito cibo caraibico in strada. |                       | 2023               | Link  |          |  |
| Iran, Tagikistan | La festa del sadeh (o sada) | Il sadeh ricorre il 30 gennaio e festeggia la fine dell'inverno e sancisce l'inizio delle piantagioni primaverili. |                       | 2023               | Link  |          |  |
| Nigeria | Il Sango Festival di Oyo | Il Sango Festival di Oyo celebra il capodanno yoruba che cade nel mese di agosto. |                       | 2023               | Link  |          |  |
| Etiopia | La festa dello shuwalid | Lo shuwalid ricorre annualmente e si tiene tre giorni. Viene festeggiato dal gruppo etnico degli harari e celebra la fine dei sei giorni di digiuno compensativi del Ramadan. |                       | 2023               | Link  |          |  |
| Lituania | L'arte dei giardini di paglia Sodai | I giardini di paglia sono degli ornamenti fatti con steli di grano (tipicamente segale). Questi addobbi simboleggiano fertilità e prosperità. |                       | 2023               | Link  |          |  |
| Angola | La sona, l'arte del disegno di figure geometriche su sabbia | Questa arte viene praticata dai popoli chokwe e da altri gruppi etnici dell'Angola orientale. Si tratta di una forma di espressione che cerca di trasmettere credenze, pensieri ed emozioni. Viene data importanza anche al rapporto tra uomo e natura. |                       | 2023               | Link  |          |  |
| Thailandia | Il Songkran thailandese | Il Songkran è il capodanno thailandese che cade al passaggio del sole nella costellazione dell'Ariete. |                       | 2023               | Link  |          |  |
| Italia | Il canto lirico in Italia | Il canto lirico italiano è un tipo di canto fisiologicamente controllato ed è accompagnato da mimica facciale e gesti corporei. Viene eseguito negli auditorium, negli anfiteatri o nelle chiese. |                       | 2023               | Link  |          |  |
| Armenia | L'arte del fabbro a Gyumri | Il fabbro è una figura professionale che forgia e ripara oggetti in ferro ed è ben rappresentata nell'area della città armena di Gyumri. |                       | 2023               | Link  |          |  |
| Laos | La tessitura artigianale dei motivi dei Nāga in Laos | Il Nāga è una creatura mitologica simile a un serpente per la quale i laotiani nutrono grande rispetto. Questo animale viene raffigurato su molti oggetti, tra cui dei tessuti fatti a mano con un telaio. |                       | 2023               | Link  |          |  |
| Iraq | L'artigianato del mudhif | Il mudhif è un edificio ad arco fatto con canna e papiro. Si tratta di un luogo di ritrovo per la comunità irachena, dove può festeggiare ricorrenze, risolvere conflitti o condividere esperienze. |                       | 2023               | Link  |          |  |
| Austria, Belgio, Germania, Italia, Lussemburgo, Paesi Bassi, Svizzera | L'irrigazione tradizionale: conoscenze, tecniche e organizzazione | L'irrigazione tradizionale sfrutta la gravità e costruzioni fatte a mano come canali e fosse che aiutano a distribuire nei campi l'acqua proveniente dalle sorgenti. |                       | 2023               | Link  |          |  |
| Tagikistan | Conoscenze e abilità tradizionali di produzione dei tessuti atlas e adras | Questi due tipi di tessuti vengono prodotti con tecniche molto simili. L'atlas è fatto con fili di seta, mentre l'adras con lana e cotone. |                       | 2023               | Link  |          |  |
| Costa d'Avorio | Abilità tradizionali della tessitura del perizoma | Questo indumento copre i genitali del corpo e viene prodotto con cotone di diversi colori dai popoli guro, baulé, mandingo, senufo, kulango, nafana e bono. |                       | 2023               | Link  |          |  |
| Grenada | Costruzione tradizionale di barche in legno a Carriacou e Petite Martinique | Questa tradizione secolare impiega uomini, donne e bambini che hanno un preciso ruolo in ogni stadio del processo. |                       | 2023               | Link  |          |  |
| Albania, Andorra, Austria, Croazia, Francia, Grecia, Italia, Lussemburgo, Romania, Spagna | La transumanza | La transumanza è la pratica dei pastori di spostarsi con il loro bestiame tra diverse regioni geografiche o climatiche. |                       | 2023               | Link  |          |  |
| Afghanistan, Iran, Tagikistan, Uzbekistan | Arte della manifattura e dell'esecuzione del rubab | II rubab è uno strumento a corde, tra i più antichi dell'Asia centrale, dell'Asia meridionale e del sud-est asiatico. |                       | 2024               | Link  |          |  |
| Spagna | Cultura del sidro delle Asturie | Il sidro è una bevanda ottenuta dalla fermentazione di diversi tipi di mele ed è un simbolo di identità locale per gli asturiani |                       | 2024               | Link  |          |  |
| Kazakistan | Il betashar, la tradizionale cerimonia nunziale | Di origini medievali, il betashar kazako è la cerimonia che vede rivelare il volto della sposa togliendole il velo durante il matrimonio |                       | 2024               | Link  |          |  |
| Malaysia | Cultura della colazione in Malaysia: esperienza a tavola in una società multietnica | La colazione in Malaysia coinvolge diverse etnie divise in 14 stati. I protagonisti di questo rituale sono i cibi tradizionali, come nasi lemak, roti canai e la bevanda teh tarik |                       | 2024               | Link  |          |  |
| Iran, Tagikistan | La cerimonia del mehregan | Il mehregan è una festa religiosa che si tiene durante il raccolto autunnale. Dal 2 ottobre al 3 novembre la gente ringrazia Dio per il raccolto. |                       | 2024               | Link  |          |  |
| Estonia | La preparazione del mulgi puder, una purea di patate e orzo della Mulgimaa | Questo piatto tradizionale viene consumato giornalmente nella regione della Mulgimaa. Viene accompagnato da stinco di maiale fritto in padella. |                       | 2024               | Link  |          |  |
| Siria | La lavorazione del sapone ghar di Aleppo. | Questo sapone viene fatto con olio di oliva (metraf) e olio di alloro (ghar). |                       | 2024               | Link  |          |  |
| Ghana | La lavorazione del tessuto tradizionale kente | Il kente è un tessuto costituito da strisce di seta, cotone o rayon intrecciate tramite telai orizzontali. I colori sono scelti in base all'età, allo status sociale e al sesso. |                       | 2024               | Link  |          |  |
| Ungheria | La csárdás | La csárdás è una danza ungherese che si balla a coppia. Le coppie possono essere formate da un uomo e una donna oppure da due donne. Si balla nei villaggi, in occasione di matrimoni ed eventi che coinvolgono la comunità. |                       | 2024               | Link  |          |  |
| Cambogia | Pratiche ed espressioni culturali legate al krama, un tessuto tradizionale cambogiano | Il krama è un tessuto rettangolare fatto di cotone o seta che presenta una varietà di motivi a griglia. I coloranti bianchi, gialli, rossi e blu utilizzati sono estratti da vegetali e insetti, e il tessuto è prodotto manualmente usando un telaio a mano tradizionale. |                       | 2024               | Link  |          |  |
| Arabia Saudita | Pratiche culturali legate alla rosa di Ta'if | La rosa di Ta'if viene piantata in inverno dalle famiglie saudite e raccolta a primavera. Queste rose vengono impiegate per trattamenti di bellezza, medicinali naturali, piatti e bevande. |                       | 2024               | Link  |          |  |
| Corea del Nord | Il costume coreano: conoscenze, abilità e pratiche sociali nella Corea del Nord | Il costume coreano è un completo fatto da una giacca e una gonna da donna o pantaloni da uomo. È completato da soprabiti stagionali e può includere altri accessori, come un nastro sul petto. Il costume è prodotto utilizzando tessuti naturali come seta, ramiè e cotone. |                       | 2024               | Link  |          |  |
| Nigeria | Il durbar di Kano | Il Durbar è un corteo di circa 10.000 uomini a cavallo, seguiti da uomini e donne a piedi. Si svolge durante il nono e il dodicesimo mese del calendario islamico per celebrare l'ʻĪd al-fiṭr e l'ʿīd al-aḍḥā. |                       | 2024               | Link  |          |  |
| Portogallo | L'arte equestre in Portogallo | L'arte equestre in Portogallo è incentrata sul rispetto dell'animale e sul suo benessere. Il cavallo deve essere flessibile, gestibile e pronto a seguire le istruzioni del cavaliere, come la razza pura Lusitano. Sono presenti scuole equestri in tutta la nazione. |                       | 2024               | Link  |          |  |
| Vietnam | Festa della dea Bà Chúa Xứ sul monte Sam | Questa festa si tiene tra il 22º e il 27º giorno del quarto mese lunare ed è celebrata dalle comunità Kinh, Khmer, Chăm e Hoa di Châu Đốc. Le cerimonie sono incentrate sul ringraziamento alla dea della Terra Madre. |                       | 2024               | Link  |          |  |
| Laos | Fonelamvonglao (o lamvonglao) | Il fonelamvonglao è una danza laotiana eseguita da uomini e donne. Solitamente gli uomini invitano le donne a ballare. I primi costituiscono un cerchio interno, le seconde un cerchio esterno. |                       | 2024               | Link  |          |  |
| Belgio, Francia | Il luna park | Nel periodo tra febbraio e novembre la comunità dei luna park viaggia seguendo un itinerario stabilito, tornando ogni anno negli stessi posti. Ospitati dalle autorità locali, gli artisti installano le loro attrazioni in uno spazio pubblico, dove rimangono da un giorno a diverse settimane. |                       | 2024               | Link  |          |  |
| Paraguay | La guarania, il suono dell'anima paraguaiana | La guarania è un genere musicale paraguaiano nato nel XX secolo. Le esibizioni si tengono in lingua guaraní e coinvolgono diversi stili tradizionali. |                       | 2024               | Link  |          |  |
| Emirati Arabi Uniti, Algeria, Bahrein, Egitto, Iraq, Giordania, Kuwait, Mauritania, Marocco, Oman, Stato di Palestina, Qatar, Arabia Saudita, Sudan, Tunisia e Yemen                                                                                                   | L'hennè: rituali e pratiche sociali ed estetiche | L'henné è considerato sacro dalle comunità del Nord Africa e del Medio Oriente. Gli ingredienti e le tecniche specifiche utilizzate per preparare questa pasta variano a seconda dell'uso previsto e del paese. Essa viene usata dalle donne come prodotto estetico. |                       | 2024               | Link  |          |  |
| Ruanda | Intore | L'intore è una danza bellica ruandese accompagnata da canti eroici di trionfo e di forza. |                       | 2024               | Link  |          |  |
| Albania | La danza k'cimi di Tropojë | Questa danza si tiene durante le cerimonie tradizionali ed è accompagnata da tamburi. |                       | 2024               | Link  |          |  |
| Brunei, Indonesia, Malaysia, Singapore, Thailandia | Kebaya: conoscenze, abilità, tradizioni e pratiche | Il kebaya è un indumento femminile con apertura frontale e spesso decorato con ricami. |                       | 2024               | Link  |          |  |
| Corea del Nord | Conoscenze, credenze e pratiche legate alla preparazione del jiang | I jiang sono salse fermentate che costituiscono la base della cucina coreana. Si possono preparare con salsa di soia, pasta di fagioli di soia o pasta di peperoncino. |                       | 2024               | Link  |          |  |
| Colombia | Immagini viventi di Galeras | Questa arte consiste nel ricreare scene statiche legate alla religione, alla vita quotidiana, alla letteratura, all'attualità, alle leggende o a qualsiasi altro argomento che possa emergere dal ricco immaginario collettivo. |                       | 2024               | Link  |          |  |
| Zambia | Mangwengwe | La mangwengwe è una danza tradizionale dei popoli Mambwe e Namwanga |                       | 2024               | Link  |          |  |
| Grecia | Messosporitissa (Santissima Madre di Dio della Festa della Semina di Metà Stagione), Festa della Madonna delle Antiche Rovine                                                                    | Questa festa della chiesa ortodossa greca si tiene il 21 novembre in una cappella seicentesca del sito archeologico di Eleusi |                       | 2024               | Link  |          |  |
| Mongolia | La migrazione nomade mongola e le pratiche a essa associate | Il nomadismo è uno stile di vita mongolo che affonda le sue radici nell'interdipendenza tra pascoli, bestiame e pastori. Le famiglie si spostano tra i pascoli, che sono categorizzati in base a fattori quali quantità di erba disponibile, geografia, clima e stagione. Questo approccio è stato tramandato di generazione in generazione come mezzo per dare alla terra il tempo di ringiovanire. |                       | 2024               | Link  |          |  |
| Myanmar | Il capodanno birmano atā thingyan | L'atā thingyan è una festa che dura 5 giorni e coincide con il capodanno birmano. |                       | 2024               | Link  |          |  |
| Serbia | Dipinti naïve di Kovačica | I dipinti naïve decorano gli oggetti con rappresentazioni della vita popolare, dell'ambiente rurale, della storia e della quotidianità. |                       | 2024               | Link  |          |  |
| Camerun | Ngondo, il culto degli oracoli dell'acqua e pratiche a esso associate del popolo sawa | Il ngondo si tiene tra settembre e la prima domenica di dicembre ed è legato alla venerazione degli oracoli dell'acqua. |                       | 2024               | Link  |          |  |
| Tunisia | I twāyef dei Ghbonten | I twāyef sono gruppi di poeti e cantanti affiliati alla tribù Ghbonten. I gruppi eseguono canti indossando tuniche bianche e berretti shashia, accompagnati dal suono del tamburo chenna. |                       | 2024               | Link  |          |  |
| Giamaica | Pellegrinaggio a Watt Town | Questo pellegrinaggio si tiene il primo giovedì di marzo a Watt Town, un luogo considerato sacro per via della sua funzione di rifugio degli schiavi africani svolta in passato. |                       | 2024               | Link  |          |  |
| Ucraina, Estonia | Pisanka, decorazione delle uova | La pisanka è una tradizione centenaria che consiste nel decorare le uova durante la Pasqua. Ha origini precristiane. |                       | 2024               | Link  |          |  |
| Cina | Il capodanno dei Qiang | Il capodanno dei Qiang si tiene il primo giorno del decimo mese del calendario lunare ed è un'occasione per esprimere gratitudine, riaffermare un buon rapporto con la natura e promuovere l'armonia familiare e sociale. |                       | 2024               | Link  |          |  |
| Egitto, Arabia Saudita | Semsemiah, costruzione ed esecuzione | Il semsemiah è un'arpa tradizionale della zona del Canale di Suez. |                       | 2024               | Link  |          |  |
| Bosnia Erzegovina | Sevdalinka, canzone popolare urbana | La sevdalinka è un genere canoro popolare nato dalla fusione tra la poesia degli slavi meridionali e le influenze musicali ottomane. |                       | 2024               | Link  |          |  |
| Grenada | Shakespeare Mas', una componente tradizionale del carnevale di Carriacou | Durante il carnevale di Carriacou si tiene il Shakespeare Mas', una competizione teatrale dove i partecipanti recitano versi del Giulio Cesare di Shakespeare, versi della Bibbia o testi storici. |                       | 2024               | Link  |          |  |
| Francia | I tetti in zinco e gli ornatisti parigini | A Parigi i tetti in zinco coprono gli edifici ottocenteschi in stile Haussmann. |                       | 2024               | Link  |          |  |
| Costa d'Avorio | Preparazione dell'attiéké | L'attiéké è un piatto a base di tuberi di manioca cotti a vapore. |                       | 2024               | Link  |          |  |
| Cina | Festa di primavera, pratiche sociali del capodanno cinese | La festa di primavera coincide col capodanno cinese e comprende una serie di pratiche come pregare per la buona sorte, celebrare le riunioni di famiglia e promuovere l'armonia nella comunità. |                       | 2024               | Link  |          |  |
| Svezia, Norvegia | Fattoria estiva nel fäbod e nel seter: conoscenze, tradizioni e pratiche legate al pascolo dei territori periferici e alla produzione alimentare artigianale                                     | In Svezia e Norvegia la fattoria estiva consiste nello spostare il bestiame in terreni periferici nella tarda primavera. |                       | 2024               | Link  |          |  |
| Azerbaigian | L'arte del tandir azero: costruzione del forno e cottura del pane | Il tandir è un forno di ceramica usato per cuocere il pane e talvolta anche la carne. |                       | 2024               | Link  |          |  |
| Guatemala | Tecnica per realizzare aquiloni giganti a Santiago Sacatepéquez e a Sumpango, in Guatemala | La tradizione degli aquiloni di Santiago Sacatepéquez e Sumpango risale alla fine del XIX secolo e all'inizio del XX. Gli aquiloni vengono realizzati nell'arco di diversi mesi ed esposti durante le fiere di Ognissanti, allo scopo di comunicare con gli antenati. |                       | 2024               | Link  |          |  |
| Mauritania | L'epopea di Samba Guéladio | Samba Guéladio è un eroe leggendario popolare nella regione della Fouta Toro. |                       | 2024               | Link  |          |  |
| Algeria | Il costume cerimoniale femminile nella regione orientale dell'Algeria: conoscenze e competenze legate alla confezione e all’ornamento del gandura e del melhfa                                   | Questi due abiti vengono indossati dalle donne dell'Algeria orientale durante le occasioni speciali. |                       | 2024               | Link  |          |  |
| Thailandia | Tom yum kung | Il tom yum kung è una zuppa thailandese a base di gamberi. |                       | 2024               | Link  |          |  |
| Stato di Palestina | Tradizione del sapone di Nablus | Il sapone di Nablus è fatto con olio di oliva, acqua e liscivia. |                       | 2024               | Link  |          |  |
| Macedonia del Nord, Turchia | La cornamusa tradizionale (gayda/tulum) | La cornamusa tradizionale è uno strumento a fiato realizzato in tutta l'area che comprende la Macedonia del Nord e le regioni orientali del Mar Nero e della Tracia in Turchia. |                       | 2024               | Link  |          |  |
| Norvegia | Costumi tradizionali in Norvegia, artigianato e pratica sociale | Gli abiti tradizionali norvegesi sono decorati con ricami, nastri e tessuti, e realizzati con materiali naturali come seta, lana e lino. |                       | 2024               | Link  |          |  |
| Cina | Progettazione tradizionale e pratiche per la costruzione di ponti ad arco in legno cinesi | I ponti ad arco in legno si trovano nelle province del Fujian e dello Zhejiang, lungo la costa sud-orientale della Cina. |                       | 2024               | Link  |          |  |
| Cuba, Repubblica Dominicana, Haiti, Honduras, Venezuela | Conoscenze e pratiche tradizionali per la preparazione e il consumo del pane di manioca | Il pane di manioca è generalmente fatto con la varietà amara di manioca in modo che possa essere conservato più a lungo, anche se a volte viene usata la manioca dolce. |                       | 2024               | Link  |          |  |
| Giappone | Produzione del sakè con Aspergillus oryzae (koji) | Il sakè è una bevanda alcolica a base di cereali e acqua, profondamente radicata nella cultura giapponese. Gli artigiani usano il fungo koji per trasformare l'amido degli ingredienti in zucchero. |                       | 2024               | Link  |          |  |
| Cina | La tessitura del popolo li | Le tecniche tessili tradizionali del popolo li consistono in filatura, tintura, tessitura e ricamo. Esse sono impiegate dalle donne del gruppo etnico li della provincia dell'Hainan. |                       | 2024               | Link  |          |  |
| Brasile | Il formaggio minas del Minas Gerais | Il minas è un formaggio prodotto artigianalmente nello stato brasiliano del Minas Gerais. |                       | 2024               | Link  |          |  |
| Bielorussia | Vycinanka, l'arte del taglio bielorusso | Inizialmente usata per gli interni delle chiese e per le icone, la vycinanka viene impiegata per decorare case, bar e uffici, calendari e cartoline e scenografie teatrali e spazi pubblici. |                       | 2024               | Link  |          |  |
| Etiopia, Gibuti, Somalia | Xeer ciise: leggi orali delle comunità issa | Lo xeer ciise è un codice legislativo orale basato su un sistema democratico. |                       | 2024               | Link  |          |  |